# Wirtschaftsgeschichte Kanadas
Die Wirtschaftsgeschichte Kanadas ist zum einen mit der Kolonialgeschichte Großbritanniens und Frankreichs verbunden, zum anderen mit dem Britischen Empire und dem südlichen Nachbarn USA. Prägten anfangs Pelzhandel und die Fernhandelskontakte der Indianer (First Nations) die ökonomischen Interessen der merkantilistischen Staaten Europas und der von ihnen ins Leben gerufenen Handelsgesellschaften, so sah sich das Königreich Großbritannien nach der Verdrängung Frankreichs (Vertrag von Paris) wegen der Expansionskraft der USA veranlasst, Kanada militärisch zu sichern, stärker zu besiedeln, verkehrstechnisch zu erschließen und mit hinreichendem Kapital auszustatten.
Dieser starke politische Einfluss sorgte für Kanäle und Straßen, für die Anwerbung von Siedlern, später für den Aufbau von Industrien und Eisenbahnlinien, aber auch für die Einrichtung von Reservaten für die Ureinwohner, die vielerorts den Siedlungs- und den Schürfinteressen der Rohstoffunternehmen im Wege standen. Der Entwicklung eines einheitlichen politischen und wirtschaftlichen Großraums standen jedoch historisch bedingte Unterschiede zwischen den Provinzen und Territorien gegenüber, die bis heute fortdauern. Dabei spielten gesellschaftliche und wirtschaftliche Modelle, wie etwa die starken und zählebigen Überreste der Feudalgesellschaft, eine erhebliche Rolle. Mehrfach versuchten Provinzen wie Québec und British Columbia, die sich in einer Phase Kanada angeschlossen haben, die für sie wirtschaftlich günstig zu sein schien, eine Loslösung von Kanada. Dabei strebten die Frankophonen die Selbständigkeit an, die englischsprachigen Gebiete eher den Anschluss an die USA.
Mit dem Niedergang der britischen Weltmacht fand, trotz der Nachwirkungen in der kanadischen Verfassung bis hin zur formalen Loslösung Kanadas und beschleunigt durch die Weltwirtschaftskrise, eine starke Verlagerung der ökonomischen Ausrichtung auf die USA statt. Dies geschah jedoch ebenfalls ungleichmäßig, denn der Westen richtete sich besonders auf Kalifornien bzw. seit Ende des 20. Jahrhunderts zunehmend auf Asien aus, die Prärieprovinzen, vor allem Alberta, zunächst auf die südlichen Nachbarn, dann als Öl- und Weizenlieferanten auf die Weltwirtschaft, der Ballungsraum um Toronto auf New York und die umliegenden Metropolen, der Osten, vor allem Montreal und die Atlantikprovinzen, auf Neuengland und Europa.

## Gegensätzliche Voraussetzungen

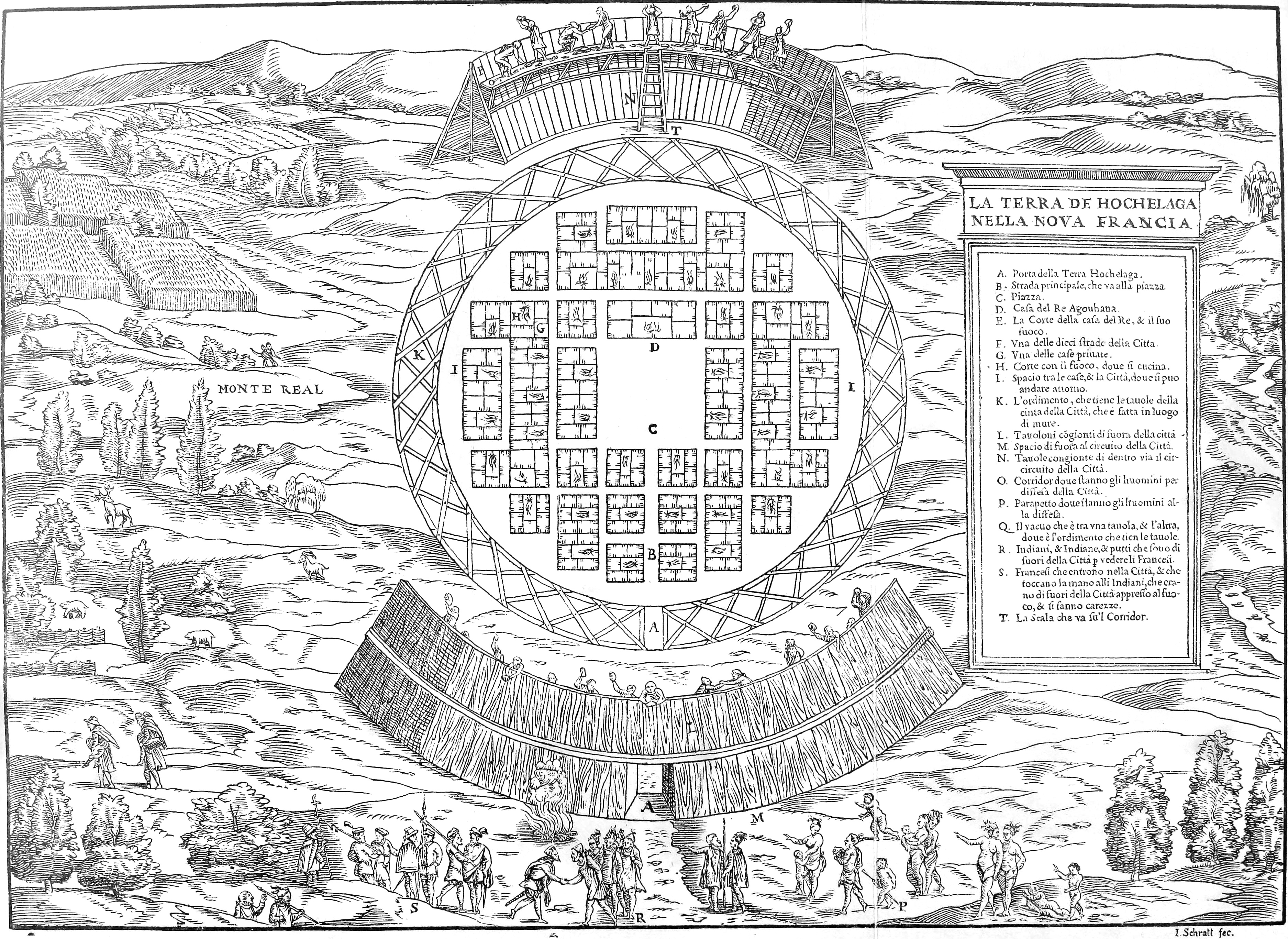
Idealistische Darstellung Hochelagas, eines Dorfes der Sankt-Lorenz-Irokesen von Giovan Battista Ramusio und Giacomo Gastaldi (1556), gemäß Jacques Cartiers Aufzeichnungen

Als die ersten Europäer um 1500 nach Nordamerika kamen, trafen sie auf Gesellschaften, die für den frühkapitalistischen Markt und die Bedürfnisse der feudalen Oberschichten nur wenige Waren und praktisch keine adäquate Arbeitskraft zu bieten hatten. So waren die Tauschgüter von geringer Diversifikation und die Sklaverei kein lohnendes Geschäft. Im Gegensatz zu Lateinamerika wurde zudem erst spät Gold gefunden. So sprach nur wenig für eine Eroberung oder gar eine Besiedlung.
Die Bewohner der Küsten erkannten ihrerseits schnell, an welchen Gütern die Besucher Interesse hatten. Das waren vor allem Pelze. Dafür erhielten sie von den Neuankömmlingen Tauschwaren aus Glas und Metall, aber auch Waffen, die in ihren Wohngebieten selten, begehrt und von entsprechend hohem Tauschwert waren. Da viele in geringer Sesshaftigkeit oder als Nomaden lebten, zogen sie oftmals in die Nähe der Landestellen und der späteren Handelsposten, um den Handel mit dem Hinterland in ihre Hand zu bringen. So wurde der Einzugsbereich der Tauschplätze sehr viel größer, als die Europäer zunächst ahnten, und er veränderte die lokalen Machtverhältnisse. Es entstanden großflächige Areale, deren Gütertausch von begünstigten und durchsetzungsfähigen Gruppen beherrscht wurde und deren Führer dadurch oftmals ihre herausgehobene Position stärken konnten. Auf der anderen Seite dezimierten erste Epidemien diejenigen Stämme der Ostküste, die den engsten Kontakt zu den Europäern hatten.
Der Merkantilismus, der alle Wirtschaftstätigkeit so ausrichtete, dass möglichst viel Vermögen im jeweiligen Staatsgebiet verblieb, machte die Pelze zu einem bedeutenden Produkt für den europäischen Markt. So wurden nach 1600 erstmals Siedlungen errichtet, die die vor allem von Frankreich und England, aber auch von den Niederlanden, Schweden und Spanien beanspruchten Gebiete ökonomisch nutzen sollten. Gleichzeitig sorgte nun der häufigere Kontakt der Ureinwohner mit den Europäern immer wieder für katastrophale Einbrüche der Bevölkerungszahlen durch eingeschleppte Krankheiten. Diese regional sehr verschieden starke und schwer zu ermessende Entvölkerung – durch Epidemien, Wanderbewegungen und Kriege gegen Konkurrenten – dünnte das Handelsnetz vermutlich stark aus. Ebenso schädigten anhaltende Kriege den Fernhandel, auch den traditionellen.
Die europäischen Kolonien konnten auf Dauer nicht nur vom Handel leben, sondern mussten sich auch selbst versorgen. Dazu diente den Siedlern, nachdem ihnen die Indianer über die ersten Winter hinweggeholfen hatten, eine Form des Landbaus, die in Europa nach feudalen Grundsätzen organisiert war. Dabei wurde Land an einen adligen Herrn vergeben, der dieses wiederum gegen Abgaben und Dienste weiter verlieh.
Die französische Landwirtschaft war an Frondienste (corvées) gebunden, wobei diese Dienste zunehmend durch Abgaben abgelöst wurden. Außerdem waren diese Abgaben nicht geeignet, die Hörigen zu höheren Erträgen anzuspornen. Wurden andererseits die Abgaben in Form von Münzen geliefert, so fraß die Inflation nach und nach – wenn auch langsamer als heute – die Einnahmen des Herrn auf.

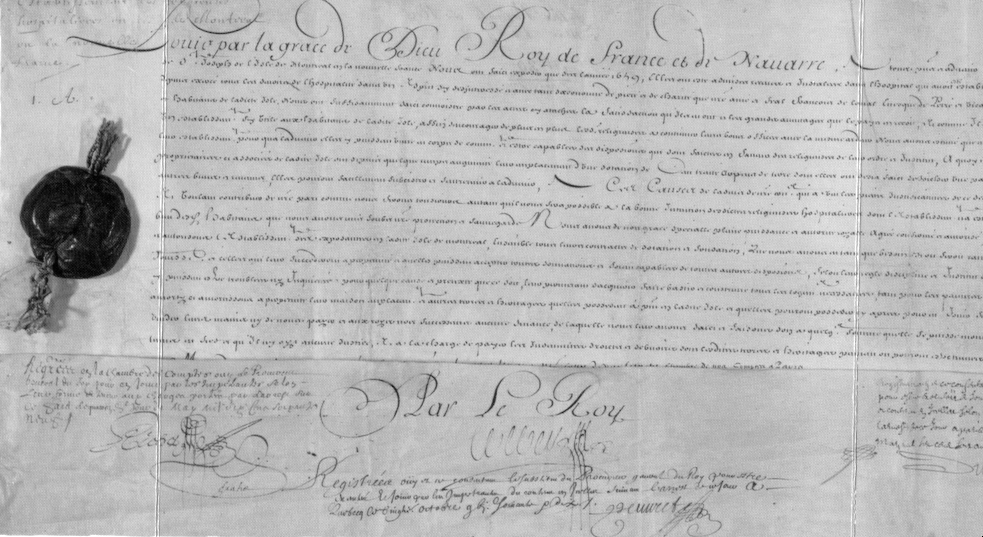
Privileg Ludwigs XIV. für die Réligieuses Hospitalières de Saint-Joseph, einen Frauenlaienorden, der 1636 in Frankreich entstanden war. Sie lebten auf der Montreal-Insel. Das Privileg wurde am 26. April 1669 ausgestellt.

Die Übertragung des Feudalismus auf Nordamerika brachte im späteren Kanada einen gesellschaftlichen Gegensatz zwischen französischen und englischen Gebieten hervor, denn England hatte infolge der Glorreichen Revolution von 1688 das feudale Regiment entscheidend geschwächt. In den Neuengland-Kolonien wurde der Feudalismus formell 1776 abgeschafft, Eigentum wurde individualisiert, Freizügigkeit galt für alle, die keine Sklaven waren, Abgaben und Dienste verschwanden und Arbeit wurde zunehmend zur Ware. In den französischen Gebieten wurde der Feudalismus hingegen erst 1854 aufgehoben. Bis dahin dominierten unfreie Arbeit auf dem Land, eine langsamere ökonomische Entwicklung, eine feudale Hierarchie mit starker Abhängigkeit von wenigen Familien, die wiederum ihren Mittelpunkt in Frankreich sahen.
Frankreich versuchte die Einfuhr von Luxuswaren zu bremsen, um den Abfluss von Edelmetallen zu verringern. Dazu förderte es die Entwicklung neuer Techniken, schützte heimische Industrien, regulierte Handelsabläufe und kontrollierte Qualitätsstandards. Dabei durften die amerikanischen Waren nicht in Konkurrenz zu eigenen treten. So unterstützte Richelieu ab 1627 die Einrichtung einer Handelsgesellschaft, die die Kolonisierung vorantreiben und den Handel mit Pelzen, die es in Frankreich nicht gab, nutzen sollte. Hinzu kamen Fisch- und Walprodukte. Auch sorgte er dafür, dass das Feudalsystem, die Coutume de Paris, in der Neuen Welt eingeführt wurde. Die Gesellschaft trat ihr Pelzhandelsmonopol gegen jährlich tausend Biberpelze wiederum an die Kolonie Neufrankreich ab. Nur französische Schiffe beförderten die nordamerikanischen Rohprodukte nach Frankreich.
Auch in England herrschte die Lehre des Merkantilismus vor. Doch ab Ende des 17. Jahrhunderts gingen die Regulierungen weder so weit wie in Frankreich, noch gingen sie vom Hof aus. Zugleich waren die Manufakturen viel weniger in die Finanzierung des Staatshaushalts eingebunden, sondern entwickelten sich eher nach kapitalistischen Grundsätzen. Während vom Handel mit Fisch, Tabak, Indigo, Reis, Holz, Getreide, Baumwolle und vor allem Pelzen monopolistische Handelsgesellschaften profitierten, ernährte der Boden die kleine lokale Bevölkerung. Nur selten dienten die Agrarerträge dem Export, noch seltener dienten die beiden Zweige der wechselseitigen Finanzierung.
Sowohl in Neuengland als auch in Neuschottland dominierte zunächst das von England übernommene System der Crown Grants, also der Ausstattung durch die Krone und der Quit-Rents, der dazugehörigen Geldabgaben.
Als die französische Kolonie kurz vor der Französischen Revolution britisch wurde, war Großbritannien auf die Solidarität dieser Region gegen die USA angewiesen. Folglich ließ London das Gesellschaftssystem weitgehend unangetastet, und so ging sowohl die französische als auch die amerikanische Revolution an Neufrankreich vorbei.
Nach 1783 sorgte die häufig ungeregelte Aneignung von Land (Squatting) dafür, dass Land verkäuflich wurde. Auf dieser Basis, also nicht mehr nach feudalen Grundsätzen, erfolgte ab 1870 die massenhafte Ausgabe von Land an Siedler, die in Kanada erst etwa 1930 endete. Dazu kam die Ausgabe von Land an Loyalisten, also Großbritannien treu gebliebene Flüchtlinge aus den USA und an sonstige Veteranen. Diese verkauften oftmals ihr Land, so dass es zu riesigen Güterballungen kam, die den Besitzern auch politische Macht verschafften. Die Verfassung der Provinz Ontario erwähnt folglich keine Quit-Rents mehr, beharrte im Gegenteil auf freier Landvergabe.

## Erste Phase der Kolonialisierung: Handel

### Atlantikküste

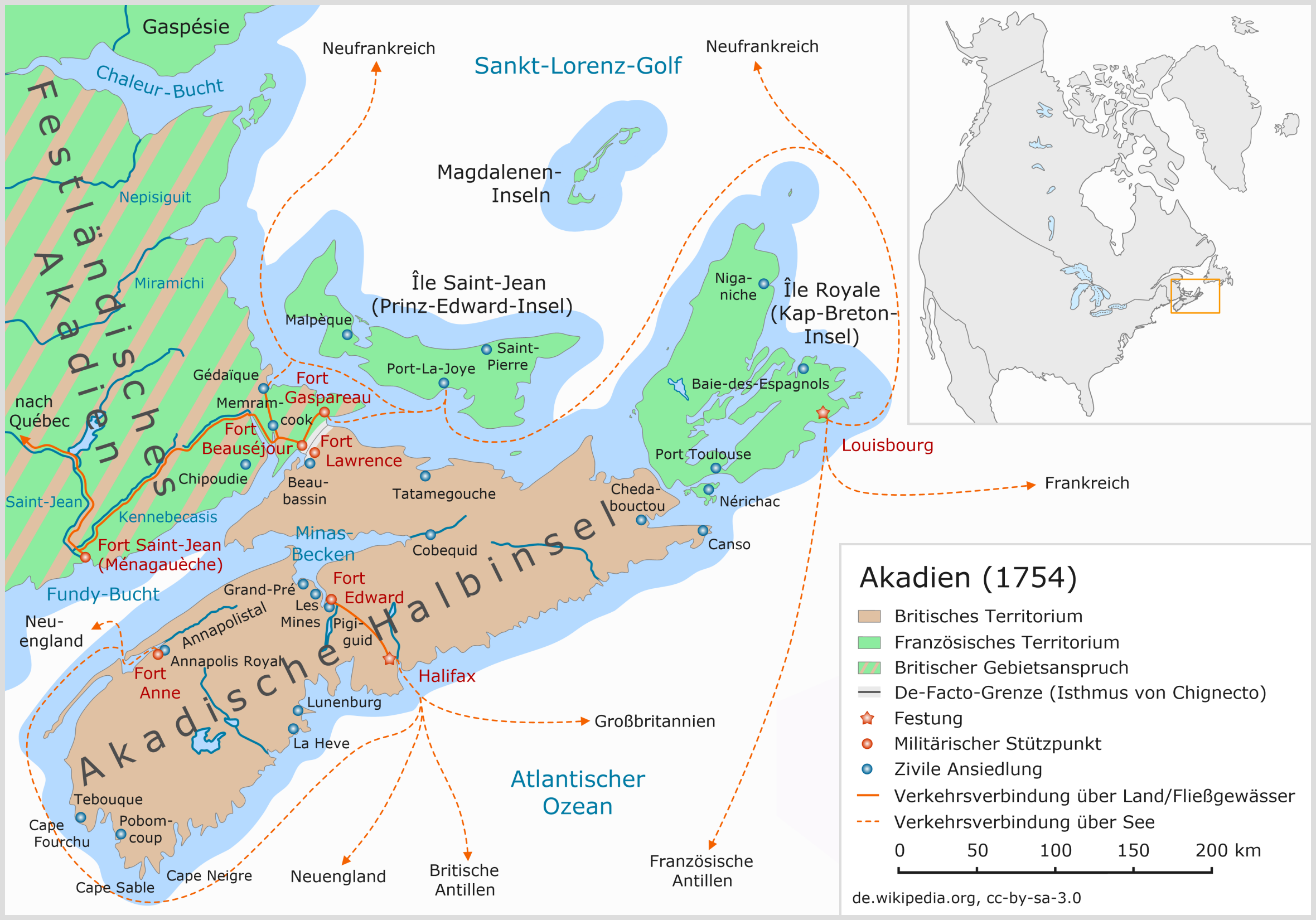
Verkehrswege und politische Grenzen in Akadien, 1754

Neuschottland, das die Briten Nova Scotia nannten, wurde in französischer Zeit Acadie genannt. Das Tal von Annapolis wurde als Grundherrschaft ausgegeben, doch endete diese bereits nach wenigen Jahrzehnten und führte zu freiem Landbesitz. Ursache war der Krieg zwischen dem Hugenotten Charles de Saint-Étienne de la Tour, dem Gouverneur von Akadien zwischen 1631 und 1642 sowie von 1653 bis 1657, und dem Katholiken Charles de Menou d'Aulnay. Während La Tour seit 1610 im Pelzhandel tätig war, unter den Mi’kmaq gelebt, eine Abenaki-Frau geheiratet hatte und von den Händlern unterstützt wurde, standen hinter d’Aulnay Leute bei Hof. Dieser von 1640 bis 1645 anhaltende Konflikt, in dem protestantische Engländer eine wichtige Rolle spielten, überließ das zerstörte Land freier Nutzung – trotz des Grundsatzes „nulle terre sans seigneur“ (kein Land ohne Feudalherrn). Als Acadie 1713 britisch wurde und die dortigen etwa 10.000 Franzosen sich unterwarfen, verlor sich der Kontakt zum französischen Feudalsystem endgültig. Die 1755 vertriebenen Akadier – abgesehen von denen, die auf Prince Edward Island und am oberen Saint John River ausharrten – kehrten ab 1765 zurück und erhielten Land auf der Basis des gemäßigteren britischen Feudalsystems. Die übliche Landgröße lag bei 100 Acre pro Familienoberhaupt und 50 weiteren pro Familienangehörigem.
Die Kolonialverwaltung stand vor einem grundsätzlichen Problem, nämlich der Finanzierung der Erschließung, der Sicherung und Verwaltung der Kolonien. Ab 1790 wollte sie dazu übergehen, das Land für einen US-Dollar pro Acre zu verkaufen, doch in den nächsten Jahren dominierten die Squatter das Land. 1807 versuchte sie zur Finanzierung der Kolonie auf das Quit-Rent-System zurückzugreifen, doch die Bauern waren nicht in der Lage diese Abgabe zu zahlen. Zwar stellten sich 1832 im benachbarten Neubraunschweig Erfolge ein, doch stellte sich hier die Holzindustrie in den Weg, die kein Interesse an kleinteiligen Landvergaben hatte. So drängte die Kolonialmacht Nova Scotia und New Brunswick 1835 zum Kauf der Quit-Rents für 1500 bzw. 1000 Pfund. Tatsächlich kam Großbritannien ab 1848 nur noch für die Verteidigungskosten auf. Die Kolonien finanzierten sich nun durch Abgaben auf die Siedlung und durch Zölle.

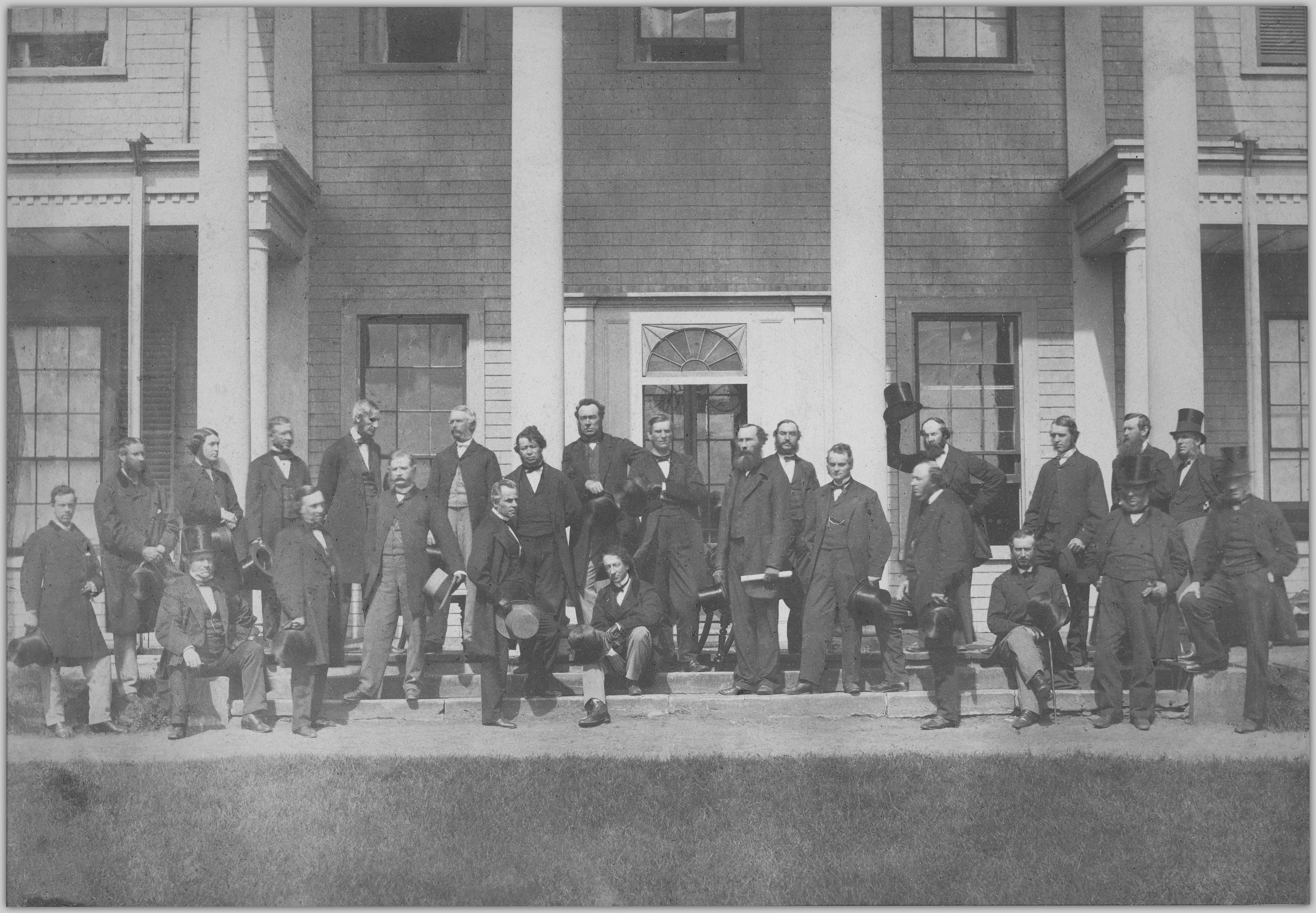
Die Delegierten der Charlottetown-Konferenz, die zur Gründung Kanadas führte

Prince Edward Island war insofern ein Sonderfall, als hier Landvergaben durch die Krone erfolgten. Dazu richtete man 67 Lots ein, die so hießen, weil sie in einer Art Lotterie verteilt wurden. Die Besitzer mussten Quit-Rents zwischen 2 und 6 Shilling zahlen, doch nur Protestanten wurden zugelassen. Daher verlangte die Insel als Bedingung für den Beitritt zu Kanada 1873, dass Ottawa einen Kredit einräumte, um Land zu kaufen. Erst daraufhin endete der Feudalismus auf der Insel.
Die Kolonie Neufundland nahm wiederum einen anderen Weg. Hier war Landwirtschaft fast unmöglich, und die Insel war weitgehend auf Fisch- und Walfang angewiesen. Die Fischer versuchten zu verhindern, dass Siedler in ihr Gehege kamen, und verlangten um 1665 ihre Rückkehr nach England. 1675 saßen dennoch rund 1.600 Siedler auf der Avalon-Halbinsel, doch es gab keinerlei Landanspruch, außer auf die Gebiete, die für das Trocknen gefangenen Fisches vorgesehen waren.

### Neufrankreich, Oberkanada
Die ersten Kolonisierungsbemühungen gingen von Richelieus Compagnie de la Nouvelle France aus, wobei die Gesellschaft zum Herrn allen Landes in Nordamerika wurde, das Frankreich unterstand, und zugleich ein Handelsmonopol besaß. Eines der ersten Lehen vergab sie 1634 an Robert Giffard de Moncel nahe Québec. Aufgabe des Herrn war es, das Land zu erschließen, wobei er selbst auf dem Land lebte. Gleichzeitig stand ihm das Recht auf die Getreidemühlen und andere Einrichtungen zu, mit den entsprechenden Abgaben von einem Vierzehntel (banalité). Als eine Art Frondienst leistete er gegenüber dem König die Errichtung von Brücken und Straßen, und er trug Sorge für die niedere Gerichtsbarkeit, aus der er Einnahmen bezog.

Landaufteilung nach den Grundsätzen des seigneurialen Systems Neufrankreichs

Die Coutume de Paris wurde offiziell 1640 eingeführt. 1763 bis 1774 galt sie als nicht mehr durchsetzbar, doch der Quebec Act setzte sie erneut fest. Die neuen, nun britischen Seigneurs, erhöhten die Abgaben. Außer im Gebiet der Loyalisten lebte das System bis 1854 fort. Die britische Kolonie war damit wirtschaftlich zweigeteilt.
Die Briten stoppten mit dem Quebec Act zugleich die Gratisabgabe von ungenutztem Land, etwa an Squatter. Stattdessen wurde das riesige Gebiet nach und nach kartographiert und in Lots aufgeteilt. Der Verkauf erfolgte in öffentlichen Auktionen. Der Mindestpreis war 6 Unzen pro Acre, dazu kamen 4 Shilling Quit-Rent pro Jahr sowie Verwaltungsabgaben.

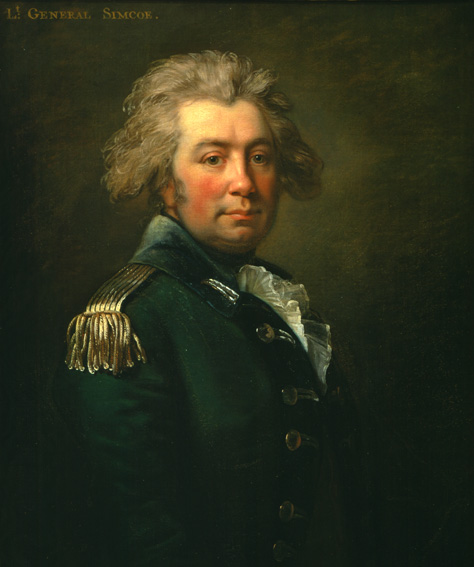
John Graves Simcoe, erster Vizegouverneur von Oberkanada, 1791–1796

Der erste Vizegouverneur von Oberkanada, John Graves Simcoe, verfolgte die Einrichtung eines aristokratischen Systems, bevorzugte aber zugleich die Ansiedlungsmethoden Neuenglands. 1792 und 1793 wurden 32 Townships an Spekulanten verkauft, doch mussten sie bis auf einen kleinen Teil diese großen Gebiete weiter vergeben. Zahlreiche kleine Besitzeinheiten lockten jedoch finanzstarke Aufkäufer an und 1797 wurde das korruptionsanfällige System durch öffentliche Auktionen abgelöst. Die Indianer, vor allem die, die selbst als britische Verbündete aus den USA geflohen waren, wie die Mohawk, verkauften Teile ihres Landes.
1791 gab Staatssekretär Henry Dundas Anweisung, Land für die Krone und für den Unterhalt des Klerus bereitzustellen: zwei Siebentel des für Siedler vorgesehenen Landes. Damit konnte London die Beteiligung der Siedler an den Verwaltungskosten vermeiden, was kein Selbstzweck war. Die Erfahrungen mit den USA hatten London gelehrt, dass solche Einnahmen schnell Partizipationsforderungen nach sich zogen. Schon 1820 begann man mit dem Verkauf der Kronreserven (Crown reserve), um Siedlungsstellen zu gewinnen, und auch die Kirche von England, die die sogenannten Clergy Reserves erhalten hatte, begann diese zu verkaufen. Insgesamt hoffte man, die Besiedlungskosten dadurch neutralisieren zu können, dass man Kredite aufnahm, mit denen diese finanziert wurden, um letztlich aus den Landverkäufen Gewinne zu ziehen. Landlose sollten dabei für öffentliche Arbeiten eingesetzt werden, wie Straßen- und Kanalbauten.
Darüber hinaus griff man, etwa in Toronto an zahlreichen Stellen, zum Mittel des Wegezolls oder der Maut, um Straßenbauten zu finanzieren.

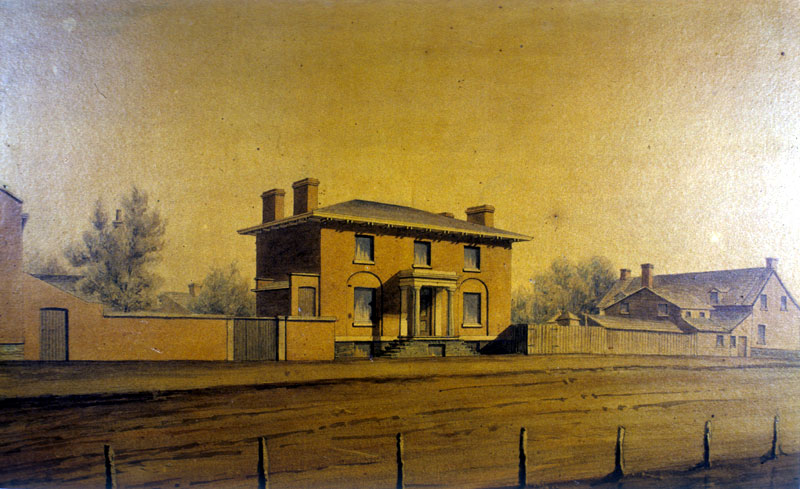
Büro der Canada Company in Toronto, 1834

Colonel Thomas Talbots Siedlungen am Ufer des Eriesees und die der Canada Company im Huron Tract nordwestlich davon, zeigten, dass Landkäufe von Indianern und Landvergaben an Veteranen frei von feudalen Abgabensystemen oft erfolgreicher waren. Talbot hatte als ehemaliger Armeeangehöriger 5000 Acre erhalten. Bis 1831 hatte er Land für 40.000 Menschen in 28 Townships und auf einer Fläche von 500.000 Acre vergeben. Auch die Canada Company profitierte von der Zuwanderung aus Großbritannien. Schon um 1840 hatte die Gesellschaft von den 320.000 geliehenen Pfund 250.000 zurückgezahlt. Der Rest wurde ihr erlassen. Entsprechend dem Vertrag von 1826 durfte die Gesellschaft 43.380 Pfund in öffentliche Arbeiten und Infrastrukturmaßnahmen im Huron Tract investieren. Dazu zählte etwa auch der Ausbau des Schiffsverkehrs auf den Großen Seen.
Die USA entschieden sich 1862 für die Option des „freien Landes“ und des „Rechts des Eroberers“. Die freie Vergabe von Land, die man aus den USA übernehmen wollte, bedrohte jedoch die von den Métis in Manitoba eingerichtete Siedlungs- und Lebensweise. Hier standen die Eisenbahntrassen und die riesigen Besitztümer der Hudson’s Bay Company der Spekulation offen. Da der Wert der immer gleich großen Landstücke sehr stark divergierte, kam Insiderinformationen ein unschätzbarer Wert zu. Allein schon um Landspekulationen vorzubeugen, musste man normierend eingreifen. Die einfachen Anbaumethoden der Zeit bedingten, dass eine Siedlerfamilie 100 bis 300 Acre bewirtschaften konnte.
Da Kanada in dieser Phase sehr stark von der Landwirtschaft dominiert war, kam der Tatsache der unterschiedlichen Entwicklungen in den Provinzen größte Bedeutung zu.

## Zweite Phase: Besiedlung

### Neufundland
Bereits zwischen 1500 und 1585 hatte die englische Fischerei zugenommen, doch die iberischen Fischer herrschten vor. Anfangs handelte man noch zusätzlich mit den Indianern, vor allem um Pelze zu bekommen.

George Calvert, 1. Baron Baltimore, scheiterte mit seiner 1621 gegründeten Kolonie auf Neufundland

1583 bot die London and Bristol Company der Krone an, für Besiedlung und den Abbau von Eisenerz zu sorgen. Doch geriet George Calvert, Anführer der Kolonie bei Ferryland im Osten der Avalon-Halbinsel, unter „Papismusverdacht“. Diese Kolonie mit rund 100 Bewohnern war 1621 gegründet worden. Doch scheiterte sie am Klima und an französischen Angriffen. Erst in Maryland war Calvert erfolgreich. In Ferryland gab nun David Kirke den Ton an, der nicht verdächtig war. Doch 1634 wurde die Siedlungserlaubnis unter dem Einfluss der Fischer aufgehoben. In den brutalen Krieg zwischen Fischern und Siedlern wurden die einheimischen Beothuk hineingezogen, die dabei ausgerottet wurden.
Anfangs bereitete der erste ankommende Kapitän der Saison die Trocknungsgestänge am Ufer vor, doch im 17. Jahrhundert übernahm dies ein Commodore der englischen Flotte. Aus diesem Amt wurde eine Art Gouverneursherrschaft. Dabei entwickelte sich ein Dreieckshandel zwischen Neuengland, das Getreide, Holz, Fleisch und Fisch nach Südeuropa lieferte, und von wo Wein und Obst, Tuche und Seide, Gewürze und Käse nach England gingen. Von dort gingen wiederum englische Waren nach Neufundland. Dies band nicht nur den Handel an weiträumige Warenkreisläufe, sondern trennte auch Handel und Fischerei. Die großen Frachtschiffe waren für die Fischerei wenig geeignet. Die Saisonfischerei wurde zunehmend durch ortsansässige Fischerei abgelöst, was den Siedlungen zugutekam. 1699 erlaubte der Newfoundland Act den Fischfang durch Siedler.
Im Spanischen Erbfolgekrieg überrannten 1696 und 1705 Franzosen die Siedlungen. Mit dem Vertrag von Utrecht, 1713 und mit dem Ende des Siebenjährigen Krieges 1763 kam die Insel endgültig an Großbritannien. Dennoch wurde der Fischhandel mit England unbedeutend im Vergleich zu dem mit Neuengland, das wiederum Neufundland mit Getreide versorgte. War 1716 nur ein Drittel des Fischfangs von Siedlern durchgeführt worden, so waren es 1764 bereits zwei Drittel, um 1800 über 90 %. Die Vermarktung bewerkstelligten Neu-Engländer. Vor allem Fisch wurde aus Neufundland nach Europa, Neuengland, Westindien exportiert. Bis zum Beitritt zu Kanada im Jahr 1949 war die wirtschaftliche Bindung mit dem Hinterland sehr schwach. Im Gegensatz dazu war die Bindung an das Britische Empire sehr stark, in dessen Interesse ein intra-imperialer Handel lag.

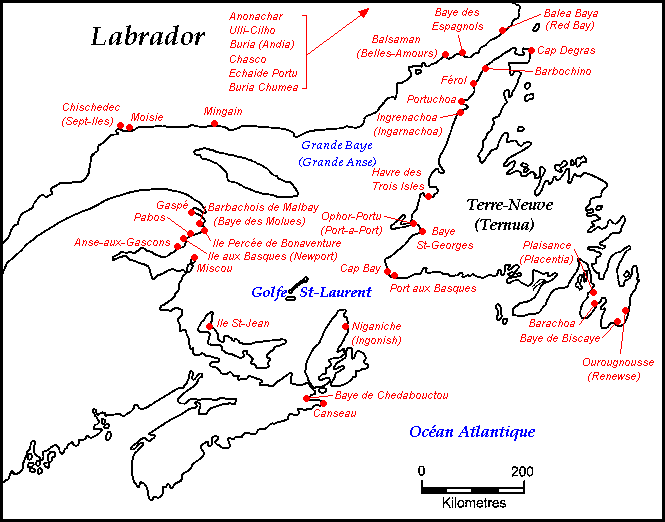
Fangplätze der Basken und Franzosen um Neufund im 16. und 17. Jahrhundert

Bis um 1790 zogen die Fischer Europas regelmäßig vor die Küste, ohne im Land zu bleiben. Französische Schiffe fingen im gesamten Bereich zwischen Neufundland, der Strait of Belle Isle bis nach Nova Scotia. Wichtige Zentren lagen an den Küsten und auf der Gaspé-Halbinsel. Die Portugiesen fischten vor allem vor dem Südosten Neufundlands, die Engländer um die Avalon-Halbinsel und in den Gewässern Neuenglands. 1713 endete die französische Konkurrenz weitgehend, während sich nun englische und neuenglische Fischer bekämpften.
Die amerikanische Unabhängigkeit gab der Fischindustrie zunächst starke Impulse – wenn auch die erste Zeit katastrophal war –, denn England war jetzt auf Neufundland angewiesen. Abgesehen von einer Krise um 1815 bis 1830 prosperierte der Fischexport, wozu sich eine expandierende Schiffbauindustrie gesellte. Gleichzeitig beendeten die Napoleonischen Kriege und der Krieg gegen die USA von 1812 bis 1814 endgültig die Saisonfischerei der Europäer. Fischerei und Schiffbau konzentrierten sich zunehmend um St. John’s.
Zwischen 1785 und 1815 vervierfachte sich die Bevölkerung der Insel von rund 10.000 auf 40.000 Einwohner. 1824 erhielt die Insel den Status einer Kolonie mit einem Gouverneur, 1832 eine Repräsentation. Doch die Wirtschaftskraft ging, im Vergleich zu anderen Regionen, kontinuierlich zurück. Marktpreisschwankungen machten extrem anfällig, Rohstoffe verbilligten sich zunehmend, und nach 1900 verlor Neufundland sogar seine Selbständigkeit.

### Neufrankreich
Die französischen Siedler übernahmen von den Indianern zwar bestimmte Techniken, wie das Kanu, oder lernten, wie man Skorbut vermeidet, doch im Gegensatz zu den Briten pflanzten sie nicht Agrarprodukte wie Mais, Bohnen, Kürbisse oder Tabak an. Nur wenige Franzosen hielten sich in der ersten Besiedlungsphase von 1608 bis 1641 in der Kolonie auf; 1641 waren es nur 240. 1642 setzte, unter kirchlicher Ägide, eine zweite Phase ein, die zur Besiedlung der Île de Montréal führte. 1663 hatten nur 10 der 70 Seigneurien eine nennenswerte Ansiedlung zustande gebracht, die meisten Franzosen lebten um Québec und Montréal. Entlang der Flüsse wuchs die Zahl der Siedlungen langsam, als Städte können wohl nur Québec, später Trois-Rivières und Montreal angesprochen werden. Die Laval-Universität wurde 1635 gegründet, ein Jahr vor Harvard.
1663 begann die staatliche Förderung durch einen Repräsentanten des Königs, den Intendanten Jean Talon. Nun kamen jährlich rund 500 Neuankömmlinge, dazu zwischen 1663 und 1672 etwa 1000 unverheiratete Frauen aus Frankreich. 1668 kamen außerdem rund 2000 Soldaten mit dem Carignan-Salières-Regiment, von denen über 500 blieben. Paris garantierte ab 1677 für drei Jahrzehnte konstante Preise, zu denen in Kanada Pelze erstanden wurden. Diese Preise waren unabhängig von den fallenden Weltmarktpreisen.

Neufrankreich, die britischen und die spanischen Gebiete um 1750

Nach 1700 wurde die Entwicklung zunehmend vom Konflikt mit Großbritannien überschattet. Nur noch 4000 neue Siedler kamen hinzu. Immerhin stieg die Bevölkerung durch zahlreiche in der Kolonie geborene Kinder von 24.500 im Jahr 1720 bis 1760 auf 70.000. 1704 untersagte das merkantilistische Paris die Herstellung von Pelzhüten in den Kolonien, 1736 auch die von Stoffen.

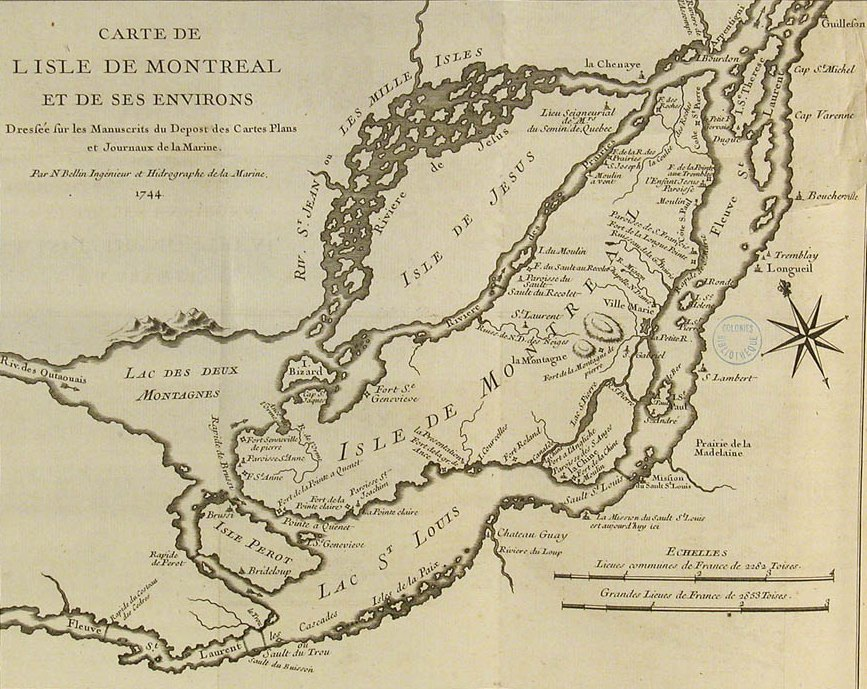
Karte der Isle de Montréal, Jacques-Nicolas Bellin 1744

Die Landgüter des Adels waren anfangs sehr bescheiden, auch wenn sie sich „Seigneurs“ nannten. Doch hatten sie den Vorteil, dass ihnen Einkünfte aus der Kolonialregierung und aus den Handelsmonopolen sicher waren. Da die Renten nicht standesgemäß sein konnten und die Edelleute oftmals selbst den Acker bestellen mussten, erhielten Domänen eine große Bedeutung zur Versorgung. Arbeitsverpflichtung und Fronarbeit existierten nebeneinander. Mit der Zunahme von Pächtern zu Lasten der Fronarbeit nahm die Bedeutung der Güter im 18. Jahrhundert ab. Außerdem waren die Hörigen nicht so streng an die Scholle gebunden wie in Frankreich, denn man wollte ja die Einwanderung fördern. Daher versuchte die Krone die Hörigen vor Übergriffen der adligen Zwischeninstanz zu schützen.
Das Pflügen mit dem Räderpflug besorgten Ochsen, die Egge zogen Pferde. Die Ernte erfolgte mit Hilfe einer Sichel, die Sense kam eher beim Heuen zum Einsatz. Meist genügte die Ernte für den Eigenbedarf. So blieb die Landwirtschaft zwar die Grundlage der Kolonie, doch für die Außenwirtschaft spielte sie nur eine geringe Rolle. Folglich setzte vor allem die Schiffbauindustrie mit ihrem hohen Holzbedarf Veränderungen in Gang.
Sämtliche Handelsaktivität konzentrierte sich in Québec, Trois-Rivières und Montréal. Die Gewinne flossen nach Frankreich, und nur wenig Kapital verblieb in der Kolonie. Der Bedarf an Importwaren war gering und bezog sich auf Luxuswaren, wie Seife, Stoffe, elegante Kleider und Schuhe, aber auch Lampenöl und Salz. Der Export kam etwa ab 1720 in Gang, als höhere Preise sogar Getreideausfuhren lohnend machten. Diese gingen etwa nach Louisbourg oder Westindien.

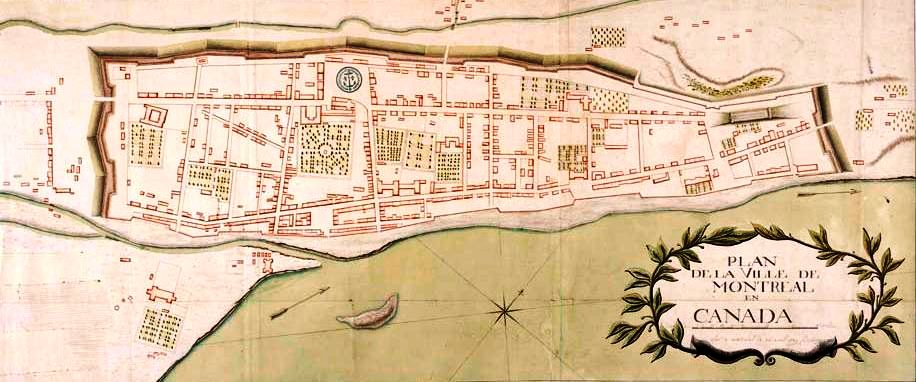
Stadtplan von Montreal, 1749

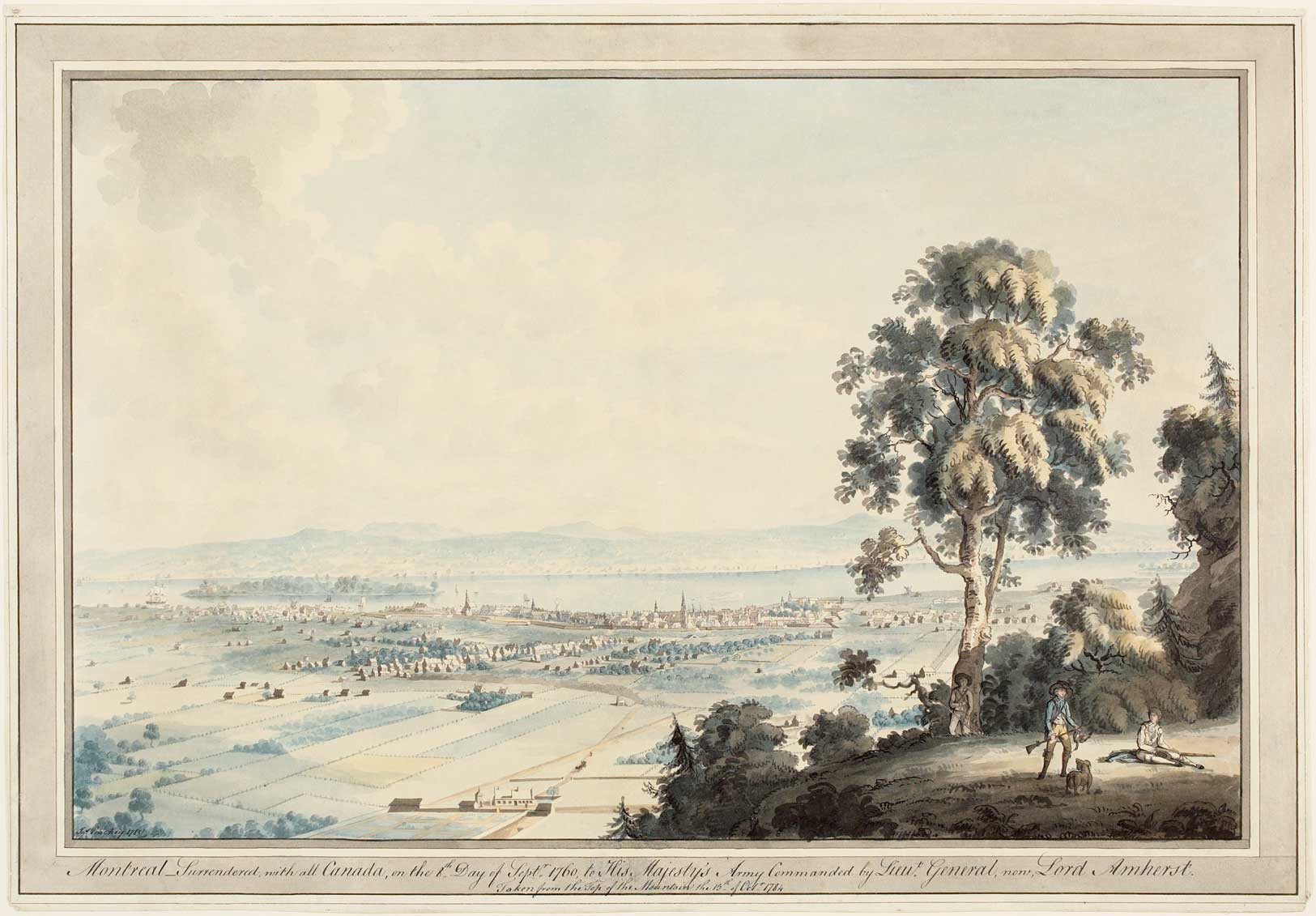
Vedute von Montreal, James Peachy 1784

Montreal bestand um 1700 aus zwei Straßen mit zahlreichen Querstraßen, in denen 1300 Menschen in weniger als 200 Häusern lebten. 1731 lebten dort bereits fast 3000 Menschen, 1741 sogar 3575 in 457 Häusern. Québec hatte um diese Zeit sogar 5000 Einwohner. Nur diese Zentren waren mit Straßen verbunden, wobei der Chemin du Roy erst 1731 bis 1737 entstand. Der Straßenbau, der bald auch die Forts verband, hing mit der wachsenden Zahl von Reitpferden zusammen. Ansonsten dominierte die Flussschifffahrt und das Kanu. Diese wurden meist von jungen Männern geführt, die sich als Ruderer verdingten.
Da nur wenige über Geldeinkünfte verfügten und diese ihre Waren oftmals in Frankreich erwarben, gab es keinen funktionierenden Geldkreislauf. Als 1685 ein britisches Schiff das Schiff mit den Soldzahlungen kaperte, emittierte die Provinzregierung kurzerhand Spielkarten als Geld. Dieses Verfahren wurde bald zur Dauereinrichtung, doch als während des Spanischen Erbfolgekriegs zu viele Spielkarten in Umlauf kamen, halbierte sich ihr Wert. Dennoch bestand Vertrauen darin, dass die Karten einlösbar blieben. Als 1763 die französische Kolonialherrschaft verschwand und die Briten die Karten nicht akzeptierten, brach der Kapitalmarkt sofort zusammen.
Das am heftigsten umkämpfte Handelsprodukt waren die Pelze, die vor allem für die Handelsgesellschaften eine wichtige Rolle spielten. Vielleicht 18 % der zwischen 1680 und 1719 geborenen Männer, die mindestens 15 Jahre alt und meist unverheiratet waren, waren zeitweilig hierin tätig. In den 1730er und 1740er Jahren stieg ihr Anteil sogar auf 20 bis 25 %.
Der Pelzhandel konzentrierte sich in Montreal und wurde nach 1763 nur von dortigen Amerikanern und Schotten übernommen. Mit der Westexpansion der USA verlor er jedoch nach und nach an Bedeutung und fiel um 1820 weit hinter Landspekulation, Weizen, Baumwolle, Tabak und Vieh zurück. Nur im Westen und Norden behielt er noch lange eine bedeutende Rolle. Dabei war der Pelzhandel bis 1627 in freiem Wettbewerb, während er nun monopolisiert wurde. Doch scheiterten alle drei Monopolgesellschaften sowohl bei der Förderung der Besiedlung als auch bei der Durchsetzung des Monopols. Außerdem standen sie in scharfer Konkurrenz zu den Indianern, wie etwa den Mohawk, die ein Jagdmonopol beanspruchten und gegen die Huronen gewaltsam durchsetzten. Damit erreichten sie eine gewisse Preiskontrolle. Die französischen Händler wichen nordwärts aus, und sie bevorzugten nun den Weg über den Lake Nipissing nach Sault Ste. Marie und zur Strait of Michilimackinac nördlich des Michigansees. Doch 1663 gelang es mit militärischer Unterstützung aus Frankreich wieder über die Großen Seen und das Mississippi-Gebiet zu handeln, das René La Salle 1682 erreichte. Die enormen Distanzen erzwangen jedoch ein System von Zwischenlagern. Dort handelte man direkt mit den Indianern.
Zwischen 1663 und 1713 bestand kein Monopol, und so bestanden auch nur kurze, stark preisabhängige Kontrakte zwischen allen Beteiligten. Die Preisschwankungen waren enorm stark. Gegen Ende des Jahrhunderts unterlag die Jagd scharfer Konkurrenz, während Verfrachtung, Weiterverarbeitung und Export zunehmend Oligopolen unterlagen, die Preise und Konditionen diktierten. Die Jäger lieferten so große Mengen ab, dass sie ganze Arten und regionale Vorkommen ausrotteten.
Zudem führte die oligopolistische Struktur zu einer starken Einflussnahme auf die Politik, die sich wiederum bemühte, die Handelswege zu sichern. Auf diesem Umweg führte der Pelzhandel zu einer stärkeren administrativen Durchdringung und zu einem gewissen Zusammenhalten der weitläufigen Gebiete. Der Wettbewerb beim Handel bildete großregionale Schwerpunkte aus, wie die Gebiete der Hudson- und Mohawkregion, des St. Lorenz und des Mississippi. Die Kosten des Handelsschutzes überwogen jedoch bei weitem die Gewinne. Ihre Rechtfertigung war vielmehr die imperiale Herrschaft und die Konkurrenz zu anderen Imperien.
Auch wenn Neufrankreich Forts baute, um das Monopol aufrechtzuerhalten, so bekämpfte Großbritannien dieses Monopol, indem es französische Händler ermutigte, es ihren englischen Konkurrenten gleichzutun. Radisson und Groseilliers wandten sich 1670 erfolgreich an London, um die Hudson’s Bay Company zu gründen.
Die entscheidende Bedrohung der französischen Herrschaft war aber nicht die Konkurrenz im Pelzhandel, die eher die irokesischen Verbündeten Englands bei der Stange hielt, sondern der Vormarsch britischer Kolonisation und damit seiner Agrarwirtschaft. Die 1744 gegründete Ohio Land Company drang schon 1752 auf französisches Gebiet vor. Dies führte zu Konflikten, in deren Verlauf Virginia Frankreich 1754 den Krieg erklärte, der schließlich 1763 im Abzug Frankreichs endete. Das hielt Montreal aber keineswegs davon ab, weiterhin den Pelzhandel zu dominieren. Es war, als hätte der Pelzhandel nichts mit der französischen Herrschaft zu tun gehabt.
Die britische Kolonialpolitik bevorzugte Montreal. 1774 reservierte der Quebec Act alles Gebiet jenseits der Appalachen für die dortigen Pelzhändler, so dass viele Händler von Albany nach Montreal gingen, unter ihnen John Jacob Astor. Doch nach 1776 und besonders ab 1794 (Jay-Vertrag) wurden die Montrealer aus dem Westen der USA ausgeschlossen, der sich nach 1800 als überaus attraktiv erwies. Astor kehrte 1809 nach Albany zurück und die von ihm geleitete American Fur Company gründete Astoria an der Mündung des Columbia River.

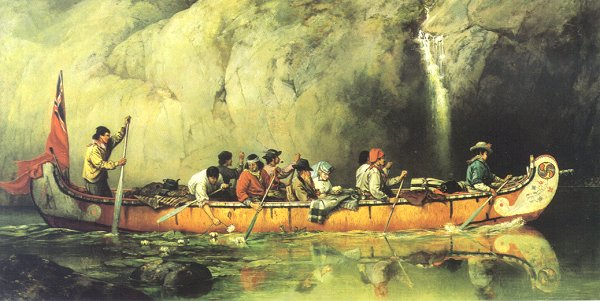
Kanu der Hudson’s Bay Company, Frances Anne Hopkins 1869

Der Pelzhandel unterlag in dieser Zeit einem extremen Konzentrationsprozess. Die Jagd der Montrealer verlagerte sich weit nach Norden und Westen. Nur zwei Gesellschaften, die North West Company und die XY Company überlebten, doch 1804 wurden selbst diese beiden zur North West Company zusammengeschlossen. Nachdem sie 1811 Astoria gekauft hatte, verblieb neben ihr nur noch die Hudson’s Bay Company (HBC). Ihr gelang es, durch Flachboote Handelsstationen zu erreichen, damit einen Kostenvorteil zu erzielen und letztlich den Handel von Montreal ab- und zur Hudson Bay und letztlich nach London zu ziehen.
Die Landwirtschaft blieb die Grundlage der Wirtschaft, nicht der Handel mit Pelzen. Dennoch dürfen die politischen Folgen der Monopolgesellschaften, die enge Bindungen an die Regierungen pflegten, nicht unterschätzt werden. Gerade die HBC spielte bei der Entwicklung des britischen Nordamerika eine entscheidende Rolle.
Was diesen riesigen, nur geringfügig von Europäern berührten Raum in gewissem Maße wirtschaftlich integrierte, war die Ausrichtung auf Großbritannien. Dies hing mit den Navigation Acts zusammen. Diese Gesetze sollten Produktion und Handel der Kolonien auf Großbritannien ausrichten. Dies sollte Investitionen schützen, Einnahmen sichern und Großbritannien die wirtschaftliche und politische Unabhängigkeit gegenüber Festlandseuropa erhalten. Die Wirtschaftsinteressen der maßgeblichen Kreise sorgten dafür, dass Konkurrenten in den Kolonien das Leben möglichst schwer gemacht wurde. So konnten die Kolonien zu Produzenten von Rohstoffen gemacht werden, während die Fertigfabrikate in England entstanden – nicht anders wurde die indische Wirtschaft ruiniert.
Wie überlegen inzwischen die südlichen britischen Kolonien waren, zeigen die Bevölkerungszahlen: 1750 lebten in Neuengland rund eine Million weiße Siedler, in Neufrankreich nur 50.000.

## Intensivierung durch Kanalbauten, 1750 bis 1850

### Die Maritimes zwischen 1784 und 1870

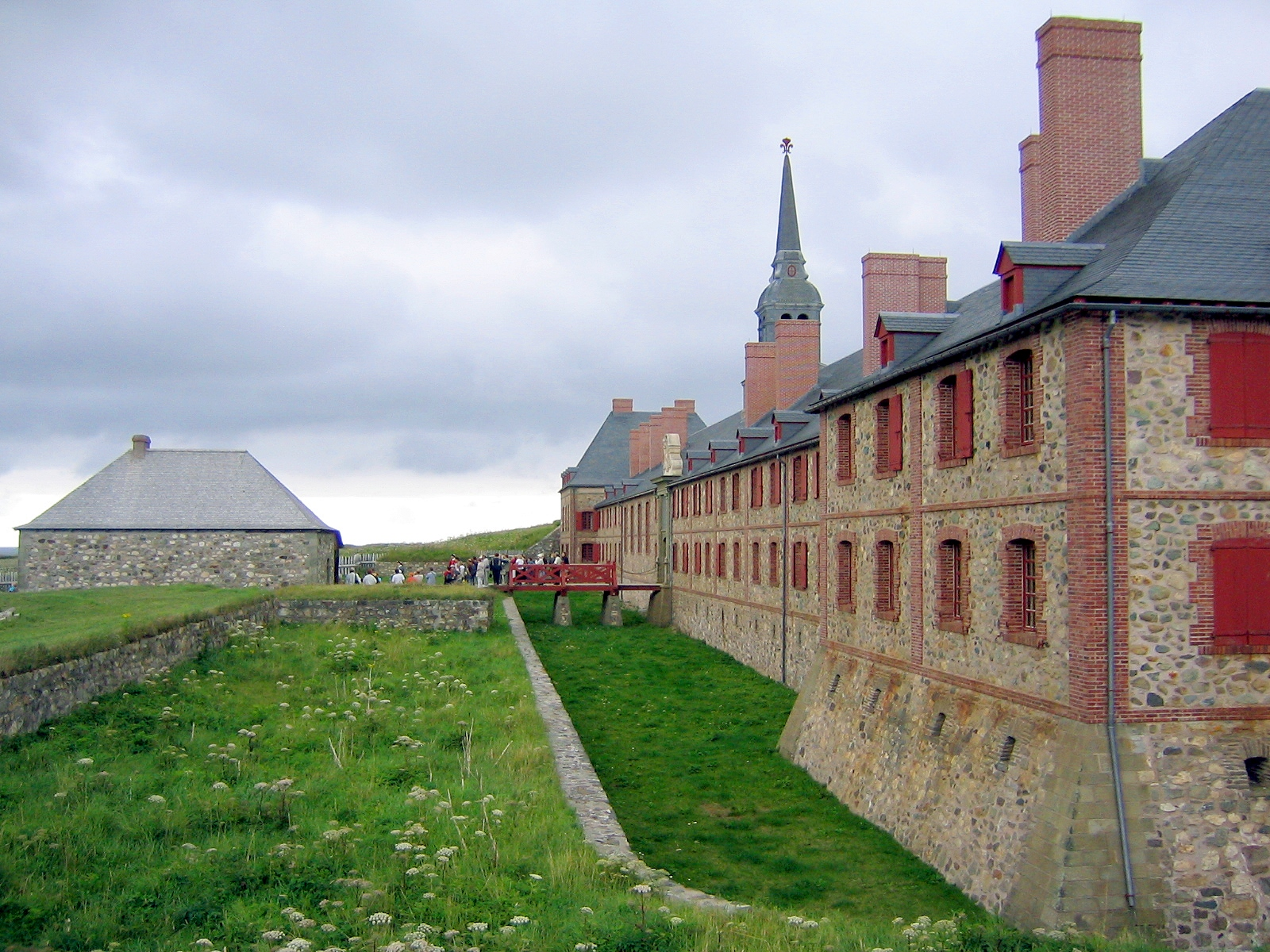
Die rekonstruierte Festung Louisbourg

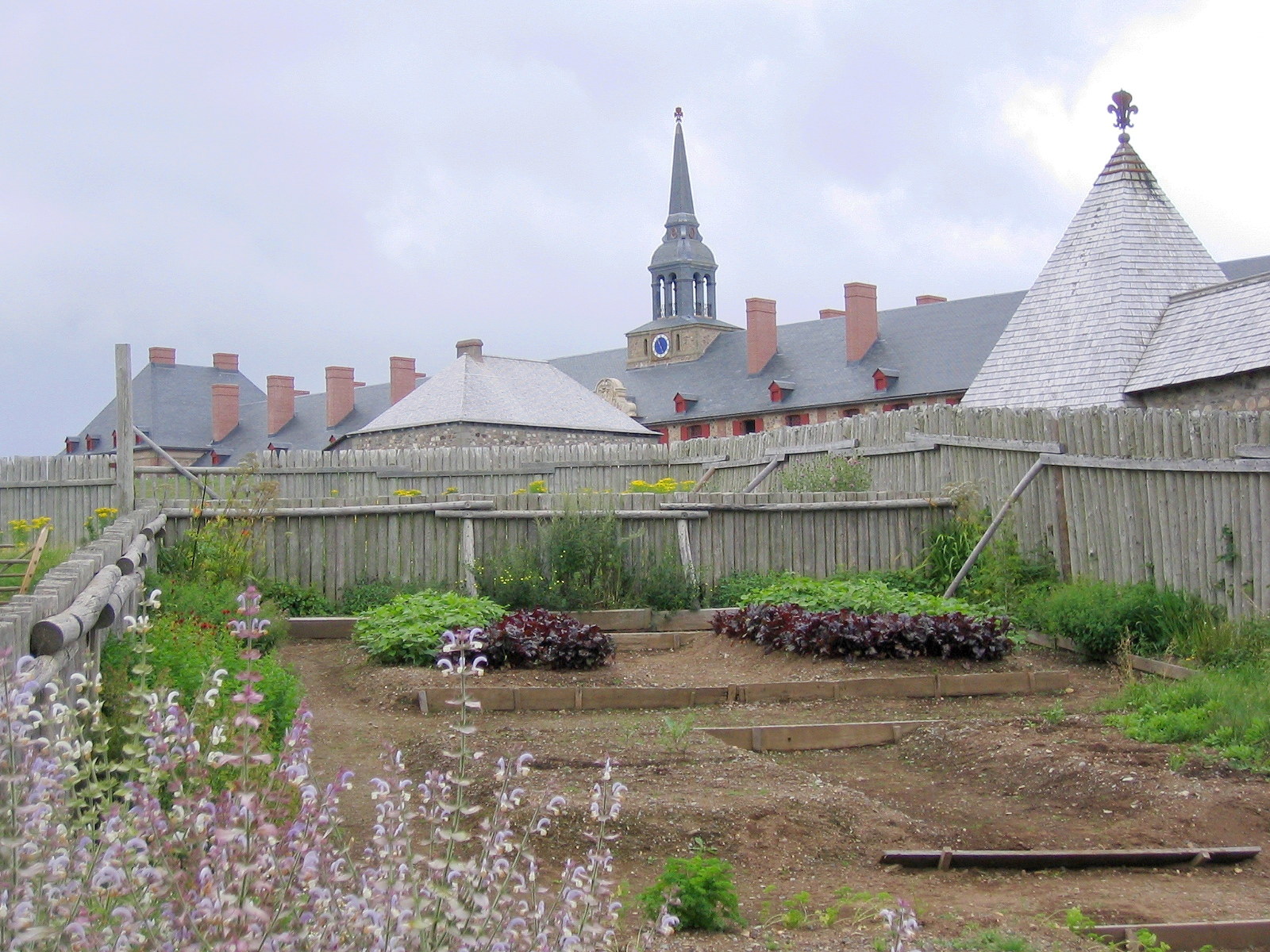
Garten in Louisbourg

Nach dem Frieden von Utrecht 1713 expandierten die Fischindustrien Neuenglands und Nova Scotias zu Lasten der französischen Fischerei. Dabei störte die Festung Louisbourg die Verbindung. Die Briten bauten Halifax. Dazu brachten sie 2200 deutsche Siedler in die Region, die um Lunenburg angesiedelt wurden. Als die Akadier 1755 Louisbourg unterstützten und Dartmouth überfielen, zogen die Briten die Konsequenz und verließen das Annapolis-Tal. Ihr Land wurde an neuenglische Siedler vergeben. Sie siedelten ebenfalls an der Bay of Fundy, Schotten und Briten siedelten auf Cape Breton und auf Prince Edward Island. Dennoch stammten 1772 rund 15.000 der 20.000 Siedler in Nova Scotia aus Neuengland. Die ersten Schiffsmasten wurden bereits in diesem Jahr nach England exportiert, 1774 folgte der erste Holzexport.
Nach New Brunswick kamen Schotten, die vor der Aufteilung ihres Landes unter Viehgroßgrundbesitzer flohen, Loyalisten aus den USA und Flüchtlinge vor dem Hunger aus Irland. Um 1850 lebten 277.000 Menschen in Nova Scotia, 194.000 in New Brunswick und 72.000 auf Prince Edward Island. Damit hatte sich die Bevölkerung innerhalb eines halben Jahrhunderts verfünffacht. Die Besitzverhältnisse waren dabei oftmals so unklar, dass Prince Edward Island unlösbare Probleme mit den Quit-Rents und Besitztiteln hatte, die viele außer Landes trieben. Ab 1806 sollte das Land einfach demjenigen gehören, der es bearbeitete.
Der Bruch mit den entstehenden USA zwang dazu, den innerkolonialen Handel zu verlagern. Dazu mussten aber Abnehmer für britische Waren existieren. Es gelang ab den 1820er Jahren, eine Industrialisierung, vor allem in Halifax, in Gang zu setzen. London förderte zudem den Handel, indem es Freihäfen einrichtete. Ab den 1840er Jahren diente der Küstensaum zunehmend als Handelsdrehscheibe mit den USA. Dazu trug bei, dass Weizen aus den USA, der in Nova Scotia gemahlen wurde, ab 1849 zollfrei vom Festland nach Nova Scotia und von dort ins britische Kolonialreich durfte. Doch geriet die Region in eine Handelskrise, als der ungeregelte Zugang zu Holz dazu führte, dass die zahlreichen Holzunternehmen die Wälder einfach nur ausplünderten. Zwar kamen einige Jahre lang Vorschläge auf, die Wirtschaft durch Zölle zu schützen, doch der Freihandel setzte sich durch. Das galt auch für New Brunswick ab 1853.

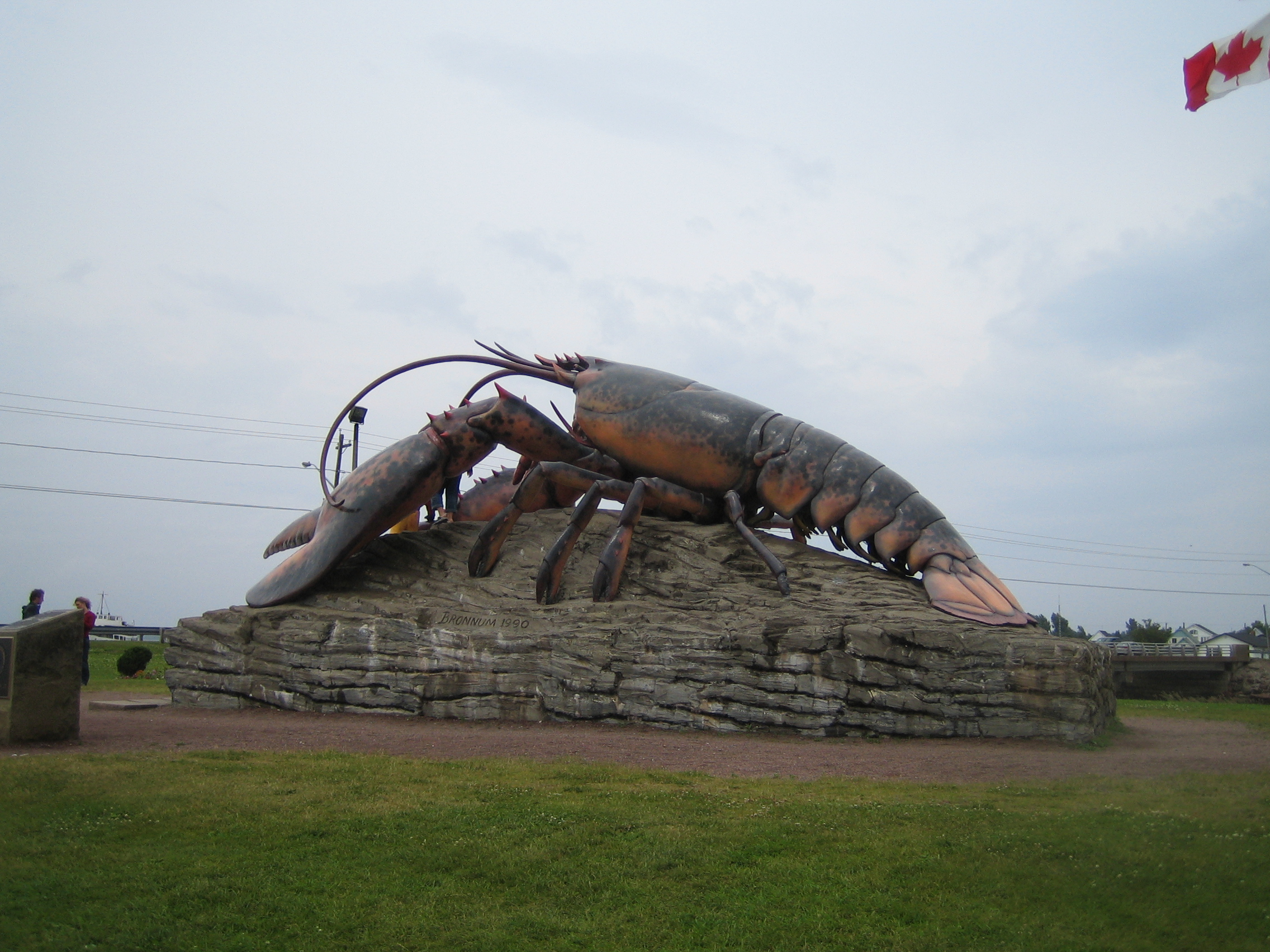
Symbol der Abhängigkeit von der Fischerei, Shediac

Joseph Howe propagierte bereits in den 1830er Jahren eine Anbindung der Küstenwirtschaft an das Hinterland durch Eisenbahnen. Die erste Linie war eine Kohlebahn bei Pictou (1838). In den 1850er Jahren entstanden Verbindungen von Halifax nach Truro und Windsor, von St. John’s nach Shediac, von dort nach Truro und von St. Andrews nach Woodstock. Doch eine Region mit so schwacher Landwirtschaft war kaum in der Lage, eine so gewaltige Investition zu stemmen. Als die Verhandlungen um die kanadische Union 1864 einsetzten, erhofften sich viele eine Anbindung an ein kontinentales Eisenbahnnetz, das Rohstoffe und Märkte erschließen sollte.
Zur Industrialisierung fehlten Mehrgewinne aus der Produktion, um in industrielle Tätigkeitsfelder investieren zu können, aber auch der notwendige Überhang an ländlicher Arbeitskraft, um einen kapitalistischen Lohnarbeitsmarkt versorgen zu können. Letzteren konnte nur Zuwanderung versorgen, ersteren praktisch nur britisches oder US-Kapital. Tatsächlich kamen von 1770 bis 1814 rund eine halbe Million Einwanderer nach Britisch-Nordamerika, rund eineinviertel Millionen zwischen 1815 und 1863, weitere über 600.000 bis 1890. Da ganz Kanada 1891 4.883.000 Einwohner hatte, könnte man meinen, jeder zweite sei irischer Herkunft gewesen, doch viele der Zuwanderer zogen weiter westwärts, nicht wenige in die USA. Trotz der starken katholischen Zuwanderung waren sowohl 1847 als auch 1871 zwei Drittel der kanadischen Iren Protestanten. Hingegen hatten Montreal in Giffentown und Toronto in Cabbage Town in den 1860er Jahren eigene irisch-katholische Quartiere. Als die beiden Kolonien die Umbenennung in „Neu-Irland“ beantragten, lag der Anteil der Iren an der Bevölkerung bei über 50 % auf Prince Edward Island, bei zwei Dritteln in New Brunswick.

### Das frankophone Québec
Die frankokanadische Bevölkerung verländlichte zwischen 1763 und 1840, der Anteil urbaner Bevölkerung sank. Die industriellen Zentren Montréal und Québec wurden zudem Sammelpunkte für Englisch sprechende Menschen. So fiel der Anteil der städtischen Bevölkerung von 25 % im Jahr 1760 auf rund 10 im Jahr 1830. Erst die nach kapitalistischen Prinzipien arbeitende, 1834 gegründete British American Land Company war hier erfolgreicher.
Dabei intensivierte sich der Flussverkehr zwischen den beiden Städten. Ab 1809 verkehrte das erste Dampfboot, 1816 wurde eine regelmäßige Linie aufgenommen. Dazu versorgten zahlreiche Flachboote die Anlegestellen und Poststationen an den Flussufern. Kutschen verkehrten ab 1811 und legten die Strecke auch im Winter binnen zwei Tagen zurück. Dazu bestand eine Winterstraße nach Halifax ab 1814, eine Straße verband Québec mit Boston, eine Montreal mit Lake Champlain Richtung New York. Die erste (private) Eisenbahn verkehrte ab 1836 zwischen Montreal und Portland in Maine.
Vieles wurde mit dem Quebec Act von 1774 zurückgenommen, um die Unterstützung der Frankophonen zu gewinnen. So wurde der Code civil wieder eingeführt und das System der Seigneurien, ein System, das in den nächsten zwanzig Jahren das kultivierte Land um zwei Drittel ausdehnen konnte. Es gab jedoch nur eine sehr dünne frankophone Schicht von Geschäftsleuten. Unter den 2000 Franzosen, die nach 1763 die Kolonie verließen, waren viele Händler, aber auch Beamte und Seigneurs. Zwei Seigneurien wurden vergeben, doch zwischen 1764 und 1784 folgten keine weiteren mehr.
Um die Spannungen abzufedern, die der Zustrom tausender englischsprachiger Loyalisten auslöste, teilte London die Kolonie in Ober- und Niederkanada. Dabei beließ man es beim Seigneurie-System, doch Neuvergaben mussten frei erfolgen. Die Vereinigung der Kolonien im Jahr 1841 stellte einen Versuch dar, die beiden noch relativ kleinen Kolonien zu assimilieren. 1854 schafften die Frankophonen tatsächlich das Feudalsystem ab, allerdings aus ökonomischen Gründen, denn die dortige Landwirtschaft geriet immer mehr ins Hintertreffen. Währenddessen vervierfachte sich die Bevölkerung Oberkanadas zwischen 1790 und 1850 von 200.000 auf 800.000.
Dennoch ging die Landwirtschaft durch eine Kombination von Getreidekrankheiten, Insekten und Erschöpfung des Bodens zurück. Die Weizenproduktion fiel zwischen 1831 und 1844, so dass sogar Weizen eingeführt werden musste. Der aus dem Westen stammende Weizen war trotz der Transportkosten billiger. Dies hing mit dem Ausbau des Kanalnetzes – 1827 wurde der Eriekanal eröffnet – zusammen.
Diese Entwicklung war nicht im Interesse der in Montreal ansässigen Händlerschicht. Sie profitierten eher vom kolonialen, auf England ausgerichteten Handel, und sie forderte die Rolle als zentraler Exporthafen für amerikanische Waren nach London. Daher förderte sie den Kanalausbau, den Import amerikanischen Weizens, die Beibehaltung des Regierungs- und Bankensystems. Dagegen forderten die Bauern Schutz vor billigerer Konkurrenzware, Landvergabe ohne feudale Pflichten, eine Anpassung des Bankensystems an die ländlichen Bedürfnisse – und „responsible government“. Dieser Konflikt war der Hintergrund für die Krise der Kolonie im Jahre 1837, als eine Finanzkrise, eine Missernte und zwei bewaffnete Aufstandsversuche zusammentrafen. Dagegen durchlebte die ganz ähnlich strukturierte Agrarökonomie in der Madawaska-Region keine solche Krise. Die Siedler waren meist Squatter. Der freie Besitz an Ackerland sorgte für geringere Produktionskosten.

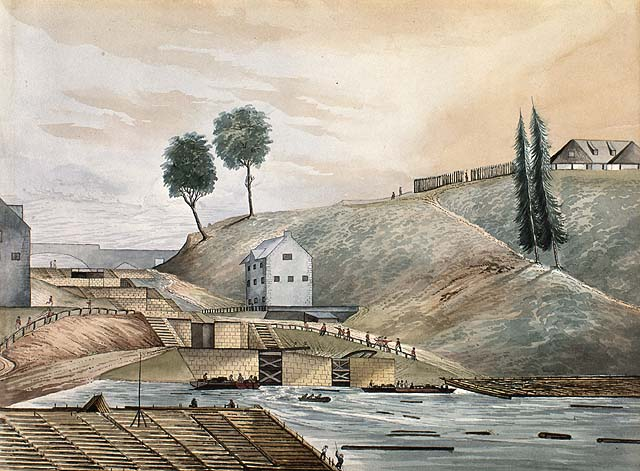
Einmündung des Rideau-Kanals in den Ottawa, Henry Francis Ainslie 1839

Der Rideau-Kanal hatte ursprünglich eine starke militärische Komponente. Dennoch war der Schiffbau weiterhin nach vorkapitalistischen, handwerklichen Prinzipien organisiert. Deren Kapitalmangel machte den Übergang zur Dampfschifffahrt, die erheblich mehr Kapital erforderte, beinahe unmöglich. Daher durchlief sie eine tiefe Krise. 1825 arbeiteten dort 3355 Arbeiter, 1831 nur noch 1155. Die Erholungsphase setzte danach ein, so dass 1847 bereits wieder 4600 Arbeiter unter Vertrag standen. Daneben profitierte die Pottasche-Industrie von der Entwaldung des Landes und brachte 100 Produktionsstätten hervor. Auch Getreidemühlen, vor allem die Mühlen am Chambly-Kanal wurden ab 1784 zu einem Mahlzentrum für die ganze Region. 1844 wurde hier auch Baumwolle verarbeitet, dazu kam Papier.
Es war dennoch Montreal, das die Dampfschifffahrt initiierte. So entstand 1814 ein 650-Tonnen-Schiff für den St. Lorenz, ab 1831 wurden Dampfmotoren in der Stadt gebaut, 1846 bereits in vier Fabriken. Man baute Brauereien, Schmieden, Waggonbauer siedelten sich an. 1851 hatte Montreal bereits 58.000 Einwohner, Québec 42.000, Trois-Rivières fiel dagegen mit 5000 Einwohnern weit ab. In Montreal lebten rund 54 % englische Muttersprachler. Québec, wo nur 35 % Englisch sprachen, war viel stärker auf Holz und Schiffbau orientiert und vor allem mehr auf den britischen Markt.

### Oberkanada

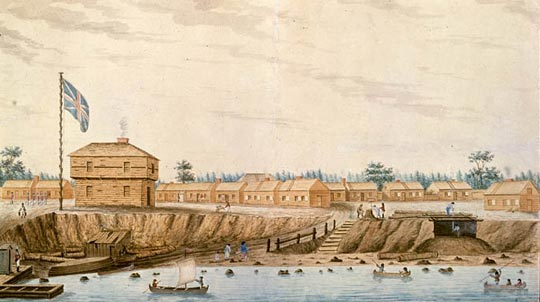
Fort York (Toronto) an der Mündung des Garrison Creek, gegründet 1793, im Vordergrund zahlreiche Mississauga, Sempronius Stretton 1804

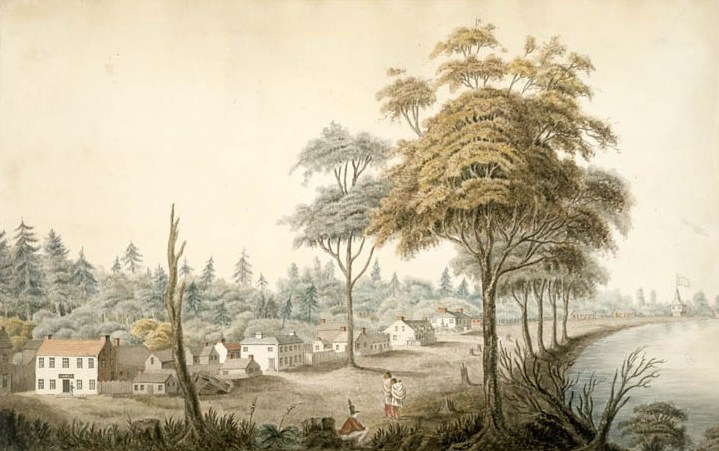
Front Street in York, Elizabeth Frances Hale 1804

Montreal stand im Wettbewerb mit Philadelphia und New York. Es zog die Ernten des Westens in seinen Hafen. Damit entwickelte sich ein Wettbewerb um diese Exportwaren, der mit Kanälen und Eisenbahnen geführt wurde. Doch scheiterte der Montrealer Ehrgeiz am Eriekanal, der es dem kanadischen Westen ermöglichte, seine Produkte in die USA und von dort nach Europa zu verkaufen.
Für das Empire wurde Britisch-Nordamerika besonders während der Napoleonischen Kriege wichtig, aber auch während des Britisch-Amerikanischen Krieges (1812 bis 1814). Mit dem Canada Trade Act von 1822 wurden einheitliche Abgaben festgesetzt, die sich auf rund 15 % für Ausfuhren nach Großbritannien beliefen. Dabei senkte London bei hohen Preisen in Großbritannien die Zölle und erhöhte sie bei niedrigen Preisen. Hingegen unterlagen US-Exporte nach Großbritannien einem konstanten Zoll von 30 %.
1831 hob der Colonial Trade Act die Abgaben auf Agrarprodukte aus den USA, die nach Kanada kamen, auf. Dies war zum Vorteil Großbritanniens und der in Montreal ansässigen Zwischenhändler, doch Oberkanada wehrte sich gegen die unliebsame Konkurrenz. Nach den Rebellionen von 1837 wurde Lord Durham entsandt, der die Vereinigung der beiden Kolonien empfahl, denn dies war am ehesten im britischen Interesse.

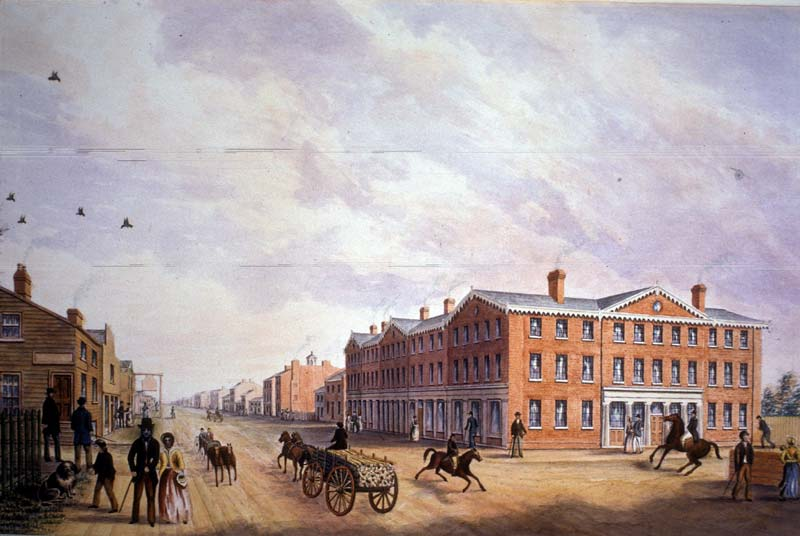
Das Chewett Building von 1833 in Toronto war das größte Gebäude der Stadt und beherbergte neben einem Hotel verschiedene Geschäfte

1843 verabschiedete das britische Parlament den Canada Corn Act, der es Kanada gestattete, zu einem Festpreis von einem Schilling pro acht Bushel Weizen nach Großbritannien zu exportieren. Die Anziehungskraft des kanadischen Marktes wurde dadurch gesteigert, dass US-Weizen, der in Kanada gemahlen wurde, das gleiche Privileg gewann. Die USA antworteten jedoch 1845, indem sie zollfreie Durchfuhr für kanadische Produkte über Kanäle und Eisenbahnen gestatteten. So erzwangen sie innerhalb weniger Jahre die Rücknahme der Schutzzölle. 1845 wurden nicht nur die Zölle für Holz gesenkt, sondern 1849 sogar die Bestimmung aus den Navigation Acts entfernt, die Kolonialprodukte nur auf britischen Schiffen zuließ.
Montreals Sonderstellung brach schlagartig zusammen. Dazu kam eine erste Finanzkrise, London musste sich zudem zum responsible government bereitfinden. Die Montrealer bewarfen den Wagen des Vizegouverneurs mit faulem Gemüse, brannten das Regierungsgebäude nieder und veröffentlichten eine Anschlusserklärung (Annexation Manifesto) an die USA. Kanada drohte auseinanderzubrechen.
Anfangs bestand wenig Importbedarf für Fertigwaren. Weizen und Mehl, Holz und Pottasche brachten die dazu notwendigen Gewinne. 1806 trugen diese Rohprodukte zu etwa 50 % der Gewinne aus dem Außenhandel bei, 1830 waren dies schon nur noch rund 25. Am meisten Gewinn brachte der Holzexport, wobei ab den 1840er Jahren die Ausfuhr in die USA an Bedeutung gewann, wenn auch die nach Großbritannien nach wie vor dominierte. Von 1779 bis 1808 war St. John’s der Hauptausfuhrhafen, doch wurde es von Québec abgelöst. Ähnlich wie im Pelzhandel beherrschten vielleicht 20 bis 30 Aufkäufer die Käuferseite, dominierten kleine Produzenten auf der Lieferantenseite. Anfangs brachten die Lieferanten ihr Holz spekulativ nach Québec, doch bald wurde dieses Verfahren durch Langzeitverträge abgelöst, die informeller Natur waren. Ab 1820 spielte Kingston eine größere Rolle, doch die Holzgrenze zog weiter westwärts und erreichte um 1840 die Georgian Bay, zwanzig Jahre später Michigan.
Es herrschte die sogenannte gang saw vor, bei der wassergetriebene Mehrfachsägen zum Einsatz kamen. Da die Wasserkraft ein entscheidender Faktor war, entwickelte sich Bytown im Ottawa-Tal ab etwa 1860 zum Schwerpunkt einer Gruppe von Sägemühlenbetreibern. Der Rideau-Kanal brachte ab 1832 Holz nach Kingston und über den Eriesee nach Oswego, eine Öffnung der kanadischen Wälder nach Süden, die durch die Eisenbahnbauten noch verstärkt wurde.

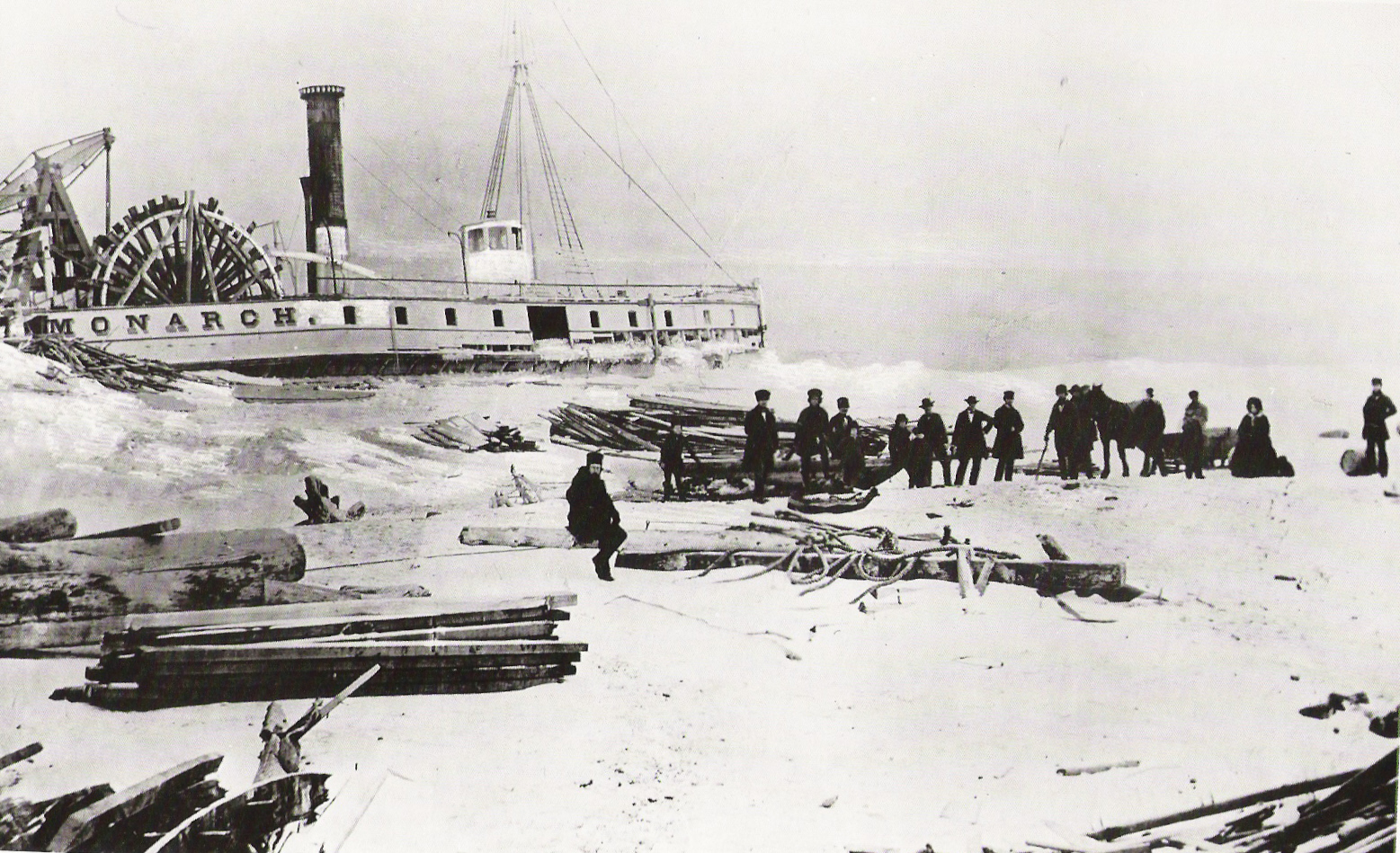
Das 1856 vor Toronto gestrandete Dampfboot The Monarch

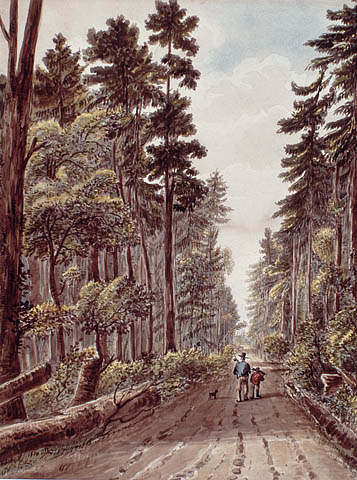
Straße zwischen den größten Orten der Provinz, Kingston und Toronto, James Pattison Cockburn, um 1830

Nach 1860 wurden die Holzschiffe zunehmend von eisernen Dampfbooten abgelöst. Dazu kam, dass der Holzpreis in höchstem Maße spekulativ war. Liverpool war das Zentrum der Einfuhr nach Großbritannien, so dass dessen Importe sowie die gesetzlichen Rahmenbedingungen und Zölle, dazu das Wetter auf dem Atlantik, den Preis bestimmten. Ein langer Winter in den Holzgebieten oder niedriger Wasserstand der Flüsse ließ im Frühjahr, wenn die Flüsse frei wurden, die Preise einbrechen, weil ein Überangebot auf den Markt drängte. Das galt vor allem in der frühen Phase, als jeder „Holz machen“ konnte. Anfangs brachte es den Siedlern Geld ein, doch das Holz war bald verbraucht. Die Gewinne auf kanadischer Seite waren gering, die auf Seiten der USA erheblich höher. Als der Export einbrach, zogen viele Siedler in die entstehenden Städte und arbeiteten dort in einfachen Berufen – so stand in Zeiten geringen Kapitals eine preisgünstige Arbeiterschaft zur Verfügung. Es fällt schwer, angesichts der ungeheuren Zerstörungen in der kanadischen Landschaft, zu begreifen, dass der wirtschaftliche Effekt in Kanada so gering war.
Die Landwirtschaft nahm eine ganz andere Entwicklung. Schon die Indianer hatten in Ontario eine intensive Landwirtschaft mit Mais, Bohnen und Kürbis entwickelt, dazu die entsprechenden Handelswege. Simcoe hatte amerikanischen Siedlern Land angeboten, so dass bis zu 80 % der Oberkanadier südlich der kanadischen Grenze geboren waren, nur 20 % von ihnen waren Loyalisten. In den 1860er Jahren wurden die letzten agrarisch nutzbaren Gebiete an Siedler ausgegeben. Hatte Oberkanada 1784 rund 10.000 Einwohner, so waren es 1806 über 70.000, 1851 bereits 952.000, zehn Jahre später fast 1,4 Millionen.
Die Exporte gingen zunehmend in die USA und Oberkanada wurde geradezu zu einem Hauptlieferanten für Boston, New York, Philadelphia und andere schnell wachsende Städte. Die Konkurrenz mit US-Farmern, aber auch amerikanische Anbieter zwangen die kanadischen Bauern zu schnellen Anpassungen an technische Innovationen. Noch früher begann diese Entwicklung beim Vieh, insbesondere bei neuen Rassen.
Das Kapital zum Umbau des Landes stammte also kaum aus Massengutexporten, wie Virginias Tabak oder der Zucker der Westindischen Inseln. Es stammte aus Zahlungen an die Loyalisten, mitgebrachtem Vermögen der Siedler, Militärausgaben, Investivkapital für Kanäle und Eisenbahnen.

### Manufakturen
1820 hatte Toronto 1.250 Einwohner. Viele Indianerdörfer waren erheblich größer. Nur Kingston mit 2300 Einwohnern hatte städtische Züge.

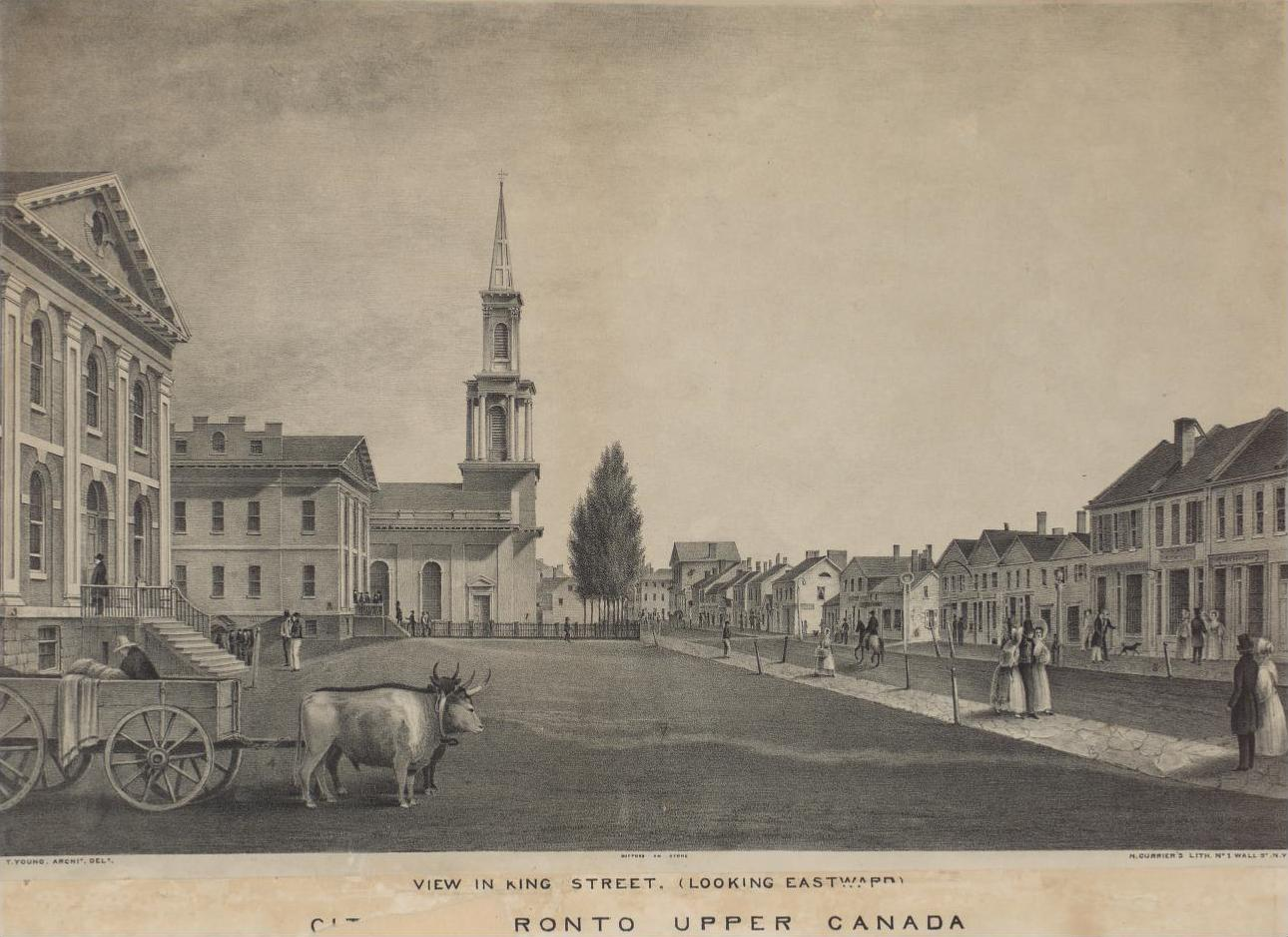
Die King Street in Toronto, 1835. Erkennbar ist das von 1827 bis 1840 bestehende Gefängnis, das Gerichtsgebäude (1827–1855) und die anglikanische St. James Anglican Church (1833–1849). Die Markthalle befand sich zwischen King und Jarvis Streets.

Die lokalen Produktionsstätten hatten den Vorteil, dass sie anfangs wegen der schlechten Wegeverhältnisse geschützt waren. Mit der Verbesserung der Wege ergaben sich neue Gelegenheiten, die allerdings eher dazu führten, dass sich die vorhandenen Industrien in die nun erschlossenen Regionen und Orte verlagerten. 1833 wurden in Toronto mit 80 Beschäftigten erstmals Dampfmaschinen hergestellt. Auch eine gewisse Eisenindustrie existierte. 1851 bestanden in Zentral-Ontario 1500 solcher Produktionsstätten, wobei allein 756 Sägemühlen und 282 Schrotmühlen dazu zählten, aber auch 9 Schuh- und Stiefelfabriken, 10 Schrankbauer usw. Die Spezialisierung nahm zu. Torontos, um 1850 mit bereits 31.000 Einwohnern die größte Stadt im Westen, wies eine größere Diversifizierung auf. Zudem konnte es seine Waren unter Umgehung Kingstons nach Montreal bringen und es war zugleich mit den USA verbunden, vor allem New York, wohin bereits 1847 eine Telegrafenverbindung bestand. So kam die erste Eisenbahn 1857 aus Toronto.

### Banken und Geld
Der erste Versuch einer Bankgründung fand 1792 in Montreal statt. 1817 und 1818 wurden drei private Banken gegründet, allesamt nach dem Vorbild der 1791 gegründeten First Bank in den USA, eine war sogar in US-Besitz. Alle Banken emittierten Geld, was zunächst ein unsicheres System darstellte. So ließ London zu, dass die Provinzen Banken gründeten, zuerst die Bank of New Brunswick 1820, im nächsten Jahr die Bank of Upper Canada, im folgenden Jahr die Bank of Montreal. Um 1840 waren 18 Banken zugelassen, davon allein 7 in Montreal. Dennoch ließ man bis um 1850 Geld der Privatbanken zu, doch nun duldete man nur noch entsprechend zugelassene Banken.

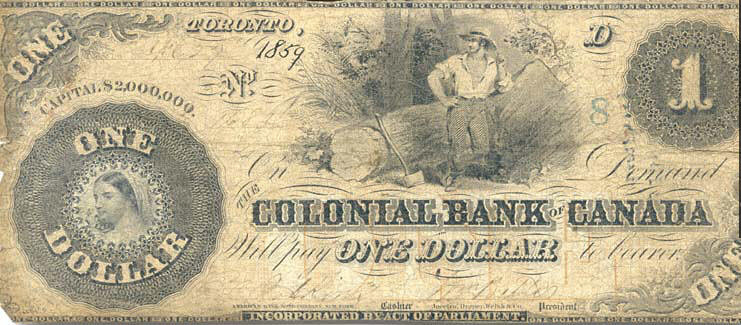
Ein-Dollar-Note der Colonial Bank of Canada, 1859 emittiert

Kanada importierte mehr Güter aus den USA, als es dorthin exportierte, so dass hier ein Geldabfluss entstand. Die USA importierten mehr aus Großbritannien, dieses wiederum mehr nach Kanada. Großbritannien brachte mehr Geld nach Kanada. Wertminderungen der kolonialen Münzen halfen dabei, die Exporte durch niedrige Preise zu verstärken, doch verschwanden die teuren Währungen vom Markt. Die USA waren in dieser Hinsicht ein destabilisierender Faktor. So halfen nur die Garantien staatlich zugelassener Banken, um das Vertrauen in die Konvertierbarkeit aufrechtzuerhalten. Dabei mussten die Banken für ihre Geldnoten ab Anfang der 1840er Jahre eine Abgabe zahlen; außerdem durften sie nur große Noten emittieren, ab 5 Pfund aufwärts. London emittierte in den 1820er Jahren überbewertete Münzen, das heißt, der nominelle Wert lag oberhalb des Edelmetallwerts.
Ein Hauptvorwurf der Aufstände von 1837 war, dass die Händlereliten die Banken zu ihrem Vorteil missbrauchten. Dagegen wehrten sich vor allem die Agrarier, denen es mit der Einführung des responsible government gelang, auch freie Banken zu etablieren. Dies geschah genauso nach US-Vorbild, wie die Einführung des Dezimalsystems bei Dollar und Cent ab 1857.

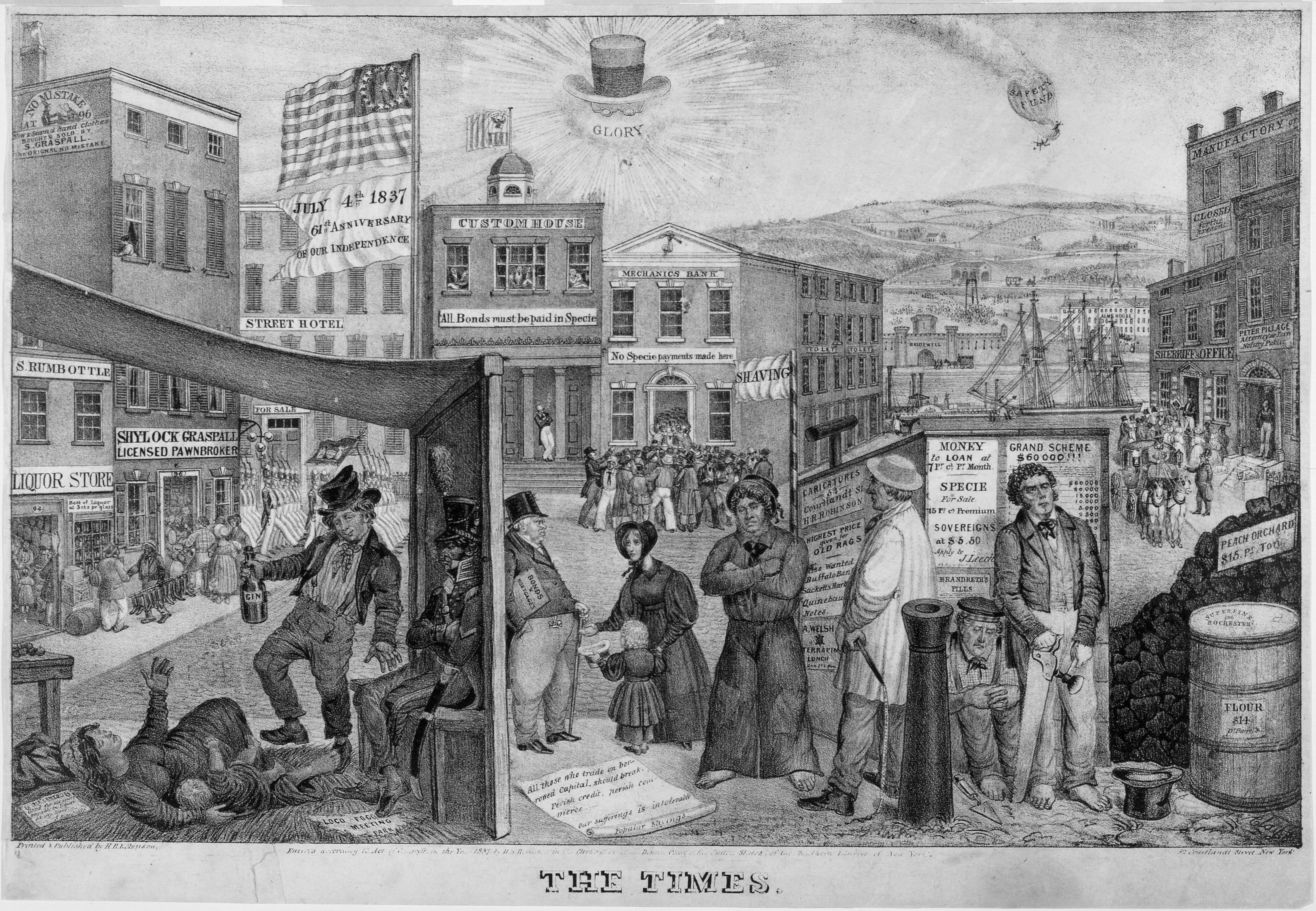
Andrew Jackson schwebt symbolisch über einer Straßenszene mit den Folgen der Panik am Finanzmarkt

In der Krise von 1835 bis 1837, als Papiergeld gegen Goldgeld massiv entwertet wurde, was US-Präsident Andrew Jackson noch dadurch verstärkte, dass Landkäufe nur noch mit Goldgeld erfolgen durften, gingen von den 1836 in Kanada bestehenden 21 Banken sechs bankrott.

### Der Westen
Von Anfang an bot British Columbia Rohstoffe, die auf dem Weltmarkt mitunter erstaunliche Preise erzielten. Das erste Produkt, das so hohe Gewinne erbrachte, dass es hunderte von Schiffen anzog, war der Pelz des Fischotters, der in Macao äußerst begehrt war. Darin zeigt sich aber auch schon eine zweite Konstante, nämlich die Orientierung zum Pazifik und nicht zum übrigen Kanada. Die lokalen Indianergruppen der Nuu-chah-nulth konnten, während Spanien und England um die Vorherrschaft rangen, ein lokales Handelsmonopol erringen.
Als Simon Fraser 1808 die Mündung des nach ihm benannten Flusses erreichte, bestand seit zwanzig Jahren ein Handel mit Pelzen, um den sich Spanier, Russen, aber vor allem Briten und US-Amerikaner stritten. Währenddessen versuchten die Führer der regional dominierenden Stämme den Handel zu monopolisieren. Dadurch stiegen einerseits die Preise, andererseits wurden viele Indianer in den mittelbaren Handel einbezogen, die für die europäischen Händler der HBC und der North West Company noch unerreichbar waren. 1813 kaufte die North West Company den Handelsposten der American Fur Company an der Mündung des Columbia, acht Jahre später wurden die beiden britischen Gesellschaften verschmolzen, womit jede Konkurrenz beseitigt war und die verbleibende HBC ein umfassendes Monopol genoss. Den Pelzhandel Richtung Asien hatte zunächst die British East India Company kontrolliert. In den Anfangsjahren von 1778 bis 1813 hatte die North West Company vor allem über die Agentur von J. und T. H. Perkins in Boston gehandelt.
Doch 1846 setzten die USA mit ihrer Besiedlungspolitik durch, dass der 49. Breitengrad zur Grenze mit Britisch-Nordamerika wurde und die HBC das Gebiet südlich davon räumen musste. Das erst 1843 gegründete Victoria auf Vancouver Island wurde zum zentralen Umschlagplatz. Zwar bestand hier nicht die Gefahr, dass amerikanische Siedler nordwärts ziehen würden, aber als 1858 der Fraser-Canyon-Goldrausch ausbrach, zogen schlagartig Tausende nordwärts, und Victoria wurde über Nacht zu einer amerikanisierten Stadt. Der Gouverneur hatte Mühe die Goldsucher unter Kontrolle zu halten und gleichzeitig eine Konfrontation mit den USA zu vermeiden. Um dieser Aufgabe gerecht zu werden, musste viel Geld in die Infrastruktur investiert werden, man holte zahlreiche Europäer ins Land, um ein Gegengewicht zu schaffen, gründete 1858 eine Kolonie British Columbia neben der Kolonie Vancouver Island.
1867 kauften die USA Alaska, das rund 150 Jahre von russischen Händlern dominiert worden war. 1866 vereinigte London die beiden westlichsten Kolonien zu einer einzigen Kolonie British Columbia, während sich im Osten die Kolonien zu „Kanada“ verbanden. 1869 empfahl London, das Gebiet der HBC zu kaufen. In British Columbia, das wirtschaftlich in keinem Zusammenhang zum Osten stand, sah man die einzige Möglichkeit darin, eine transkontinentale Eisenbahn zu bauen. Dies war die zentrale Bedingung für den Beitritt, denn die Provinz hätte die Bahnverbindung nicht selbst finanzieren können. Im Gegenteil erhoffte man sich vom Beitritt Schuldenbefreiung und einen Ausweg aus der Finanzkrise, die seit dem Ende des Fraser-Goldrauschs die Kolonien bedrohte.
In der frühen Phase basierte die Wirtschaft auf Goldfunden, zu denen Kohle, Holz und Fisch kamen. Dazu kam in wenigen Gebieten Landwirtschaft, vor allem da, wo indianische Kulturen bereits die Landschaft umgewandelt hatten, wie im Süden von Vancouver Island. Doch der Pelzhandel, der noch eine Weile auf Bibern basierte, ging bald drastisch zurück. Mit steigender Bevölkerungszahl wurden zunächst Ausrüstungsgegenstände für die Goldsucher von Bedeutung, bald aber auch Getreidemühlen, eine Bier- und Spirituosen-, schließlich eine Schuh- und Möbelindustrie. Victoria, das vor dem Goldrausch rund 400 Einwohner hatte, erreichte am Höhepunkt des Rauschs eine Einwohnerzahl von 20.000, stürzte jedoch bis 1867 wieder auf 3.000 zurück.
Die frühe Landwirtschaft der Neuankömmlinge diente vor allem der Versorgung der Forts mit dem, was man bei den Indianern der Umgebung nicht erstehen konnte, nämlich Getreide, Kartoffeln und das breite Spektrum der domestizierten Tiere. 1813 entstand die erste Farm bei Fort Vancouver. Erst 1839 begann die HBC mit der von ihr gegründeten Puget Sound Agricultural Company Agrarprodukte für den Handel zu gewinnen, etwa mit den Russen, die Getreide gegen Pelze tauschten.
Auch der Agrarwirtschaft gab die Kaskade von Goldfunden ab 1858 starke Impulse. Zehntausende mussten verproviantiert werden, und so entstanden zahlreiche Farmen um Victoria, aber auch am unteren Fraser, insbesondere um New Westminster. Um Yale entstanden zahlreiche Beschäftigungsmöglichkeiten im Zusammenhang mit der Flussschifffahrt, denn die Goldgräber mussten den Fluss hinauf, was noch mehr für den 1862 einsetzenden Cariboo-Goldrausch galt. Hingegen scheiterten private Straßenbauvorhaben an dem schwierigen Gelände, mitunter auch an indianischem Widerstand, wie etwa dem Chilcotin-Krieg.
Allein schon um die zahlreichen gestrandeten Goldsucher zu beschäftigen, versuchte man nach 1866 die Landwirtschaft zu fördern. 1871 begannen Explorationen weiter im Norden, 1874 begann der Verkauf von Siedlerstellen nach dem in den USA gängigen „homestead system“. Da die gebirgige Region nur wenige große Siedlungskammern bietet, dazu zahlreiche kleine, kam es zu Konflikten mit den dort ansässigen Indianerstämmen, die den Invasoren allerdings schon zahlenmäßig hoffnungslos unterlegen waren. Rigoros wurde unbearbeitetes Land eingezogen und an Siedler ausgegeben, der Sumas Lake wurde dazu sogar trockengelegt. Die Indianer wurden innerhalb weniger Jahre in Reservate abgedrängt, die bei Bedarf verkleinert wurden, oder durch die Straßen gebaut wurden.
Die Verkehrsverhältnisse verzögerten diese Entwicklung um Jahrzehnte. Erst 1836 befuhr ein erstes Dampfboot die Küste, und auch hier verhinderten amerikanische und britische Gesetze die Entwicklung einer indianischen Küstenschifffahrt, wenn es auch den Makah in Washington für einige Zeit gelang, Dampfboote zu unterhalten. Das Postwesen lag weitgehend in den Händen der Küsten-Salish, die auch den Kleinwarenhandel über die Grenze bewerkstelligten. Erst die Pockenepidemie von 1862, die manche Stämme völlig auslöschte, andere um mehr als die Hälfte dezimierte, zerstörte diese Wirtschaftstätigkeit und warf die Indianer in ein meist abgeschiedenes, nicht an die allgemeine Infrastruktur angebundenes Leben. Zugleich wurde der Arbeitsmarkt durch chinesische Einwanderung stabilisiert.
Die erste bedeutende Schifffahrtsverbindung ins Inland rief der Fraser-Goldrausch hervor, Straßen verlängerten diese Verbindung nordwärts. 1863 schlug Gouverneur James Douglas den Bau einer Straße bis zum Red River in Manitoba vor, die kanadische Konföderation betrieb den Bau einer Eisenbahn, die 1885 fertiggestellt wurde. Ähnlich entwickelte sich die Telegraphenverbindung, die zunächst über Land durch Sibirien verlaufen sollte, doch dann wurde sie durch ein Unterseekabel obsolet gemacht, das zunächst die Atlantikküste mit Europa verband.
Ähnlich wie der Pelzhandel erhielt der Holzhandel der isolierten Region erste Impulse von pazifischer Seite. 1824 landete eine erste Holzladung auf den Sandwich-Inseln. Selbst als Kaliforniens Bevölkerung durch den ersten Goldrausch rasch anwuchs, landete dort jedoch kaum Holz, sondern man belieferte die französischen und spanischen Kolonien im Pazifik. 1854 entstand die erste Papiermühle bei Victoria, 1861 die erste Sägemühle bei Port Alberni. Dabei folgte die Holzindustrie weder der Siedlungsgrenze noch der Entwaldungsgrenze, denn es gab keinen Zusammenhang zur sonst in Kanada, vor allem in Oberkanada folgenden Agrarwirtschaft.
Den vom Gold angestoßenen Booms folgte eine Wirtschaftskrise Ende der 1860er. Die Preise für Holz stiegen bedingt durch den Krimkrieg. Neue Sägemühlen entstanden am Burrard Inlet, doch 1862 brachte der Sezessionskrieg in den USA den regionalen Markt zum Einbruch. Als der Krieg 1865 endete und der Fraser-Boom ebenfalls erlosch, wurden Kredite knapp, und die Verschuldung der hochkapitalisierten Holzbetriebe wuchs rapide.
Die Rolle der Fischindustrie in den ersten Jahrzehnten ist unklar. Offenbar hielt man Fisch als Ware für so uninteressant, dass den Indianern regelmäßig der freie Fischfang zugestanden wurde. Zwar lieferte die HBC gelegentlich, wie 1824 Fische nach Kalifornien, doch spielte die Industrie keine große Rolle. Erst in den 1860er Jahren begann sie an Bedeutung zu gewinnen, so dass Lobbygruppen dafür sorgten, dass die Indianer als Konkurrenten auf dem Gesetzesweg ausgeschaltet wurden. Im Gegensatz dazu spielte Kohle bereits ab 1836 als Antriebsstoff für Dampfmaschinen eine Rolle. Die US-Postschiffe nahmen Kohle von Vancouver Island auf, 1851 nahmen Kohlegruben ihre Arbeit bei Nanaimo auf. Bedeutendster Abnehmer waren die Industrien in Kalifornien.
New Westminster, 1860 Hauptstadt von British Columbia und Rivalin von Victoria, war kein Freihafen und erlebte keinen massenhaften Andrang von Goldgräbern. Seine Basis war einerseits agrarisch, andererseits basierte sie auf der Holzindustrie, vor allem am Burrard Inlet, wo riesige Bäume standen, deren Überreste sich im heutigen Stanley Park befinden. Doch mit dem Anschluss an die transkontinentale Eisenbahn begann hier ein anders gearteter Boom. Doch Landspekulanten hatten die Preise im benachbarten Port Moody dermaßen in die Höhe getrieben, dass die CPR auf Granville auswich, das bald Vancouver hieß.
Mit dem Zustrom von Siedlern ab 1858 hatte die HBC nicht nur Mühe, dem Gesetz Geltung zu verschaffen, sondern auch Postdienste, Landvermessungen, allgemeine Verwaltung aufrechtzuerhalten. Einnahmen kamen nur aus Landverkäufen, von den Festlandszöllen (bis zur Vereinigung) und von Schürfgenehmigungen. Insbesondere die Einnahmen aus den Goldfunden schwankten extrem. Im Investitionsbereich türmte sich ein hoher Kreditbedarf, dem die HBC nicht beikommen konnte. Da London hier nicht einsprang, wuchsen die Schulden.

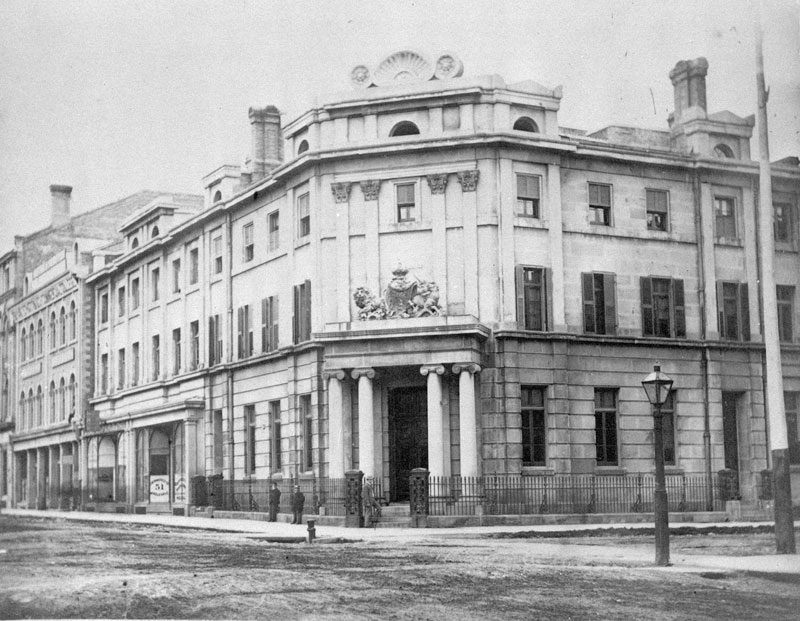
Bank of British North America in Toronto, erbaut 1845 bis 1846, 1867

Das Bankensystem war viel zu schwach. Während des Goldrauschs entstanden die Bank of British North America und die Bank of British Columbia, die von britischem Kapital abhingen, und die Macdonald’s Bank, die lokale Eigentümer hatte. Die britischen Banken verdienten an den Goldgräbern, die lokale Bank ging jedoch 1864 Bankrott, nachdem sie ausgeraubt worden war. Das eingelegte Vermögen war vernichtet.
Der Kolonialsekretär schrieb bereits am 10. September 1846 nach London, dass nur die Besiedlung durch britische Untertanen gegen die amerikanische Expansion helfe. Doch diese Besiedlung scheiterte zunächst. Der kleinen, aber einflussreichen regionalen Elite gelang es zugleich eine unangefochtene Stellung zu erreichen. Im Namen und durch die HBC hielten sie zudem umfangreichen Landbesitz. So ist ihre Stellung durchaus mit dem sogenannten Family Compact Ontarios und der Chateau Clique in Québec vergleichbar.
1863 erklärte Großbritannien den 60. Breitengrad zur Nordgrenze British Columbias, während im US-Kongress Forderungen laut wurden, die Nordgrenze weit nach Norden zu verlegen. In Victoria agitierten starke Kräfte für einen Anschluss an die USA, 1866 ging eine Petition nach Washington, in der der Präsident um die Annexion des Gebietes gebeten wurde. Das gab den Vertretern des responsible government in der Provinz starken Rückenwind. London geriet unter Zugzwang, im Westen wie im Osten, wo es die Konföderation vorantrieb. Schon 1859 war Amor De Cosmos, der seine politische Laufbahn in Nova Scotia, inspiriert durch Joseph Howe begonnen hatte, nach British Columbia gekommen. Er gründete den British Colonist, um auch hier responsible government durchzusetzen – wie Howe in Nova Scotia. 1864 kam eine zweite Zeitung heraus, John Robson’s The British Columbian, ein Blatt, dessen Ziel ähnlich war. Gouverneur Douglas trat zurück.
Die Versprechen Ottawas von Eisenbahnbauten und Telegraphenlinien sowie Schutzzöllen und Schuldenübernahmen, dazu responsible government, öffneten für kurze Zeit den Blick auf die Vorzüge eines Anschlusses an Kanada, Vorzüge, die sich verzögerten oder gar nicht eintraten. Die Verlagerung des wirtschaftlichen Schwergewichts von Pelz und Gold auf Kohle, Holz, Fisch und Mehl war eher durch einen Anschluss an Kanada zu erreichen, so glaubte man.
John Sebastian Helmcken, einer der Wortführer, fürchtete, dass die Einnahmen nach Kanada flössen, doch Howe und Robson kamen zu der Ansicht, Eisenbahnbau und Schutzzoll würden diese Verluste überkompensieren, so auch De Cosmos. Als die wirtschaftlichen Wirkungen nicht eintraten und sich der Eisenbahnbau verzögerte, betrieb De Cosmos eine separatistische Politik.

## Erschließung des Kontinents: Eisenbahnen von Ost nach West

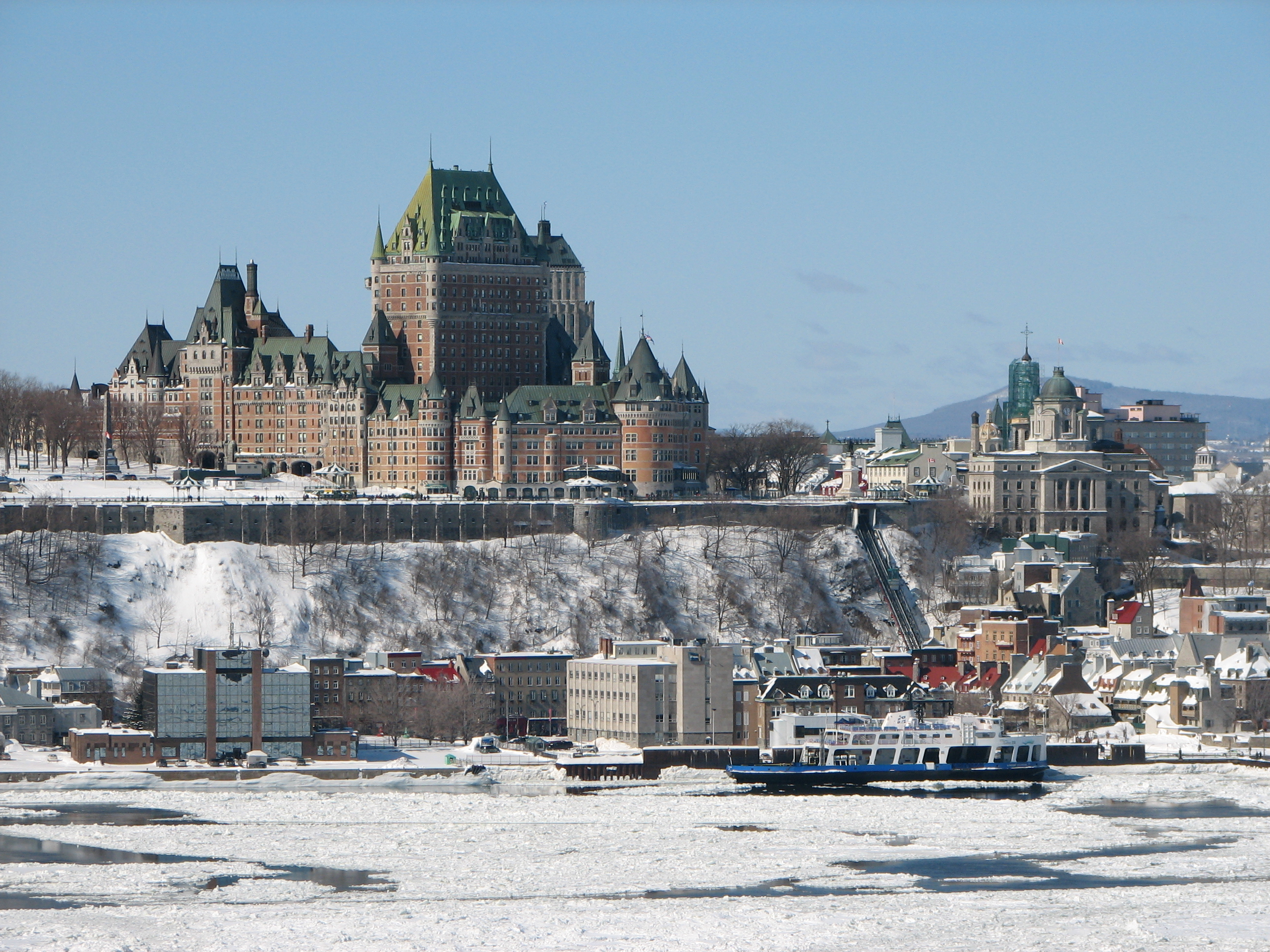
Das Château Frontenac, ein bis 1893 für die CPR errichtetes Hotel, überragt Québec

Die Canadian Pacific Railway war nicht die erste Eisenbahnverbindung in Kanada, aber sie war die größte und die am wenigsten von wirtschaftlichen Erwägungen vorangetriebene. Die Gründung der Konföderation 1867 rief bei den Kolonien an beiden Ozeanen die Forderung nach infrastruktureller Anbindung an die Zentren Ontarios und Québecs hervor. Weder Nova Scotia noch New Brunswick noch British Columbia wären beigetreten, hätte es diese Versprechen nicht gegeben. Ohne Eisenbahnen wären die Gebiete den USA beigetreten. Hinter diesem Drang, das Gebiet zusammenzuschweißen und so genau dies zu verhindern, stand die Kolonialmacht Großbritannien.
Das Erste Britische Imperium endete 1783, ein merkantilistisches und zugleich expansionistisches Riesenreich war angelegt. Das Zweite Empire war von ökonomischen Vorstellungen der Whigs dominiert, von einem Freihandels- und Eisenbahn-Imperialismus und beinahe noch mehr auf Expansion angelegt. Das Dritte Empire, ab etwa 1883, variierte den Merkantilismus zum Protektionismus, wenn er London diente.
Die Erste Nationale Politik – sie bezeichnet eine Zwischenstellung zwischen imperialer britischer und regional-kolonialer Interessenausrichtung – war nicht mehr imperial, aber war sich doch der Abhängigkeiten bewusst, die Zweite Nationale Politik war während des Dritten Empires integraler Bestandteil des von London betriebenen Eisenbahn-, wenn nicht Finanzimperialismus.

### Bergbau, Holzfällerei, Weizen

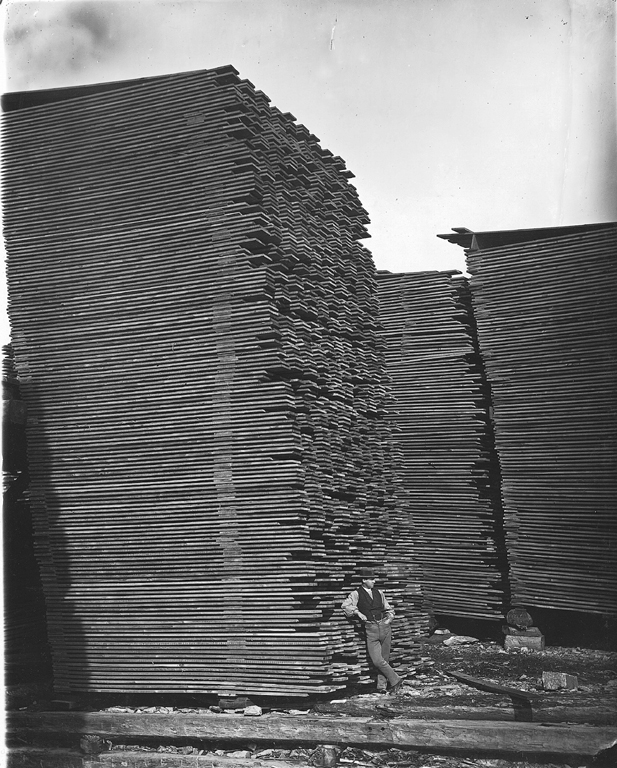
Schnittholz (lumber), Ottawa 1872

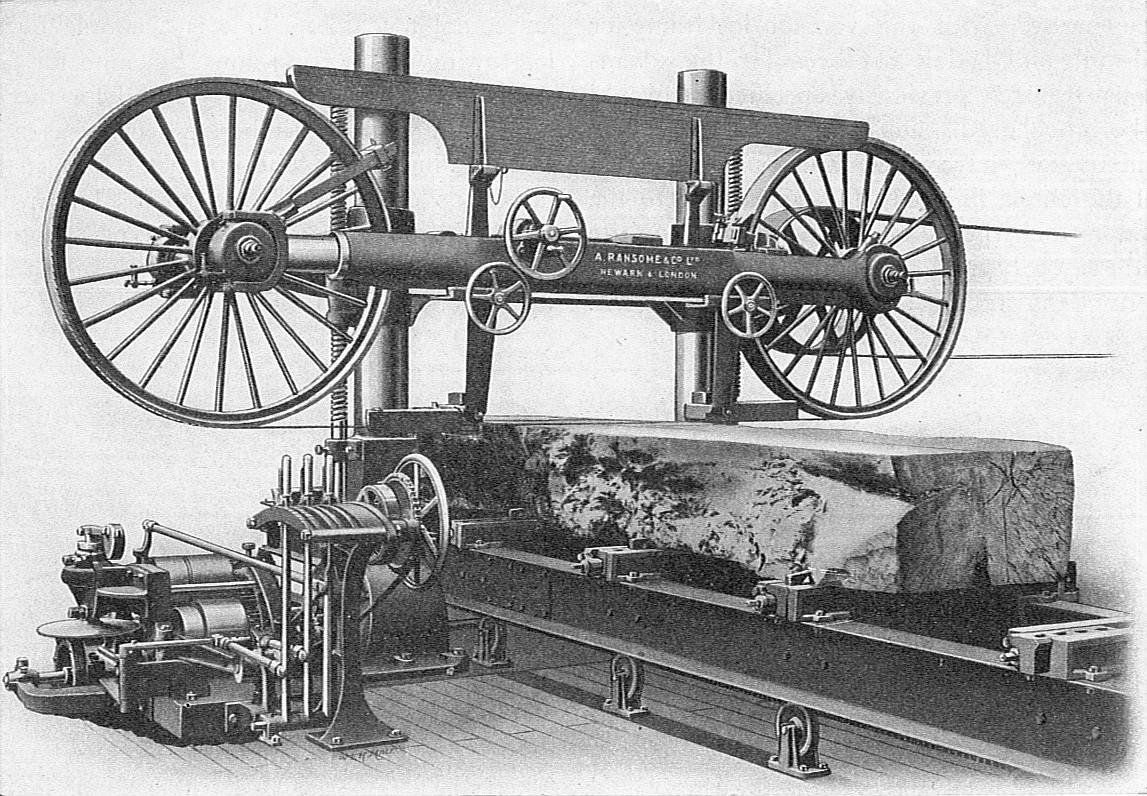
Horizontal laufende Bandsäge

Nach 1850 ging der Rohholzhandel mit Großbritannien zugunsten des Schnittholzes in die USA zurück. Doch bei den Bodenschätzen war der Eigenbedarf so hoch, dass bei Kupfer und Nickel auch die reichen Funde bei Sudbury nicht ausreichten. Auch die geringen Kupferreserven nördlich des Oberen Sees halfen da nicht weiter. Die Abholzungsgrenze verlief von New York ins Tal des Ottawa westwärts durch Süd-Ontario.
Während der Stagnation der Besiedlung nach 1866 wuchs die Zahl der Sägemühlen nicht weiter, jedoch wurden sie größer und effizienter. Kreissäge, Dampfmaschine, Wasserturbine ließen die kanadische Holzindustrie auch nach Michigan übergreifen. Erst mit der boomenden Zeitungsindustrie mit ihrem hohen Bedarf an Zellstoff (pulp) lohnte eine Rückkehr nach Ontario, vor allem im Norden des Oberen Sees.
Dazu kam der steigende Energiebedarf, der mit den Ölfunden in Ontario in den 1860er Jahren zunächst abgedeckt werden konnte. Dennoch scheiterten Exportbemühungen nach Großbritannien an der minderwertigen Qualität und dem Gestank des Ontario-Öls.

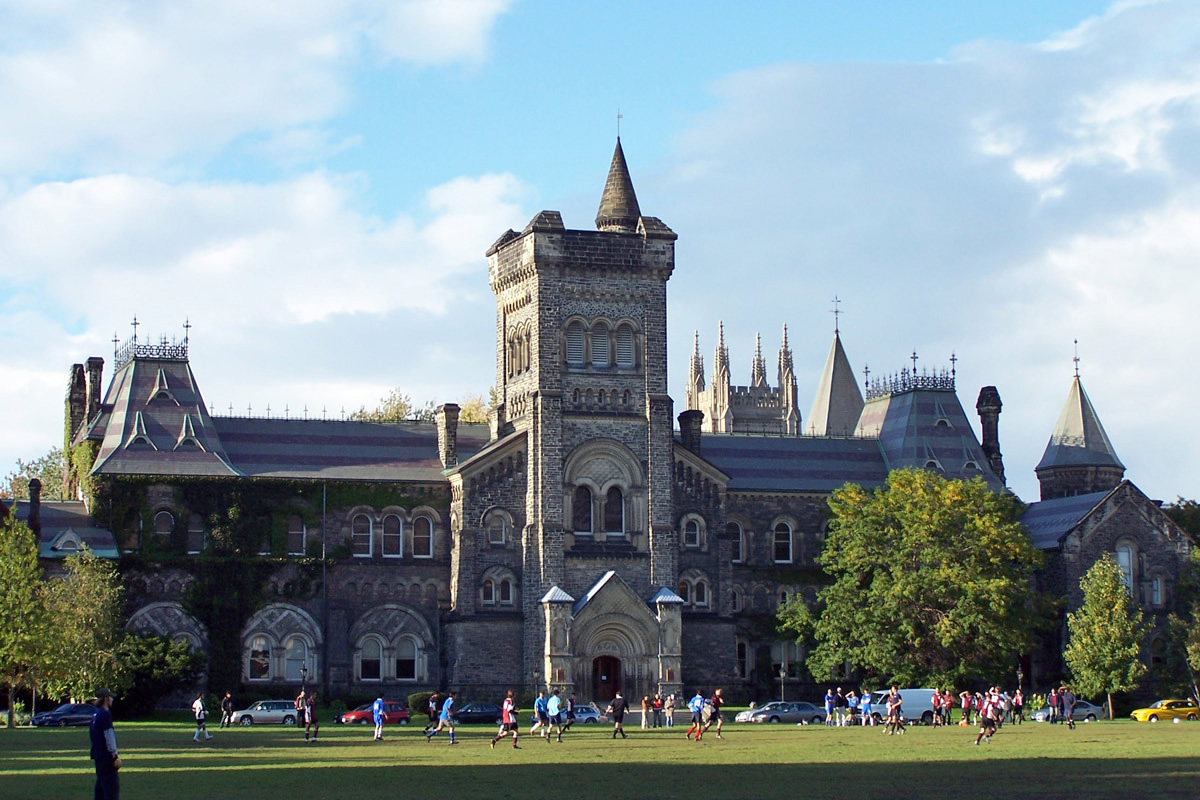
University College in Toronto

Sowohl bei Öl als auch bei Salz, das in Milwaukee und Chicago vermarktet wurde, erwies sich, dass die industrielle Nutzung ohne staatliche Forschung und Ausbildung, also vor allem Universitäten, nicht vorankam. Seitdem ist die Beziehung zwischen der Industrie und den Naturwissenschaften in Kanada besonders eng – und anfällig für Interventionen in beide Richtungen. Als Michael Faraday die Grundlagen für den Telegraphen (Samuel Morse) legte und damit einen gewaltigen Bedarf an Kupfer auslöste, der durch den Eisenbahnbau noch gesteigert wurde, führte dies zu erfolgreicher Suche nach Kupferlagern im Westen des Oberen Sees und entlang der US-Grenze.
Beim Ackerbau sah die Entwicklung zunächst anders aus. In Nieder-Kanada war die Weizengrenze bereits in den 1840er Jahren erreicht, im Westen 1866. In der Folge wanderten zahlreiche Bauern in die USA ab, im Osten in die neuen Industriezentren, im mittleren Westen in die wachsenden Landwirtschaftszentren. Die Zurückgebliebenen spezialisierten sich auf Viehzucht und andere Nahrungsmittel, wie etwa Käse, der bald auch nach Großbritannien ausgeführt wurde. Im Getreideanbau wurde menschliche Arbeit zunehmend durch landwirtschaftliche Maschinen ersetzt, doch der Bedarf an Pferden stagnierte noch. Zusammen mit der wachsenden Viehwirtschaft stieg der Bodenbedarf insgesamt, aber auch pro Farm.
Auf den Weltmarkt kam westkanadischer Weizen erst um 1890. Von 1866 bis 1886 war hingegen die südliche Konkurrenz so stark, dass sie einen Rückgang der Weizenproduktion in Ontario bewirkte. Dabei war der Reciprocity Treaty von 1854 bis 1866 eine der Ursachen. Die Farmer forderten bis dahin Schutz, die Händler offene Grenzen. 1831 setzte der Colonial Trade Act durch, dass US-Getreide nicht durch Zölle behindert werden dürfe. 1842 und 1843 reduzierte Großbritannien die Importzölle auf Kanadas Weizen mit dem Canada Corn Act. Zugleich erhob die Kolonialregierung ab 1843 Zölle gegen amerikanische Importe. 1854 wurde diese Politik zurückgedreht. Dadurch kam es zu einem wachsenden Handelsaustausch, von dem Kanada insgesamt profitierte, zumal reichlich britisches Kapital angelegt wurde. Aber auch die Bauern konnten von den steigenden Weizenpreisen und den neuen Ausfuhrmöglichkeiten profitieren.
Der Krimkrieg brachte jedoch Großbritannien in eine schwierige Finanzlage, so dass die Regierung hoffte, durch höhere Zölle das Defizit zu bewältigen. 1857 verschärfte sich die Situation in Form einer Handelskrise, weil weniger in Eisenbahnen investiert wurde, dazu kam eine schlechte Ernte. Starke Gruppen in Kanada, das immer auf der Suche nach Einnahmequellen zur Staatsfinanzierung war, hofften auf ein Wiedererstarken des imperialen Handels.
Der Reciprocity Treaty erhöhte den Konsum der Waren des jeweils anderen Landes und förderte damit den Ausbau der verbindenden Nord-Süd-Infrastruktur. Weizen und Mehl waren dabei bei weitem Kanadas bedeutendstes Exportprodukt. Es machte rund zwei Drittel der Ausfuhren aus. Während Kanada 1856 Getreide für drei Millionen Dollar importierte, exportierte es Weizen im Wert von acht Millionen. Außer bei landwirtschaftlichen Produkten übertrafen allerdings die Importe die Exporte zwischen 1850 und 1859 um ein Drittel.

### Eisenbahnpolitik
Eine der wichtigsten treibenden Kräfte der Eisenbahnpolitik war Francis Hincks, Kanadas Finanzminister. Mit dem Gesetz von 1849 sollte eine interkoloniale Eisenbahn entstehen, die Kanada mit den Atlantikprovinzen und damit mit dem Mutterland verbinden sollte. Die Anteile sollten für alle mehr als 75 Meilen langen Abschnitte ausgegeben und zu 6 % verzinst werden. Eine zentrale Verbindung sollte von Québec nach Toronto entstehen, der Prospekt wurde im April 1853 ausgegeben. Im Board of Directors saß auch Finanzminister Hincks.
Gleichzeitig forderte man ländlichen wie städtische Orte auf, Anteile zu erwerben. Damit diese sich das Geld auf dem britischen Kapitalmarkt leihen konnten, wurde 1852 der Consolidated Municipal Loan Fund aufgelegt. Landspekulation griff um sich, so dass sein Besitz oftmals nur auf Gerüchte über eine neue Eisenbahnlinie wechselte. Arbeiter wurden zu sprunghaft ansteigenden Löhnen eingestellt, zugleich stiegen Mieten, Nahrungsmittel, Ausrüstungsgegenstände im Preis. Der Zustrom britischen Kapitals veranlasste auch die untersten Verwaltungsebenen, die municipalities, zu investieren, so dass öffentliche Gebäude und Anlagen aus dem Boden schossen.
1857 waren nicht nur 1.653 Meilen Eisenbahnstrecken fertig, sondern weitere 344 Meilen im Bau. Kanada hatte dabei binnen acht Jahren fast 100 Millionen Pfund verbaut. Doch die Finanzierung überforderte viele, die versprochenen Gewinne blieben aus, die Regierung musste aushelfen, um die Bauprojekte zu retten. Dem Boom folgte eine Vertrauenskrise. Nun war alles, was man zum Eisenbahnbau brauchte, Gleise, Holz, Waggons, Lokomotiven usw. im Überangebot. Andererseits schuf die Bahn mit ihren Transportmöglichkeiten größere Märkte, wie etwa für Erntemaschinen, deren Umsatz zwischen 1861 und 1871 von 413.000 auf 2.685.000 Dollar stieg.
Erste Gewerkschaften entstanden, doch waren sie auf bestimmte Städte begrenzt. Die Druckergewerkschaft, die Toronto Typographical Society entstand 1844. Vor allem die Amalgamated Society of Engineers, die die Maschinenbauer vertrat und die mit 21 Mitgliedern 1853 in Montreal gegründet, die älteste Gewerkschaft dieser Sparte war, wuchs bis 1867 auf 207 Mitglieder. Die Metallarbeiter organisierten sich in der International Molders Union, die zu dieser Zeit 270 Mitglieder hatte. Gewerkschaften für nicht ausgebildete Arbeiter entstanden erst um 1860 im Bereich der Tabak- und der Schuhindustrie.

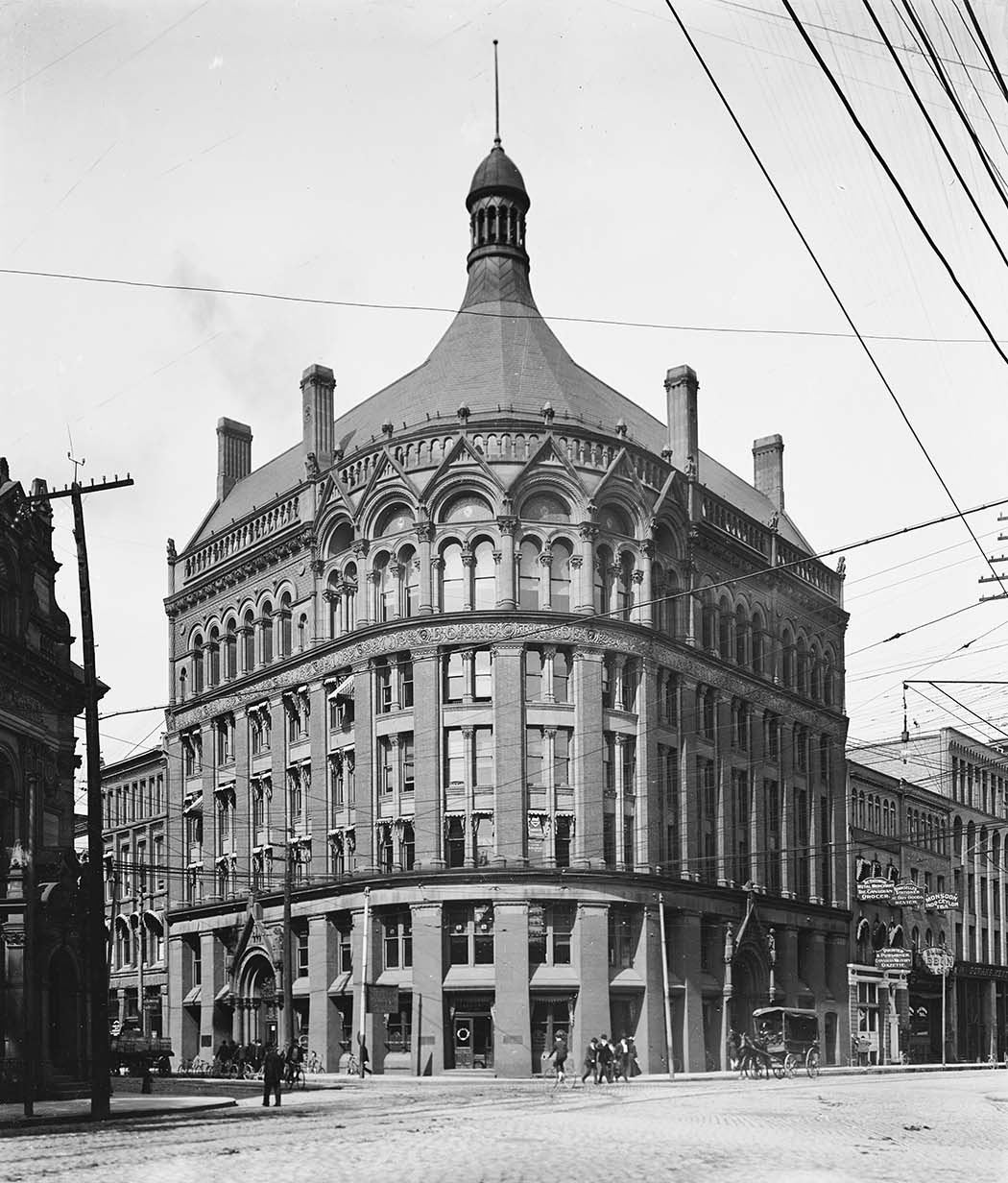
Gebäude des Toronto Board of Trade, um 1900

Die Association for the Promotion of Canadian Industry übernahm bei der Wirtschaftspolitik eine bedeutende Rolle. Am Ende des Sezessionskrieges drängten sowohl die USA als auch Großbritannien und auch die Agrarier des Westens unter Führung von George Brown auf Abschwächung der protektionistischen Politik. Dabei drängte vor allem die Manufacturers Association of Ontario 1875 auf eine nationale Politik. 1876 sprach sich der Toronto Board of Trade ebenfalls dafür aus, doch der Dominion Board of Trade einigte sich erst 1877. 1879 wurde sie zur Leitlinie des ganzen Landes. Dabei trafen sich die Produzenten der jeweiligen Warengruppen, vereinbarten Tarifforderungen und trugen sie zusammen. Sir Leonard Tilley akzeptierte diese kumulierten Forderungen fast ohne Abstriche. Eisenbahnbau und Präriefarmer spielten dabei keinerlei Rolle.

### Banken und Finanzinstitute

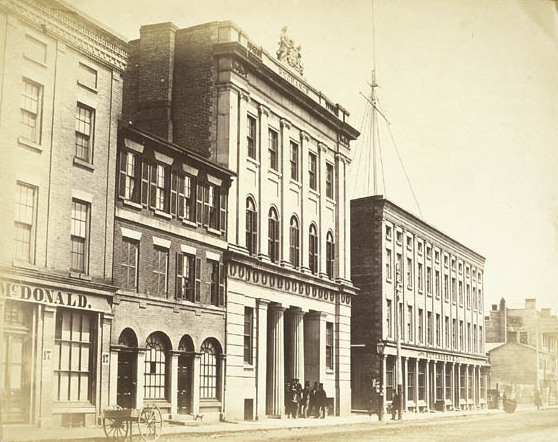
Die Toronto Stock Exchange, die Börse von Toronto, 1856

Eine Staatsbank war schon Anfang der 1840er Jahre gescheitert, so dass Privatbanken ab Anfang der 1850er Jahre nach US-Vorbild eingerichtet wurden. Diese Banken durften Geld ausgeben, wenn sie dafür Staatsschulden erwarben. Doch viele Banken gingen Bankrott. Viele investierten in industrielle Produktion, doch die Richtungswechsel waren zu abrupt und zu sehr von politischen Interessen diktiert.
Dabei gab es Phasen ausgeprägten Bankwachstums. Schon 1831 bis 1836 war ihre Zahl von 6 auf 21 gestiegen, 1854 bis 1858, in einer scharfen Spekulationsphase von 15 auf 30, schließlich von 1870 bis 1874 von 34 auf 51. Doch damit war der Höhepunkt überschritten, es folgte eine Phase des Niedergangs, der Akquisitionen und der Pleiten. Dennoch bewährte sich die Börse von Toronto, die ab 1852 gegründet wurde, ab 1861 als Umschlagplatz für Beteiligungskapital.
Nach der ökonomischen Krise von 1857/58 versuchte A. T. Galt wieder eine Staatsbank einzurichten, doch waren seine Versuche von 1860 und 1866 nur insofern erfolgreich, als der Staat das Monopol für die Herausgabe von Ein- und Zweidollarscheinen an sich zog. Die Financial Reform League wollte das Geldwesen zur wirtschaftlichen Expansion nutzen. Sie versuchten vergeblich, da Kanada nicht dem Goldstandard unterlag, auf Goldreserven zu verzichten. Am Ende setzte sich keine der beiden Gruppen durch.

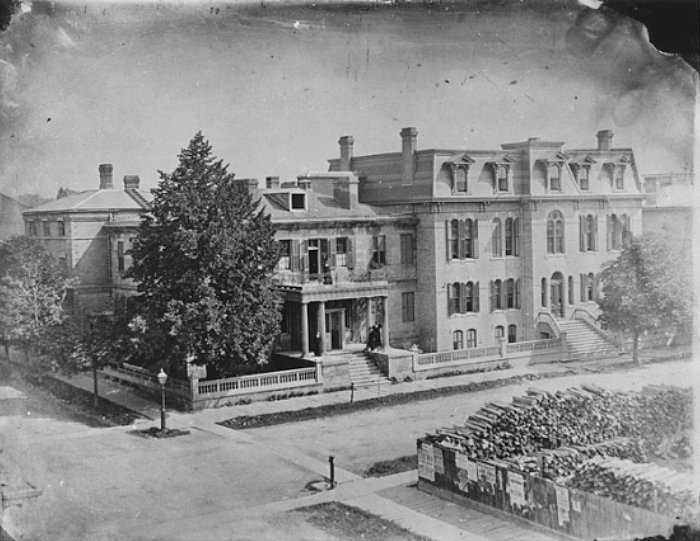
Bank of Upper Canada (ab ca. 1830), Adelaide Street, Toronto, 1872

Die Bankenkrise von 1863 bis 1864 begann mit der Bank of Upper Canada, die sich bei der Eisenbahnfinanzierung übernommen hatte. Als L. H. Holton den Finanzminister Galt ablöste, war die Bank nicht mehr in der Lage, der Regierung Kredit zu gewähren, so dass man sich an die Bank of Montreal wandte. Der General Manager der Bank, E. H. King, stellte allerdings die Bedingung, dass sein Haus die Bank of Upper Canada als Fiskalagenten ablöste – wozu sich die Regierung ein Jahr später angesichts einer taumelnden Oberkanadabank gezwungen sah. Trotz mehrfacher Aufforderung weigerte sich King, die Toronto-Banken zu unterstützen, und als die Bank kollabierte, riss sie die Commercial Bank of Kingston mit.
Immerhin konnte die Regierung durchsetzen, dass sie genügend kleine Einheiten in Umlauf bringen konnte. Nach US-Vorbild verkaufte die Regierung Anleihen und emittierte auf dieser Basis Bargeld. Nur die Bank von Montreal kaufte diese Bonds, so dass sie im Grunde zum Staatskreditgeber wurde. Die Bank wiederum musste keine adäquaten Goldreserven vorweisen – im Gegensatz zu allen anderen Banken.
Premierminister King schlug vor, die Montrealer Bank zur Regierungsbank zu machen, ähnlich wie die Bank of England – eine Zentralbank also. Die Handelsbanken (chartered banks) sollten besonders dem Handel, vor allem dem internationalen dienen. Eine dritte Bankengruppe sollte für Manufaktur und Landwirtschaft zuständig sein. Ähnlich wie der US-Dollar sollten die Banknoten nicht mehr rücktauschfähig sein, die Ausgabe erfolgte durch alle Banken, vorausgesetzt sie kauften Regierungsschuldscheine.

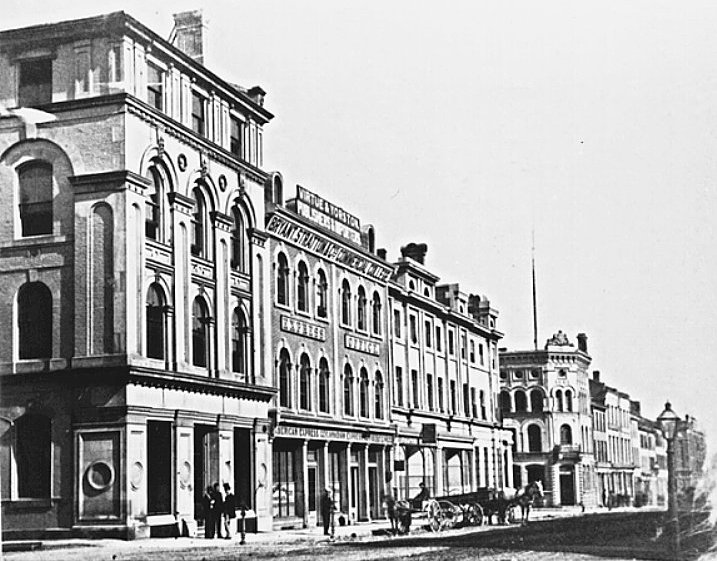
Bank of Commerce (daneben American Express Company), 1868

Kaum war die Canadian Bank of Commerce etabliert, brach die Bank of Upper Canada zusammen. Als die Regierung des neu gegründeten Kanada im Juli 1867 zusammentrat, war Galt wieder Finanzminister. Dann brach am 8. November die Commercial Bank of Kingston zusammen. Galt trat kurz davor zurück. Doch die westlichen Banken unter Führung des ehemaligen Angestellten der Bank of Montreal William McMaster, der Senator und Vorsitzender des Senatskomitees zum Bankenwesen war, sahen darin eine Unterstützung der Montrealer zum Nachteil des Westens. McMaster warf der Bank vor, sie habe sich nicht im Dienste Kanadas verausgabt, sondern in Währungsspekulationen in New York.
McMaster hätte sicherlich Widerstand geleistet, wenn seine Bank of Commerce nicht vom Wohlwollen der Regierung abhängig gewesen wäre. So fiel diese Rolle dem ehemaligen Angestellten der Toronto-Bank George Hague zu. Er brachte alle relevanten Banken hinter sich und konnte Finanzminister Rose stürzen. Die Bankzentralen Halifax, Toronto und die Stadt Québec standen gegen Montreal. Roses Nachfolger wurde ihr Exponent Francis Hincks. 1871 verlor die Bank of Montreal mit dem Bank Act ihr Privileg. Die Regierung gab weiterhin nur kleine Noten heraus – eine zentrale Bank war bei der Härte der Konfrontation und der Interessengegensätze nicht durchsetzbar.

## Nationale Politik
In der kanadischen Wirtschaftshistoriographie unterscheidet man drei Phasen nationaler Politik.
1873 traf eine Krise die kanadische Wirtschaft, die auch andernorts virulent war. Die Manufakturen riefen dementsprechend nach Schutzzöllen, wie schon 1858. Doch nun mussten die beigetretenen Gebiete mit berücksichtigt werden. Joseph Howes Antikonföderationsliga sah in den Atlantikgebieten nur neue Kolonien Kanadas. Auch im Westen, wo man immer noch vergebens auf die Eisenbahnverbindung wartete und die Rohstoffindustrie von Schutzzöllen wenig profitierte, bedauerten inzwischen viele den Beitritt.
Gegen diese separatistischen Gruppen forderte Premier Macdonald eine stärker verbindende Wirtschaftspolitik. Er verkündete 1876 eine Politik ausgeglichenen Wachstums. D’Arcy McGee forderte Eisenbahnverbindungen als Mittel der Integration Kanadas, Schutzzölle sollten diese Integration verstärken. Ein Land konnte nur entstehen, wenn es eine eigenständige Wirtschaft besaß, wozu auch eine verstärkte Einwanderung gehörte. Alle drei glaubten an eine völlige Abhängigkeit von Rohstoffexporten. Macdonald hingegen glaubte an eine Industrialisierung des Landes und an entsprechende Ausfuhren.
In der Albert Hall in Toronto fand 1879 ein Treffen von fünf konservativen Unterhausmitgliedern statt. Es entstand eine Finanzreformgruppe, die eine eigene Währung fördern sollte. Doch die privaten Banken, verbunden in der Canadian Bankers Association, lehnten die Vorschläge der Gruppe ab. Damit verhinderte sie die Einrichtung einer Zentralbank wie schon 1871.

## Die Zweite Nationale Politik
Die Eisenbahnen verdrängten die Kanäle und drangen in Gebiete vor, in denen Kanalbauten unmöglich waren. 1869 stand die erste Verbindung zwischen den Ozeanen, die kanadische Verbindung zog 1883 nach. 1890 hatten die Amerikaner bereits 175.000 Meilen (ca. 280.000 km) und drei Transkontinentalen gebaut. Dennoch war der Eisenbahnbau selbst nur für 3,5 % des GNP verantwortlich. Die Industrialisierung war der eigentliche Taktgeber, dazu die Urbanisierung. Kapital stammte überwiegend aus Großbritannien, um große Bauprojekte durchzuführen. Dabei entwickelte sich ein Laissez-faire-Stil in der Wirtschaftspolitik.
Bergbau prägte den Nordwesten nach 1860, Viehherden den Westen nach 1870, Großfarmen, stark mechanisiert, dominierten die Prärien um 1890. Die Staatseinkünfte verlagerten sich von Landverkäufen auf Zölle, vor allem Schutzzölle. Der Staat zog sich aus der eigentlichen Wirtschaft weitgehend zurück, manchmal von Gerichten erzwungen. Um 1900 war die Wirtschaft weitgehend integriert, unabhängig von fremdem Kapital. Dennoch herrschte weiterhin ein Regionalismus vor, der eine Integration verzögerte.
Der New Imperialism war im britischen Reich eine Phase relativ freien Handels. Getrieben von Waffenüberlegenheit und technischen Innovationen besetzten europäische Länder fast die ganze Erde, und nur Lateinamerika konnte sich von den alten imperialistischen Staaten befreien. Die Monroe-Doktrin von 1823 schottete Amerika kaum kaschiert als Interessengebiet der USA ab, so dass Mexiko und Kanada zu neuen Investitionszielen wurden. Der politische Wille, ein Gegengewicht zu schaffen, war da und hatte das Dominion hervorgebracht. Der British North America Act brachte den halben Halbkontinent unter eine föderale Regierung.
Doch noch immer gab es kein Konsortium zum Bau der Bahn. 25 Millionen Acre Land mussten zur Verfügung gestellt werden, dazu 25 Millionen Dollar, sowie eine Garantie auf 10 % Verzinsung. Gleichsam militärische Interessen, das gesamte Empire gegen die restliche Welt zu sichern, mobilisierten enorme Kräfte und Kapital. Die Zweite Nationale Politik war hierin nur ein Baustein. Um die daraus erwachsenden Schuldenberge abzutragen, wurde der Weizenexport gefördert, dazu Zölle eingesetzt. Diese Versuche hinterließen den falschen Eindruck, Kanada sei ein Exportland von Massengütern.

### Geld und Banken
Die als Erste und Zweite Nationale Politik bezeichneten Phasen waren durch den Zwang gekennzeichnet, durch fiskalische Mittel die Staatsausgaben zu finanzieren. Die Aspekte Geldstabilität und Wirtschaftsförderungspolitik waren in diesem Rahmen nur von nachgeordneter Bedeutung. Die Wirtschaftspolitik war hiermit aber vor allem durch die Zollpolitik verschränkt, die beiden Sektoren diente. Doch stand diese vor allem im Dienst des Außenhandels, der Stimuli, die aus dem britischen Empire oder aus den USA kamen. Dementsprechend konnte sie den imperialen oder den amerikanischen Handel fördern oder behindern und dabei nach Waren differenzieren. Doch war dies für die regionale Wirtschaftsförderung ein äußerst grobes Werkzeug. So wurde die Zollpolitik immer wieder zu einem Zankapfel der widerstreitenden Interessen und ihrer widersprüchlichen Einschätzungen.
In der ersten Phase Nationaler Politik von 1858 bis 1883 dominierte der ökonomische Landeskern zwischen Montreal und Oberkanada. Danach fand eine Schwerpunktverlagerung auf die Bedürfnisse der transkontinentalen Ökonomie und ihren Bedarf an externem Kapital statt, was den Banken vor allem eine Aufgabe als Erleichterer des Handels zuwies. 1871 wurde der Vorschlag eines integrierten Zentralbanksystems von den Regionalbanken abgewehrt. Das Geldsystem wurde nur halbherzig implementiert, die Union Banks wurden ebenfalls abgewiesen.
Auch wenn die Regierung Geldscheine emittierte, die Dominion notes, die theoretisch in Gold umgetauscht werden konnten, dienten sie eher der Vergrößerung des Geldumlaufs. Da der Umtausch kaum gefördert wurde, expandierte die Geldmenge während des Baus der CPR schneller als die Wirtschaft. Dies endete erst, als nach 1883 mehr britisches Kapital die Rolle der Dominion Notes übernahm. Deren Menge wuchs nun im gleichen Tempo wie die Gesamtwirtschaft.

### Die Rolle des Goldes
Im Jahre 1819 (1821) erklärte Großbritannien, dass die umlaufenden Münzen (gold guinea) in einem fortan fixierten Wertverhältnis zum Gold stehen sollten. 3 Pfund, 17 Shilling und 10,5 Pence entsprachen dem Wert einer Unze Feingolds. Dies war das britische Pfund Sterling der Goldstandardära. Um 1900 hatte sich dieser Standard praktisch überall durchgesetzt. Dazu trugen die zahlreichen großen Goldfunde in Amerika erheblich bei, denn das in diesen Zeiten reichlicher vorhandene und damit im Verhältnis zum Silber billigere Gold verdrängte Silber weitgehend aus der Münzproduktion Großbritanniens, Kanadas und der USA, aber auch Deutschlands.
Dies geschah in mehreren Wellen. So fielen etwa 1820 bis 1850 die Preise und ein Bimetallstandard dominierte. Die Goldfunde von 1849 bis 1870 in Kalifornien und British Columbia vor allem, sorgten für billiges Gold. 1873 bis 1896 wurde kaum neues Gold gefunden, und Silber tauchte wieder als Münzmetall auf. Doch ab 1890 verdrängten neue Goldfunde vor allem am Klondike Silber wieder weitgehend.
Für Gold sprach, dass es in den verfügbaren Mengen mit der wachsenden Wirtschaft wuchs, das galt vor allem für die schnell wachsenden Ökonomien, die zugleich die größten Goldfunde lieferten. Schließlich begann die Bank of England 1819, intensiver ab 1860, die verfügbaren Goldmengen in ihrem Interesse zu beeinflussen. Sie setzte dabei auf Wertstabilität, was ihr auch sehr erfolgreich gelang. Diese Stabilität verlagerte die Instabilitäten, die Handelsdefizite, bzw. –überschüsse in klar ermessbare Mengen und Zahlen. Ein Land mit einem Handelsbilanzdefizit musste den Abfluss von Gold in Kauf nehmen. Damit fiel aber die Geldversorgung, die ja auf Gold basierte, zurück. Das bedeutete wiederum fallende Preise, die wiederum die Exporte erhöhten. Am Ende glich sich, im Idealfall, das Handelsbilanzdefizit aus. Diese damals gängige Annahme nannte man Goldautomatismus.
Die Zentralbanken hatten dabei die Aufgabe, dieses System durch Anpassung der Reserven ständig zu justieren. Doch standen hier die Investitionsbooms im Wege, die etwa der Eisenbahnbau auslöste. Hierin zeigte sich die zweite Eigenschaft des Goldes neben der Funktion als Tauschmedium, nämlich der Bereitstellung neuer Investitionsmittel. Geschah dies in mehreren Ländern gleichzeitig, so brachte es das System des automatischen Ausgleichs durcheinander. Mit der Kontinentalisierung der Wirtschaft und der Anerkennung des Goldstandards durch die USA war auch Kanada gezwungen, sich darauf einzulassen – ohne Zentralbank eine große Herausforderung.
Die First Bank of the United States wurde 1791 vor allem deshalb gegründet, weil der neue Staat Einnahmen brauchte. Sie hatte keineswegs die Aufgabe, für stabilen Geldwert zu sorgen. Ab 1819 kaufte und verkaufte die Bank of England Gold und Silber, um den Wechselkurs stabil zu halten. Deutschland richtete 1871 eine Zentralbank ein, die Niederlande und die skandinavischen Länder 1873, Frankreich, Italien, Belgien und die Schweiz 1874, Russland bereits in den 1860ern und die USA 1913 – Kanada hatte dies noch 1871 abgelehnt.
Der Goldstandard wurde allerdings von zwei Faktoren zerstört. Zum einen korrelierte die Goldmenge immer enger mit der Geldmenge. Entsprachen 1848 die Goldreserven der Welt nur 10 % des Geldumlaufs, so waren es 1913 bereits 51. Schwankungen der Wirtschaftsaktivität waren so nicht mehr auszugleichen. Dazu kam, dass Großtechnologien immer größere Kreditmengen erforderten, so dass die Geldversorgung nicht mehr warten konnte, bis der Goldstandard für einen „natürlichen“ Ausgleich sorgte. Die Schwankungen waren viel zu abrupt und erforderten entsprechend schnelles Gegensteuern.
Bankenkräche, Schlangen vor leergekauften Bankschaltern, Paniken häuften sich. Äußere Faktoren brachten, vor allem wenn sie mit ökonomischen zusammenfielen, schwere Krisen hervor. Das gilt für die Rebellionen von 1837 und die Krise desselben Jahres ebenso wie für das Annexation Manifesto von 1849. Die Krise von 1858 war verbunden mit dem Galt-Zollsystem, die von 1873 mit dem Pazifik-Skandal, der Niederlage Macdonalds und der CPR-Politik.
Die ganz große Krise, der Erste Weltkrieg, zwang die Parteien, den Goldstandard zeitweise völlig aufzugeben. Die Kriegswirtschaft konnte einer begrenzten Geldversorgung nichts abgewinnen. Die Weltwirtschaftskrise von 1929 bis 1939 machte dem Goldstandard endgültig obsolet. Nun brauchte auch Kanada unweigerlich eine eigene Zentralbank.
Seit 1836, mit der Abschaffung der Second Bank, wurde die Zentralbank in den USA eine reine Staatsangelegenheit. Dazu trug bei, dass die Bundesstaaten völlig verschieden mit Banken umgingen. Während der Nordosten ein florierendes Bankensystem aufbaute, hielten einige Frontierstaaten dies für eine unmoralische Angelegenheit und untersagten sie. Andere wiederum hielten ein Bankensystem aus, das Münzen emittierte, diese aber niemals zurücknahm, indem sie die Rücknahmestellen, die vorgeschrieben waren, an unerreichbare Plätze verlagerte (daher wildcat banking). So liefen rund 7.000 Denominationen in den USA um. Erst die Zerstörungen des Sezessionskriegs, die über neun Milliarden Dollar umfassten, erzwangen eine Zentralbank, zumal allein die Ausgaben der Regierung bei 4 Milliarden Dollar gelegen hatten. Um die Regierungseinkünfte zu steigern, griff man auf Verbrauchssteuern und Einkommensteuern zurück. Um die Benachteiligungen durch die neuen Steuern auszugleichen und die eigenen Unternehmen vor nicht besteuerten ausländischen Konkurrenten zu schützen, erhöhte man die Zölle. Bereits 1862 emittierte die Regierung die sogenannten Green Backs als nationale Währung, von denen 450.000.000 umliefen. Ab 1863 etablierte man Handelsbanken, die gegen Bundesanleihen und entsprechende Reserven Green backs ausgaben. Aus diesem System entwickelte sich 1913 die Federal Reserve Bank.
Bis 1873 war dabei der Silberpreis so weit gefallen, dass die Silbermünzen vom Markt weitgehend verschwanden. Daher wurde die Silbergewinnung eingestellt. In der Großen Depression hoffte man, durch Emittierung von Silbermünzen die Kreditzange zu lösen. Trotz der allgemeinen Deflation expandierten Eisenbahn und Industrie. Aber auch die Schwankungen wurden schärfer, so dass eine Finanzkrise in Großbritannien genügte, den Kapitalzufluss in die USA zu reduzieren. Damit strömte Gold aus den USA, um die negative Handelsbilanz auszugleichen. 1893 kam es zur Panik, und die US-Regierung verkaufte Gold, um Bankkräche zu verhindern – ganz wie eine Zentralbank.
Mit den Goldfunden ab 1896 stiegen wieder die Warenpreise. Der Druck, inflationäres Silbergeld in den Markt zu bringen, ließ nach. Erneut definierten die USA den Wert des Dollars in einer bestimmten Menge Goldes.
Kanadas Weg war ähnlich, doch seine Voraussetzungen sehr viel anders, so dass am Ende ein anderes System stand. Schon Gouverneur Simcoe unterwarf das Geldsystem der nationalen Politik, als er vorschlug, die Geldausgaben von der Menge des geernteten und für die Abfahrt nach Großbritannien bereitstehenden Weizens abhängig zu machen.
Robert Gourlay und sein Schüler Edward Gibbon Wakefield schlugen Abgaben auf „wildes“ Land und Landverkäufe als Einnahmemittel vor, Gourlay schlug die Emittierung nationalen Geldes vor. Doch bei der weiteren Entwicklung gab es einen entscheidenden Unterschied. Während die USA mehr Waren aus- als einführten, gab es auf diese Weise einen größeren Kapitalzufluss. Kanada hingegen war weiterhin auf ausländische Kredite angewiesen.
Als schließlich 1935 in Kanada eine Zentralbank eingerichtet wurde, hatte sie weder die Aufgabe Einnahmen für den Staat zu generieren, noch Geldmittel für die Wirtschaftsexpansion bereitzustellen. Ihre Aufgabe lag darin, den Außenhandel und den Außenkapitalfluss zu sichern. Sie hielt die Preise folgerichtig auf den Niveaus ihrer wichtigsten Handelspartner, also Großbritanniens und der USA. Entsprechend der in den USA dominierenden Real Bills Doctrine sollte die dortige Bank aber nicht die Wirtschaft steuern, sondern nur flexibel reagieren – genauso wie die kanadische Zentralbank.
Schon 1871 ersetzte Kanada seinen Goldmünzenstandard von 1853 durch einen Goldstandard. Der Uniform Currency Act definierte den kanadischen Dollar so, dass er immer den gleichen Goldanteil haben sollte wie der US-Dollar. Im Jahre 1910 band Kanada seinen Dollar an eine bestimmte Goldmenge, womit es formal den Goldstandard annahm. Die Neuausgabe von Münzen musste ab 1890 durch eine 100%ige Goldreserve gedeckt sein, so dass 1914 eine 85%ige Reserve bestand. Damit wurden die Geldscheine praktisch zu Goldzertifikaten.
Trotz zahlreicher Bankenzusammenbrüche gelang es dem labilen kanadischen Bankensystem, von 1870 bis 1914 stabiles Geld bereitzustellen. Dazu trug bei, dass es nur einen Bruchteil der ökonomischen Expansionslasten tragen musste, so dass die Banken parallel zur Gesamtwirtschaft wachsen konnten. Außerdem gab ihnen ihre Größe auch eine gewisse Unabhängigkeit von einzelnen Katastrophen. Zudem waren sie in der Lage, eingebrochene Banken zu übernehmen, was zu einer erheblichen Konzentration führte. Gab es 1878 noch 48 Banken, so waren es 1928 nur noch zehn. Schließlich ersetzte der New Yorker Geldmarkt mit seinen riesigen Ausmaßen im Verhältnis zum kanadischen Bedarf die Funktion als Puffer, aus dem man Geld gewinnen, aber im Notfall auch entnehmen konnte – eine Quasi-Staatsbank.
Die Banklobbyisten um McMaster fanden sich ab 1892 zu einem Interbankenverbund zusammen, der Canadian Bankers’ Association. Sie fungierte als Clearing House zwischen den Banken. Als während des Ersten Weltkriegs der Geldmarkt auszutrocknen drohte, verließ Kanada den Goldstandard. Der Finance Act von 1914 erlaubte dem Finanzministerium Dominion Notes herauszugeben, und zwar ohne Reserve. Diese Erfahrung machte auch in Kanada den Weg für eine Zentralbank frei.
Die Zollpolitik diente dem Schutz des Wirtschaftswachstums, eine Politik, die bis zur Weltwirtschaftskrise fortgesetzt wurde. Doch in der Zeit von etwa 1870 bis zum Ersten Weltkrieg standen die fiskalischen Interessen im Vordergrund, denn der neu gegründete Staat hatte sich riesige Aufgaben gestellt. Dabei akzeptierte er ein von britischem Kapitalzufluss abhängiges Wirtschaftswachstum, zu dem ein Bankenoligopol passte, das dieser Kreditbeschaffung diente. So gesehen verblieb Kanada wirtschaftspolitisch im Empire.

### Der letzte Versuch einer nationalen Wirtschaftspolitik
Als die dritte Nationale Politik begann, setzte eine stärkere Integration in den Wirtschaftsraum der USA ein, eine Integration, die 1985 zur endgültigen Aufgabe einer nationalen Politik führte.
Zwischen 1850 und 1873 war der Gesamtwert der Ausfuhren in die USA größer als der nach Großbritannien. Zwischen 1873 und 1921 war dies, sieht man einmal von drei Jahren in den 1880ern ab, genau umgekehrt. Ab 1921 verkehrte sich diese Situation abermals, abgesehen von den frühen 1930er Jahren. Nach 1946 stieg der Anteil der USA bei weitem über denjenigen Großbritanniens.
Anders sah es bei den Importen aus. Zwischen 1850 und 1866 war der Importwert aus den USA, sieht man von vier Jahren ab, ebenso größer als zwischen 1876 und 1896. Nur zwischen 1866 und 1876 kamen mehr Güter, bzw. Werte aus Großbritannien – gerade in der Gründungsphase Kanadas. 1896 überstieg der Import aus den USA endgültig die 50-%-Marke, 1941 überstieg er sogar drei Viertel des Gesamtwertes.
Wieder anders sah es bei den ausländischen Investitionen in Kanada aus, dem Kapitalzufluss. Das Auslandskapital belief sich 1867 auf rund 200 Millionen Dollar, davon rund 80 % aus Großbritannien, vor allem in Eisenbahnanteilen und Provinzanleihen. Nur 7,5 % des Kapitals kamen aus den USA. 1899 belief sich das Gesamtauslandskapital bereits auf 1,105 Milliarden Dollar, davon wiederum 71 % britischen Kapitals. Während der britische Anteil am Investivkapital zwischen 1900/04 und 1911/13 von 41 auf 71 % stieg, sank der Anteil amerikanischen Investiv-Kapitals von 47 auf 22 %. Die Briten investierten also gern in Staatspapiere, doch nach 1900 auch massiv in private Sektoren. 1930 lag der Anteil am Auslandskapital in Kanada bei 36,6 %, davon allein 26 % Beteiligungskapital, wie etwa Aktien. 1967 lagen diese Anteile bei 80,7 bzw. 48 %.
Nach 1900 wurde das Zollsystem dadurch verkompliziert, dass die kanadischen Provinzen eine eigenständige Gesetzgebung im Zusammenhang mit Rohstoffen durchgesetzt hatten. So beschloss Ontario eigene Gesetze und Zölle für die Ausfuhr von Holz und Bodenschätzen. Dagegen wehrte sich etwa Michigan durch verschärfte Einfuhrzölle. Die Depression von 1907 erzwang neue Zollbündnisse innerhalb und zwischen den Parteien. So verkündete Präsident Taft einen Freihandelsvertrag mit Kanada, den die kanadische Öffentlichkeit vehement ablehnte.
In Kanada herrschte seit 1879 eine explizit protektionistische Nationalpolitik. Doch selbst ihr Verfechter Isaac Buchanan sträubte sich keineswegs gegen eine Minderung der Zollgrenzen gegen die USA, wenn man bereit war, protektionistische Zölle für den Rest der Welt aufzurichten. Kritisch wurde die Situation, als die CPR in Manitoba ab 1882 verkehrte und viele Landspekulanten und Glücksritter aus den USA sich verspekulierten. Sie konspirierten und versuchten im Winter, als die Kommunikation mit dem Osten schwierig war, einen Umsturz. Ziel war die Bildung einer eigenen Regierung und der Anschluss an die USA. Selbst als dieses Komplott zusammenbrach, hoffte man auf freien Handel mit dem Nachbarn. Auch in Ontario und Québec drängten die Farmer auf freien Handel.
Bis zur Hinrichtung Louis Riels 1885 verfolgten die Frankokanadier eher eine Politik des achat chez nous (kauft bei uns). Als Manitoba wenige Jahre später seine antifranzösische Schulpolitik begann und Ontario 1888 den Jesuit’s Estates Act durchsetzte, glaubten auch sie, sie seien in einem Land besser aufgehoben, das Sprach- und Religionsfreiheit verhieß. So kam es 1891 zur Freihandels-Wahl.

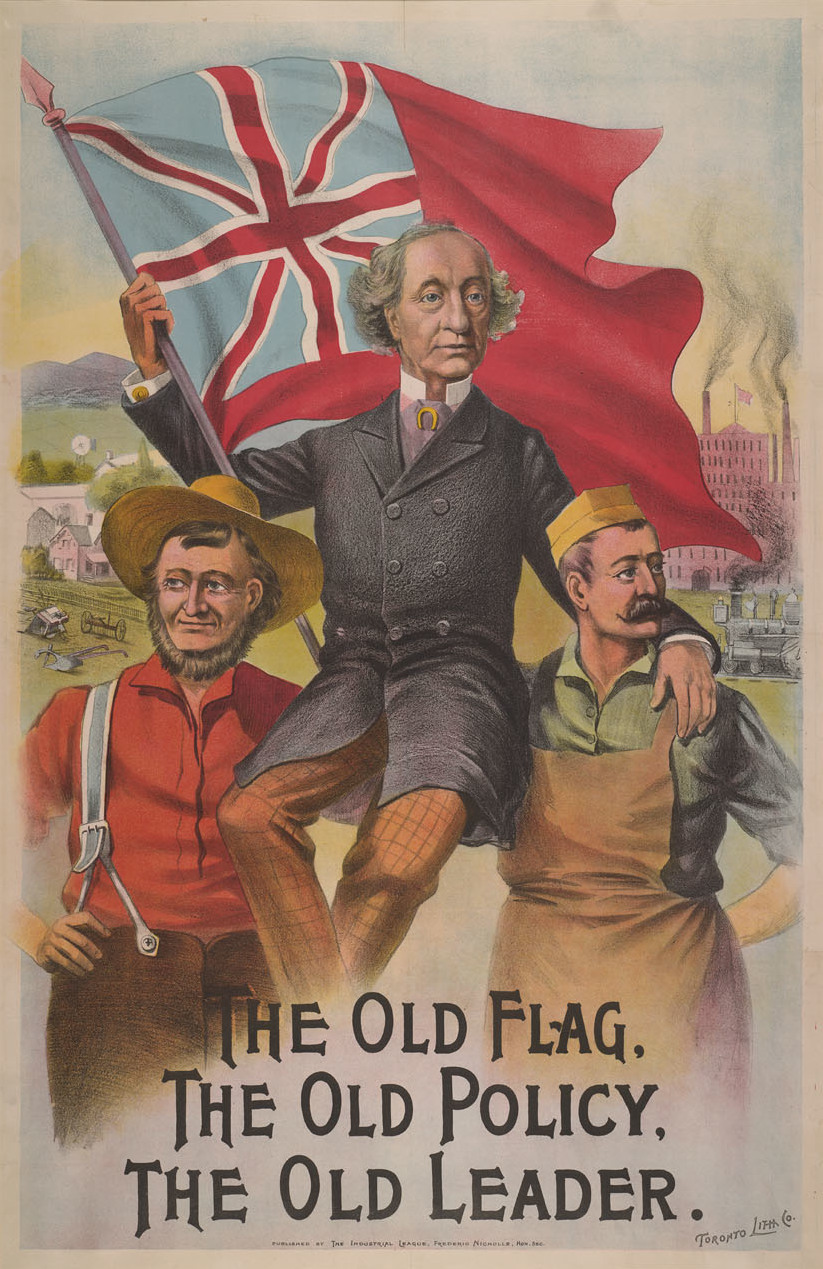
Wahlplakat für Macdonald, 1891

Schon 1887 reisten Wiman, Ritchie und Goldwyn Smith durchs Land und warben in öffentlichen Auftritten für den Freihandel, doch Macdonald reagierte nicht. Der prominente Liberale im Unterhaus Richard Cartwright setzte sich für die vollständige Wirtschaftsunion ein – er wurde 1888 vom US-Repräsentantenhaus unterstützt. Die Inter-Provincial Conference von 1887 stimmte für eine „unrestricted reciprocity“ (unbeschränkte Wechselseitigkeit). Doch im Parlament erlitten die Antragsteller eine Niederlage. Nun begannen alle Oppositionsgruppen, die gegen Handelsunion, Freihandel und Gegenseitigkeit standen, sich zu verbünden. Imperialismus und Transkontinentalismus gingen mit den Protektionisten eines ausgewogenen Wachstums in Montreal und Ontario zusammen. Dazu kam die CPR, die die amerikanische Konkurrenz fürchtete, wie J. J. Hill aus Spokane, der eine Eisenbahnlinie bis nach British Columbia baute. Die Canadian Manufacturers Association fürchtete US-Dumpingpreise.
Zu dieser Zeit kamen die Republikaner in den USA wieder an die Regierung und die Reciprocity-Gespräche endeten im McKinley Tariff. Macdonald sah in der Reciprocity nur eine Vorstufe der Annexion. Die Konservativen gewannen die Wahl.
Die Konservativen verloren die Wahl von 1896, Lauriers Liberale übernahmen die Regierung. Sie wurde von einem Wirtschaftsaufschwung getragen. Dazu kam, dass unter Führung von D’Alton McCarthy, die Imperial Federation League of Canada sich die Position Joseph Chamberlains zu eigen machte. Dieser hatte als Wortführer des New Imperialism in Kanada verkündet, eine Wirtschaftsverbindung mit den USA würde Kanada von Großbritannien trennen.
Zur Spaltung innerhalb der konservativen Partei kam es aber nicht aus wirtschaftspolitischen Gründen, sondern weil das Unfehlbarkeitsdogma von den Franko-Konservativen, „les Blues“, oder „les Castors“ genannt, zu Forderungen umgemünzt wurde, den Staat der Church in Canada zu unterstellen. McCarthy und einige seiner Kollegen von der Imperial Federation League, ‚die Noble Thirteen‘, forderten hingegen eine Art angelsächsischer Suprematie. Die Hinrichtung Louis Riels vertiefte die Spaltung.
Laurier war also vor allem durch die Freihändler im Westen an die Regierung gekommen. Daher wehrte er sich auch nicht gegen Manitobas diskriminierende Schulgesetze. Für ihn war der Freihandel mit den USA keine Frage, dennoch gelang es ihm, auch die Imperial Federationists auf seine Seite zu ziehen. Kanada würde nicht Teil des Empires sein und keine Männer für Flotte oder Armee der Briten abzweigen. Doch der Druck der Imperialisten war stärker, was sich im Burenkrieg zeigte. Freiwillige strömten nach Südafrika.
Auch die Provinzen hinter den drei transkontinentalen Eisenbahnen, deren Ausbau vom Imperialismus gefördert worden war, änderten ihre Politik. Die Canadian Northern, ein Lieblingsprojekt Manitobas, das gegen das CPR-Monopol gerichtet war und von Toronto unterstützt wurde, und Québecs Projekt, die Grand Trunk Pacific Railway wurden von anderen Motiven angetrieben, vor allem von anti-monopolistischen. Außerdem fühlten sich die Provinzen zurückgesetzt, denn die östlichen von ihnen profitierten kaum von der CPR.

### Canadian Pacific Railway

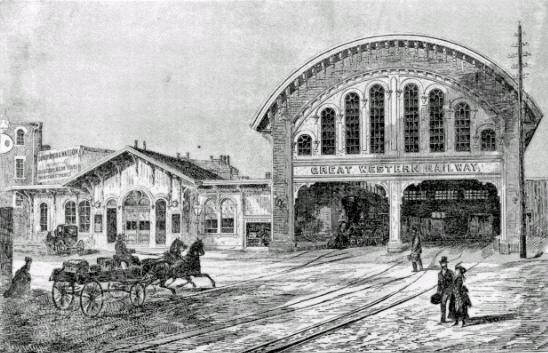
Bahnhof der Great Western Railway in Toronto, 1870

Von Moncton in New Brunswick, nach Winnipeg und weiter zur Westküste sollte eine Bahn entstehen. Die Grand Trunk Pacific Railway sollte eine Rivalin der Great Western und der Canadian Pacific Railway werden. In den Wahlen von 1908 erreichten die Liberalen eine ausreichende Mehrheit. US- und britisches Kapital strömte ins Land, der Weizenwirtschaft ging es gut. Laurier setzte in dieser Phase des Selbstbewusstseins auf Freihandel mit den USA.
Der Canadian Tariff von 1897 hatte britischen Waren einen Vorsprung von 25 % vor amerikanischen Waren gegeben. Der Durchschnittszoll lag bei 33 %. Der Zoll von 1906 bot jedem Land, das seine Zölle senkte, ebenfalls niedrigere Zölle an. 1910 ging es bei Verhandlungen zwischen Taft und Laurier nur noch um die Frage, welche Güter von Zöllen befreit werden sollten.
Henri Bourassa, Herausgeber der Zeitung Le Devoir, Rouge-Sprecher in der Frage der Schulpolitik in Manitobas Schulstreit, unterstützte Laurier. Doch dies diskreditierte Laurier im englischsprachigen Kanada. Clifford Sifton, Mackenzie und Mann, Manitoba, die Imperial Federationists, Van Horne von der CPR. und Bischof O’Fallon, der die irischen Katholiken in den französischsprachigen Gebieten vertrat, stellten sich gegen ihn. Der Orange Order erhielt wieder Zulauf. Selbst die alten Castors und die neue Parti national unterstützten ihn nur noch als das kleinere Übel. Die sogenannten Toronto Eighteen wollten aus der Partei austreten, denn sie meinten, die neue Politik würde Kanadas Wirtschaft zurückwerfen und zur politischen Unterordnung unter die USA führen, wenn nicht gar zur Besetzung. Laurier musste eine schwere Niederlage einstecken.

### Haupttrends

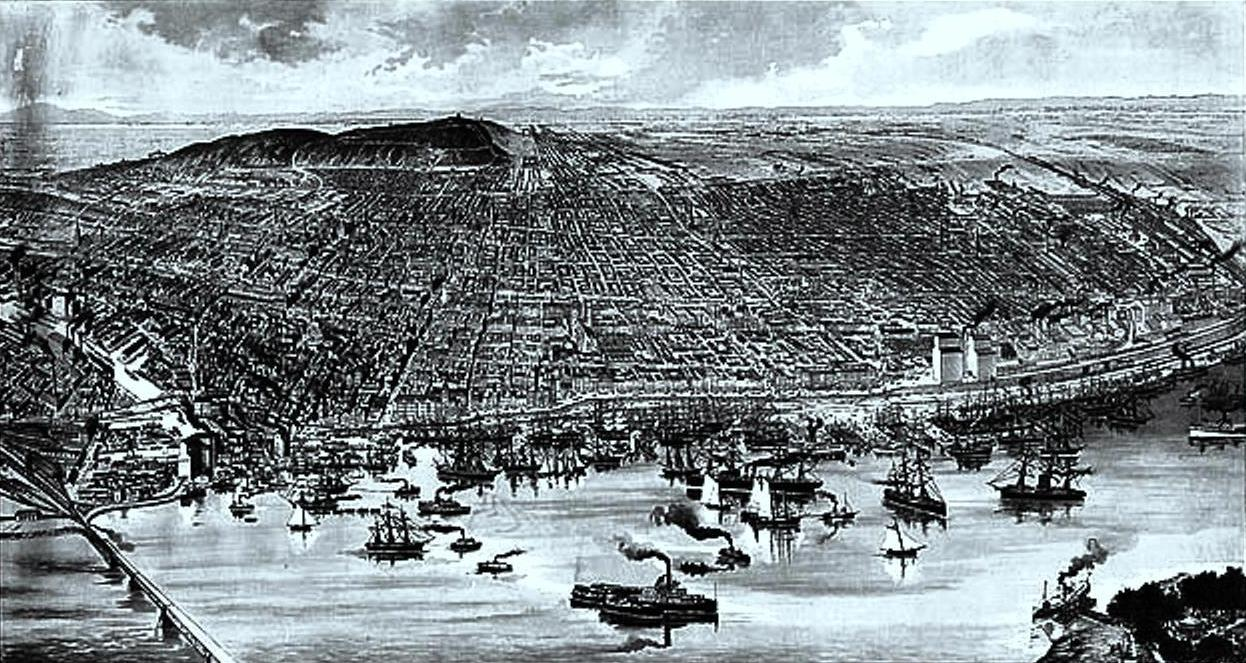
Montreal 1889

Zwischen 1871 und 1928 dominierten drei Trends die kanadische Wirtschaftsentwicklung: die Kontinentalisierung (Eisenbahnen, Weizenausfuhr), fortgesetzte Industrialisierung auf der Basis von Technologien des späten 19. Jahrhunderts sowie eine Wiederaufnahme und Verschärfung der Ausbeutung von Boden- und Waldressourcen. Montreal expandierte dementsprechend auf der Basis von Kohle und Stahl, von Eisenbahnbau und extensiver Landwirtschaft; Ontario, ebenfalls Stahl- und Kohlestandort, basierte stärker auf Elektrotechnik und Verbrennungsmotoren. Alle Provinzen holzten ihre Urwälder ab, wobei die Prärieprovinzen hiervon naturgemäß weitgehend ausgeschlossen waren. Die Ostküste hingegen erlebte einen Handels- und Industrierückgang.
Zwischen etwa 1880 und 1913 beschleunigten sich die Investitionen in Besiedlung und Eisenbahnbau und erreichten ihren Höhepunkt im Weizenboom des Jahrzehnts nach der Jahrhundertwende. Die Ausfuhrspitzen erreichte man um 1920, diesen folgte eine Spitze in der Holz- und Bergbauindustrie, sowie in der Elektro- und Autoindustrie.

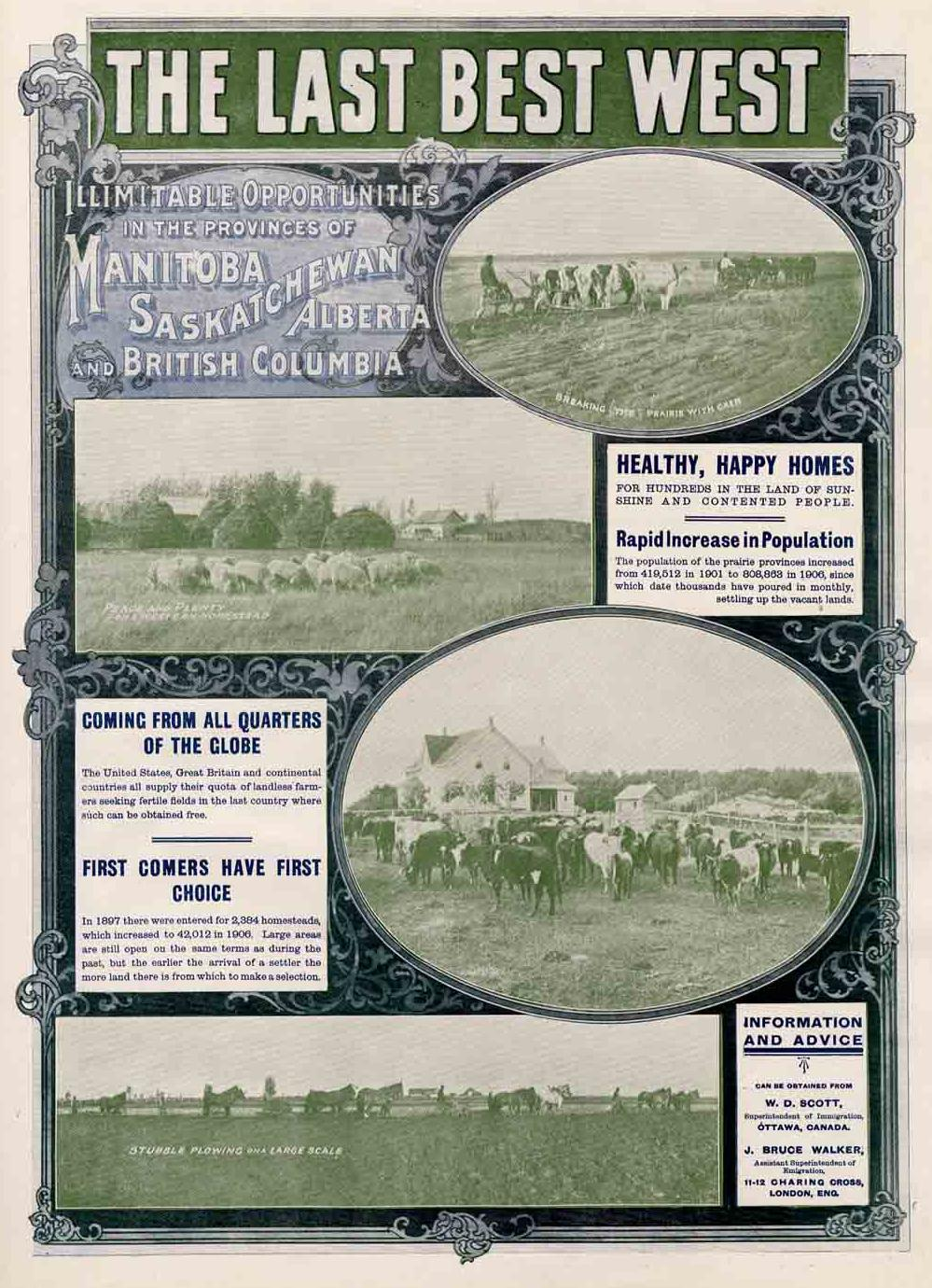
Anzeige der kanadischen Regierung im Toronto Globe, mit der versucht wurde Siedler zu werben, 25. Dezember 1907

Um die expandierenden Ökonomien des Westens und des Ostens stärker zu integrieren, förderte die Regierung die Besiedlung, bot den Eisenbahnunternehmen Land zu niedrigen Preisen an, wobei sich die Eisenbahnstrecken von 19.000 auf 38.000 Meilen (ca. 30.000 auf 60.000 km) verdoppelten. Der Anteil der Prärieprovinzen am Bruttoinlandsprodukt stieg von 5 % (1890) auf 20 % (1929).
Britische Investitionen machten aus Montreal die Hauptstadt des Eisenbahnbaus, Schutzzölle schotteten die Industrieregionen Montreal und Ontario ab, die Holzindustrie in British Columbia wurde vom Bedarf an Baumaterial für die Prärieprovinzen stimuliert. Diese hatten nichts als Weizen zu bieten, der zum Fokus der kanadischen Integrationspolitik wurde.
Der Anteil der industriellen Produktion an der Beschäftigung schwankte nur unwesentlich und lag um 18 %, doch lieferte sie 24 % des Bruttonationaleinkommens im Jahr 1890 und immer noch 22 % im Jahr 1929. Dienstleistungen hingegen stiegen bei der Beschäftigung zwischen 1891 und 1931 von 11,1 auf 18,9 %, ihr Anteil am GNP fiel dagegen von 15 auf 11 %. Die Landwirtschaft absorbierte 46,1 % der gewinnbringenden Arbeitskraft im Jahr 1891, doch fiel ihr Anteil bis 1931 auf 28,7 %

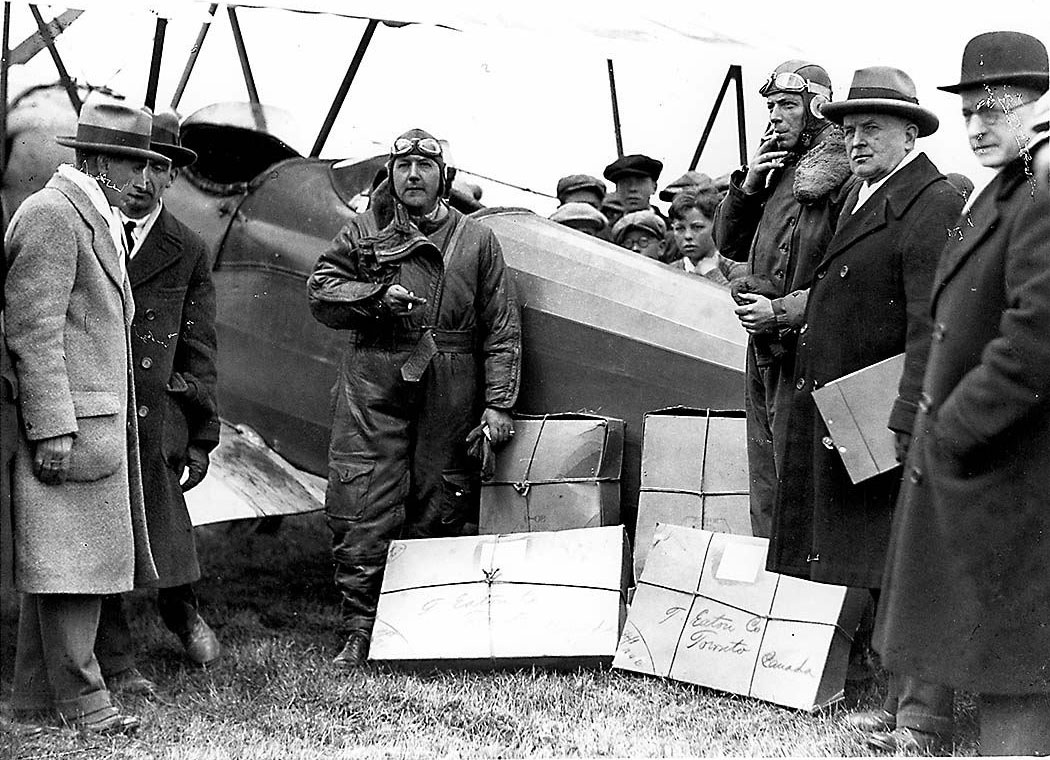
Der Pilot Brian Peck liefere am 18. Juni 1918 erstmals Luftpost aus: 120 Briefe von Montreal nach Toronto, William James 1918

Insgesamt haben Verbesserungen im Transportsystem die Große Depression von 1873 bis 1893 wohl abgemildert, weil die Märkte vergrößert und die Investitionen die regionale Wirtschaft angeregt haben. Hingegen folgte dem Eisenbahnboom von 1896 bis 1910 kein wesentlicher Impuls, denn bis 1920 fiel das GNP, die Konsummöglichkeiten gingen zurück, und die Industrie wuchs langsamer. Dies hing damit zusammen, dass sich diese Technik gegen die Verbrennungsmotoren, seien es Auto oder Flugzeug, auf lange Sicht nicht durchsetzen konnte. Dazu kam, dass die Konkurrenz zwischen den Regionen zunahm. So betrieb der Osten, der davon am meisten profitieren wollte, ökonomisch nicht sinnvolle Eisenbahnprojekte, viele Orte versuchten mit allen Mitteln, an diese Strecken angebunden zu werden. Ottawa investierte insgesamt 25 Millionen Dollar und vergab 25 Millionen Acre Prärieland. Privatunternehmen bauten nicht eine einzige Strecke auf eigene Rechnung.

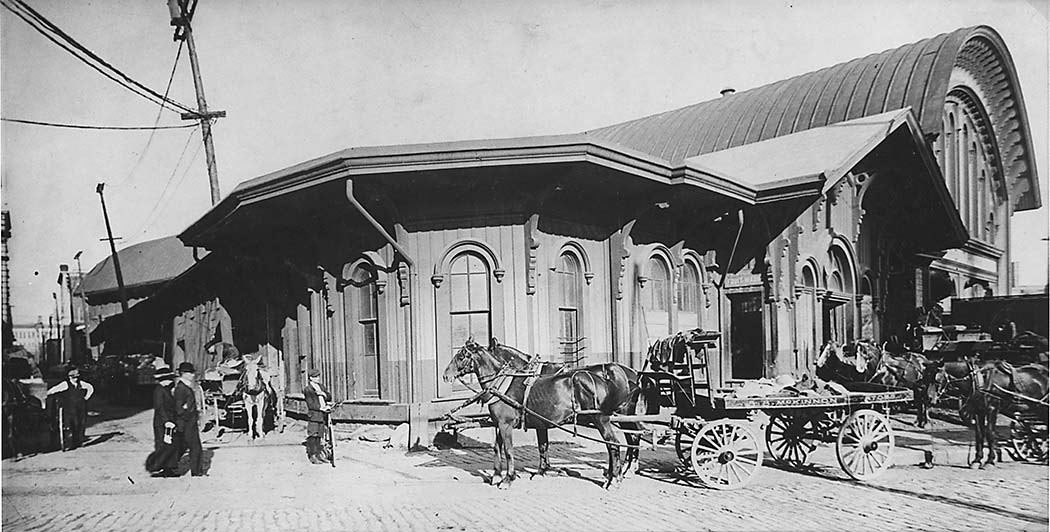
Bahnhof der Grand Trunk Pacific an der Yonge Street in Toronto, um 1907

Der Bau der Grand Trunk Pacific begann 1905. Die Strecke war nicht mit Montreal verbunden, doch immerhin führte die Temiskaming and Northern Ontario Railway nach Toronto. Für die weiterführende Route existierten noch nicht einmal Karten, und so verdreifachte sich der Preis. Beide Eisenbahnprojekte, sowohl die Grand Trunk Pacific als auch die Canadian Northern, gingen während des Ersten Weltkriegs pleite. Doch der Krieg erforderte Transportkapazitäten, und so kaufte die Regierung alle privaten Strecken und formte die Canadian National Railway.
Der Weizenboom, der zwischen 1896 und 1908 begann, wurde noch dadurch befeuert, dass es 1908 gelang, resistente, an das extreme Klima angepasste Weizensorten zu entwickeln, vor allem Marquis, eine Sorte, die Red Fife, ablöste, die bereits 1842 aus der Ukraine mitgebracht worden war. Sie hatte Kanada von etwa 1860 bis 1900 ernährt. Von den 1930 bestehenden Siedlerstellen waren 70 % erst zwischen 1900 und 1915 entstanden. 1900 hatte Kanada einen Anteil von 4 % am Weltweizenhandel, 1914 waren es 16 %. Dennoch schwankte der Anteil am Wachstum des GNP zwischen 8 und 30 %. Der Weizenboom, mit großen Kapitalmengen in Zusammenhang mit dem Eisenbahnboom befeuert, brachte letztlich eine Verlangsamung des Wachstums. Sobald die staatliche Subventionierung ausblieb und auch britisches Kapital, brach der Boom zusammen.
Die schnell wachsende Bevölkerung der Prärie gab den Regionen ein höheres politisches Gewicht. Zudem errangen Saskatchewan und Alberta den Rang von Provinzen. Die Prärieprovinzen drängten auf niedrigere Zölle, Beseitigung des CPR-Monopols, Beteiligung am allgemein wachsenden Wohlstand. Hingegen war der Osten relativ unabhängig vom Weizenmarkt geworden, sieht man von einer kurzen Phase zwischen 1875 und 1882 ab, in der Ontario letztmals auf Weizenexpansion setzte. Zudem hatte sich die Landwirtschaft auf Rinder- und Schweineproduktion sowie Käse verlegt. Das Wachstum des GNP war in Kanada meist langsam und lag um die 3 % pro Jahr. Zwischen 1900 und 1910 lag es allerdings doppelt so hoch, fiel danach wieder auf durchschnittlich 2, stieg nochmals um 1925 bis 1930 auf 4, fiel nach 1930 wieder auf 1 %.

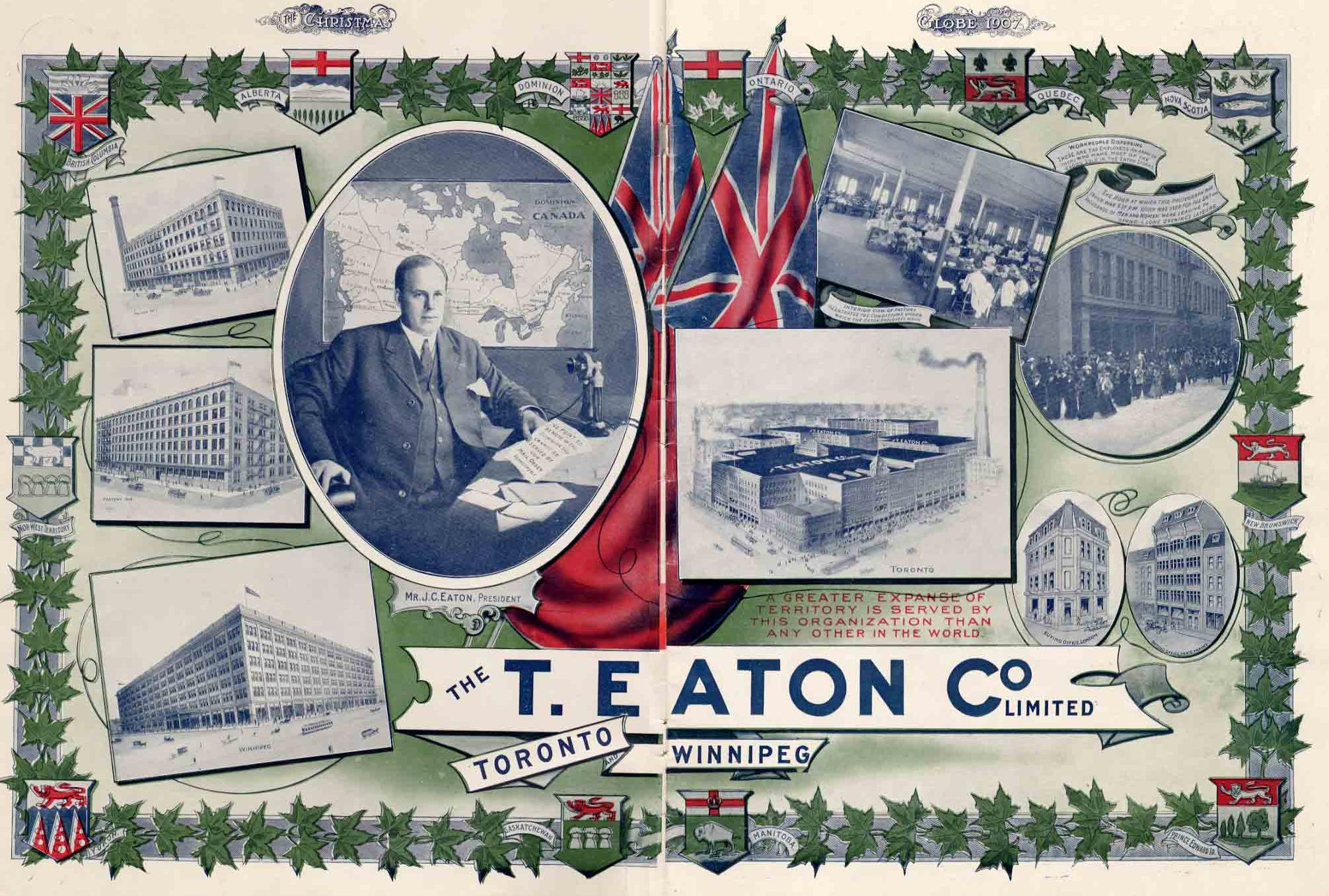
Anzeige im Toronto Globe von 1907

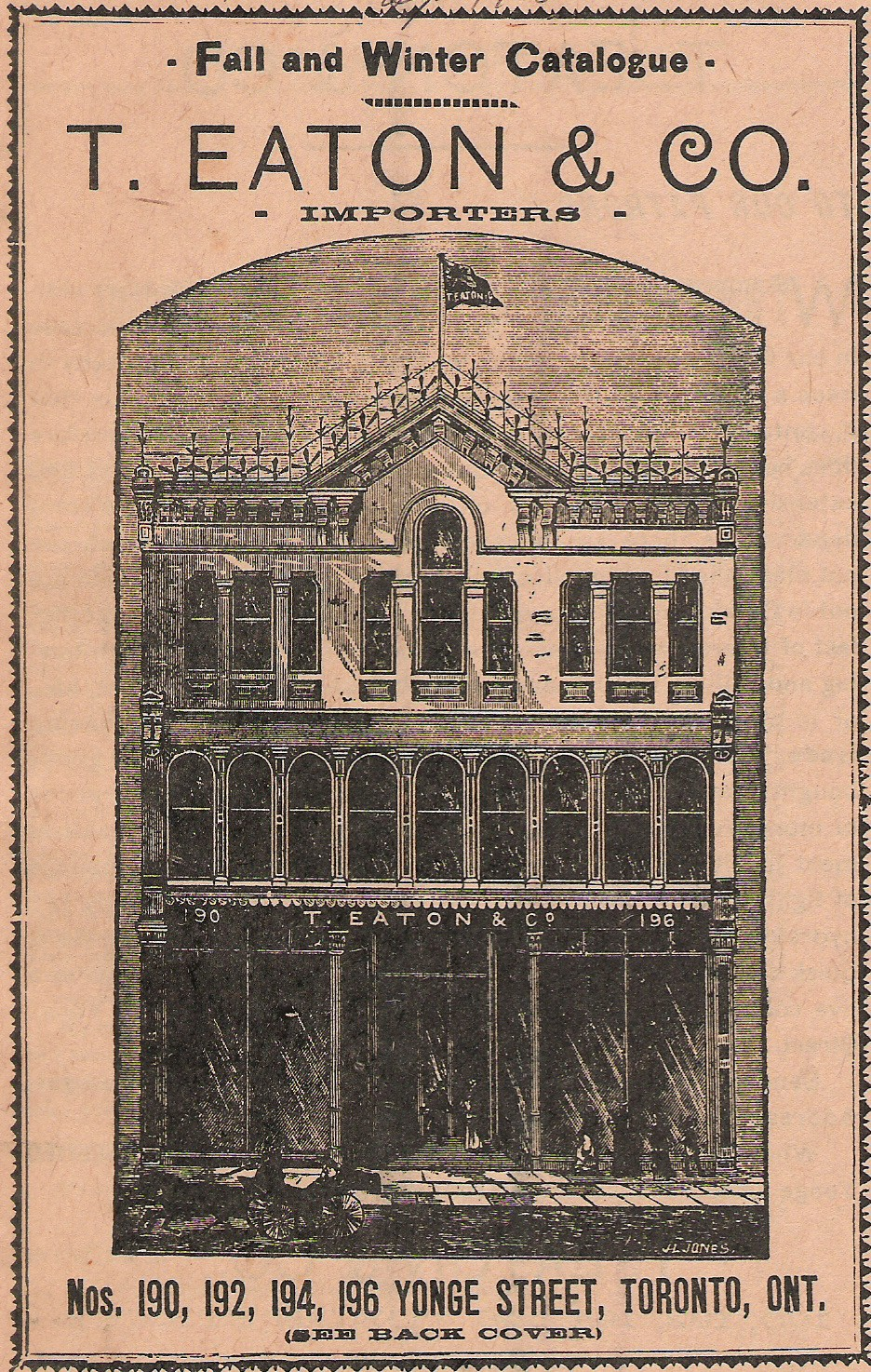
Eatons Herbst- und Winterkatalog von 1884

Mit dem Ausbruch des Ersten Weltkriegs sorgten Moratorienbeschlüsse dafür, dass Schulden gestundet wurden. Außerdem veranlasste die Regierung, dass 8 Millionen Dollar in Saatgetreide gesteckt wurden, um den Bauern gegen die einsetzenden trockenen Jahre beizustehen. Die Banken erhielten Anweisung, diesem Kreditbedarf oberste Priorität einzuräumen. Zwei der drei transkontinentalen Eisenbahnen brachen zusammen, und 41 % der Siedler, die zwischen 1870 und 1921 eingetragen worden waren, mussten aufgeben oder verkauften ihr Land an Bodenspekulanten. Der Boom war politisch gewollt, diente dem Zusammenhalt Kanadas, doch er war ökonomisch nicht tragfähig.
Der Anstieg der Bevölkerung in den wachsenden Städten und die langsam steigenden Löhne brachten nicht nur zahlreiche neue Waren auf den Markt, sondern auch neue Vertriebstechniken. Dazu zählten etwa die Versandkataloge, die ab 1869 vor allem von Eaton's genutzt wurden, um die entstehende Massenkundschaft zu erreichen und Angebotsströme zu bündeln. T. Eatons Unternehmen wurde zum Inbegriff des Katalogs, nutzte aber auch neue Medien, wie etwa die Tageszeitungen. Eaton’s schloss 2002 seine Pforten.

### Wachsende Macht der Provinzen, Weltwirtschaftskrise

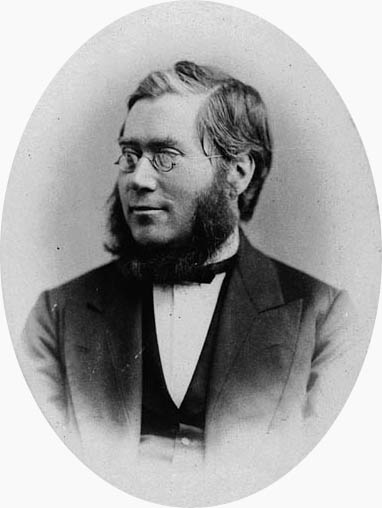
Oliver Mowat, Premierminister von Ontario (1872 bis 1896)

Oliver Mowat, Premier von Ontario, verfolgte am rigorosesten eine Politik, die auf die Interessen der Provinz ausgerichtet war, nicht auf die Kanadas. Viele Ontarier sahen sich als Milchkuh Kanadas, daher blockierten sie – gegen Québec – jede Form kultureller Ausbreitung der Franzosen nach Westen und unterstützten antifranzösische Programme im gesamten Westen.
1881 vergab die Bundesregierung nicht nur Bergbaurechte im zwischen Manitoba und Ontario seit 1867 umstrittenen Gebiet, sondern sprach das Gebiet Manitoba zu. Daraufhin drohte Ontario mit der Sezession. Endgültig beigelegt werden konnte der Streit erst 1889 mit der Festlegung der Provinzgrenzen zugunsten Ontarios.
Ontario verabschiedete 1881 ein Gesetz zum Schutz öffentlicher Interessen an Strömen, Flüssen und Bächen, das sofort von Ottawa kassiert wurde. Dabei stritten sich im Hintergrund zwei Investoren, die die gesamte politische Führung in Winnipeg und Ottawa im eigenen Interesse mobilisieren konnten. Auch hier musste wieder das Judicial Committee of the Privy Council um Klärung angegangen werden. Es entschied zugunsten Ontarios, und seitdem besitzen die Provinzen die Verfügungsgewalt über sämtliche Wasserkraftwerke und die dazugehörigen Unternehmen. 1882 machte das Justizkomitee des Privy Council die Provinzen in den Bereichen Bodenschätze, Eigentum, Bürgerrechte, Bildung, Wohlfahrt und Gesundheit praktisch souverän.
Weiter verkompliziert wurde die Rechtslage dadurch, dass im Falle eines Notstandes viele Rechte doch wieder bei Ottawa lagen. Um 1930 hatte die Regierung keine genuinen Aufgaben mehr, wie einst die Erschließung der Prärien. Die Weltwirtschaftskrise zeigte die Instabilität des Gesamtsystems auch auf wirtschaftlicher Ebene. Regionale Oligopole in Montreal, Toronto, Winnipeg und Vancouver dominierten die Wirtschaft und arbeiteten dabei oft gegeneinander und zugleich gegen Ottawa.

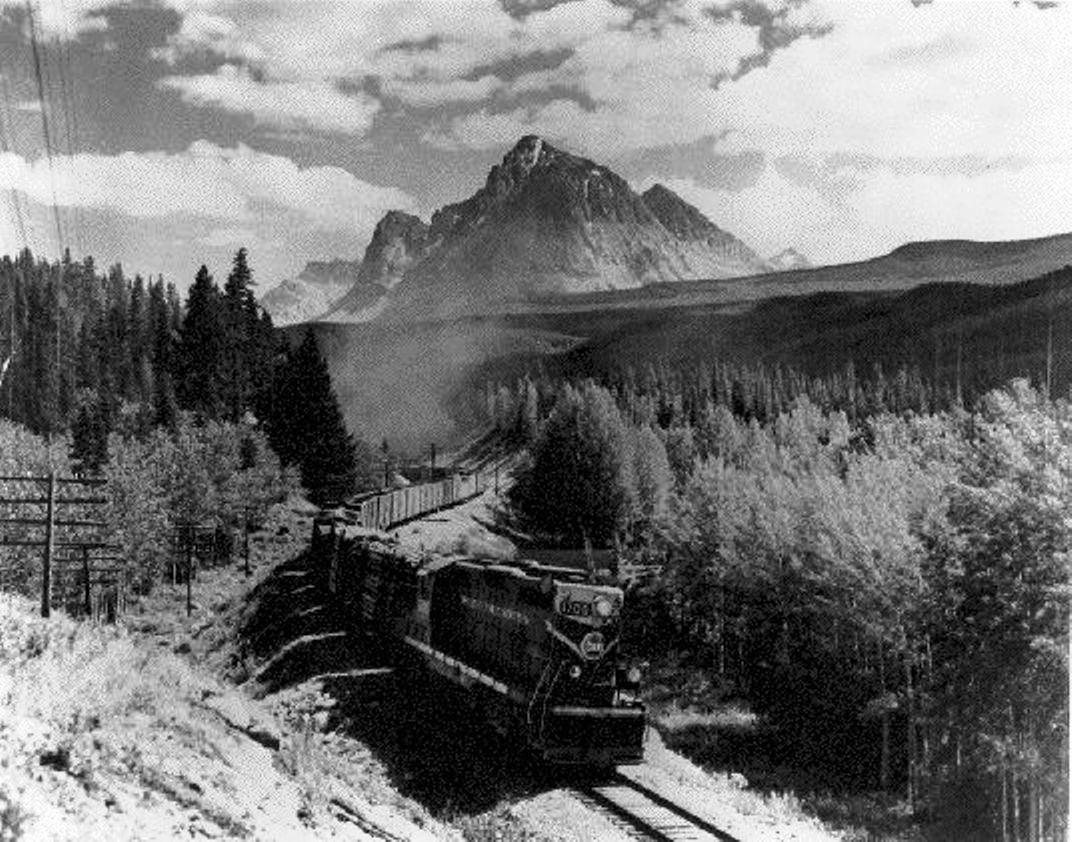
Zug am Yellowhead Pass, an der Grenze zwischen British Columbia und Alberta

British Columbia hatte eine geringe Einwohnerzahl und ein riesiges Territorium. Dementsprechend hoch waren die Kosten der Administration, so dass die Provinz die Einnahmen aus dem Rohstoffverkauf an sich zog. Waren die Preise hoch genug, ließ sich die Provinz angemessen mit staatlichen Diensten versorgen; waren sie zu niedrig, brachen diese Dienste ein. In schlechten Zeiten musste die Provinz durch Schutzzölle verteuerte kanadische Waren kaufen, musste aber zugleich versuchen, akzeptable Preise auf dem Weltmarkt zu erzielen. So traf die Region das Crow’s Nest Pass Agreement von 1897, durch das die Canadian Pacific Railway weniger für Fahrten nach Montreal als nach Vancouver verlangen musste. Landspekulanten und ihre politischen Freunde verstärkten zugleich die Korruption, zumal bis 1902 eine Gruppe von Eisenbahnindustriellen, Kohlebaronen, Großimporteuren, Holzfällern und Lachszüchtern die Liberalen unterstützten. Als die Krise 1902 die Provinz erreichte, kam der Konservative Richard McBride ins Amt, der von Streiks und dem Vorwurf rücksichtsloser Verschwendung der Ressourcen getragen wurde. Man verlangte nun Wirtschaftsinitiativen von Seiten der Regierung, die auf Eisenbahnbau setzte. Die Pacific Great Eastern wurde 1912 gegründet (vgl. British Columbia Railway), Fisch- und Holzindustrie erholten sich, und die Konservativen errangen 1912 einen Erdrutschsieg. Doch auch sie entgingen nicht dem Vorwurf der Cliquenbildung, Korruption, Verschwendung und Ausplünderung der Ressourcen. Dazu kamen Streiks und Rassenunruhen, vor allem in Vancouver.
Da die Bundesregierung auf dem Sektor der Rohstoffindustrie praktisch ohne Einfluss war, war die Provinz den Machteliten viel stärker ausgesetzt. Bis 1896 wurden Einschlaglizenzen (timber licenses) unlimitiert vergeben, doch dies wurde nun untersagt, obwohl Eisenbahnen und Regierung bereits große Grants erhalten hatten. Nun wurde nicht mehr verkauft, sondern 21-Jahres-Pachten auf je 1000-Acre-Eigentum wurden für 100 Dollar angeboten, also 5 Cent pro Acre und Jahr. Bis 1905 wurden 14.000 Licenses verkauft. Das Land wurde so schnell vergeben, dass die Regierung 1907 eingriff und die Royal Commission on Timber and Forestry gründete. Sie erkannte, dass in der vorgesehenen Zeit nur dann geerntet werden könnte, wenn man den entsprechenden Wald völlig abholzte. Das versuchte man im Forest Act von 1912 zu verhindern. Bis in die äußersten Ausläufer des Wirtschaftssystems zeigte sich, dass die Dezentralisierung der politischen Macht ohne Dezentralisierung der fiskalischen Mittel gewaltige Probleme hervorbrachte, die zu neuen Dezentralisierungstendenzen führten.
Nur die Prärieprovinzen brachten die Ressourcen in ihre Hand. Die Einnahmen aus Steuern usw. wurden erst ab den 1950er Jahren dezentralisiert, ein Schritt, vor dem man lange zurückschreckte. Québecer französischer Zunge bemängelten immer das Fehlen großer französischer Unternehmen in der Provinz. Dem versuchte man durch Bildung oder durch Business Schools entgegenzuwirken. Manitoba hingegen hatte eine lokale Wirtschaftselite in Winnipeg, die eine eigene Politik verfolgte.
Keine andere Provinz hat jedoch eine so explizite Wirtschaftspolitik betrieben wie Ontario. Dabei profitierte die Provinz von den Schutzzöllen der Bundesregierung, gewann die Bodenschätze des Nordens im Wettlauf mit Manitoba, und zudem erlaubte die Entwicklung der Wirtschaft eine frühzeitige Förderung der Industrialisierung. Zugleich nahmen die Klagen über zerstörerische Holzlizenzen, vor allem am Rainy River, massiv zu. Dies hing damit zusammen, dass etwa F. H. Clergue Amerikaner war und sich ein Imperium um Saute Ste. Marie auf der Grundlage von Eisenbahnländereien, Holzlizenzen und Eisenerzlagern am Nordufer des Oberen Sees aufgebaut hatte. Zudem standen sich die Exporteure von Rohprodukten und von verarbeiteten Produkten erbittert gegenüber. Letztere setzten durch, dass Rohholz nicht mehr ausgeführt werden durfte.
Erst mit der zunehmenden Industrialisierung und dem Ende des Rohstoffbooms endete auch diese Mischung aus Lobbyismus und Korruption. Bis in die 1930er Jahre investierte die Regierung rund ein Viertel ihrer Einnahmen in die Rohstoffindustrie, ein Anteil, der im Lauf der 1930er Jahre auf unter 5 % fiel. Stattdessen investierte die Provinz viel stärker in die hydroelektrische Industrie, und viele Dammprojekte wurden durchgeführt.

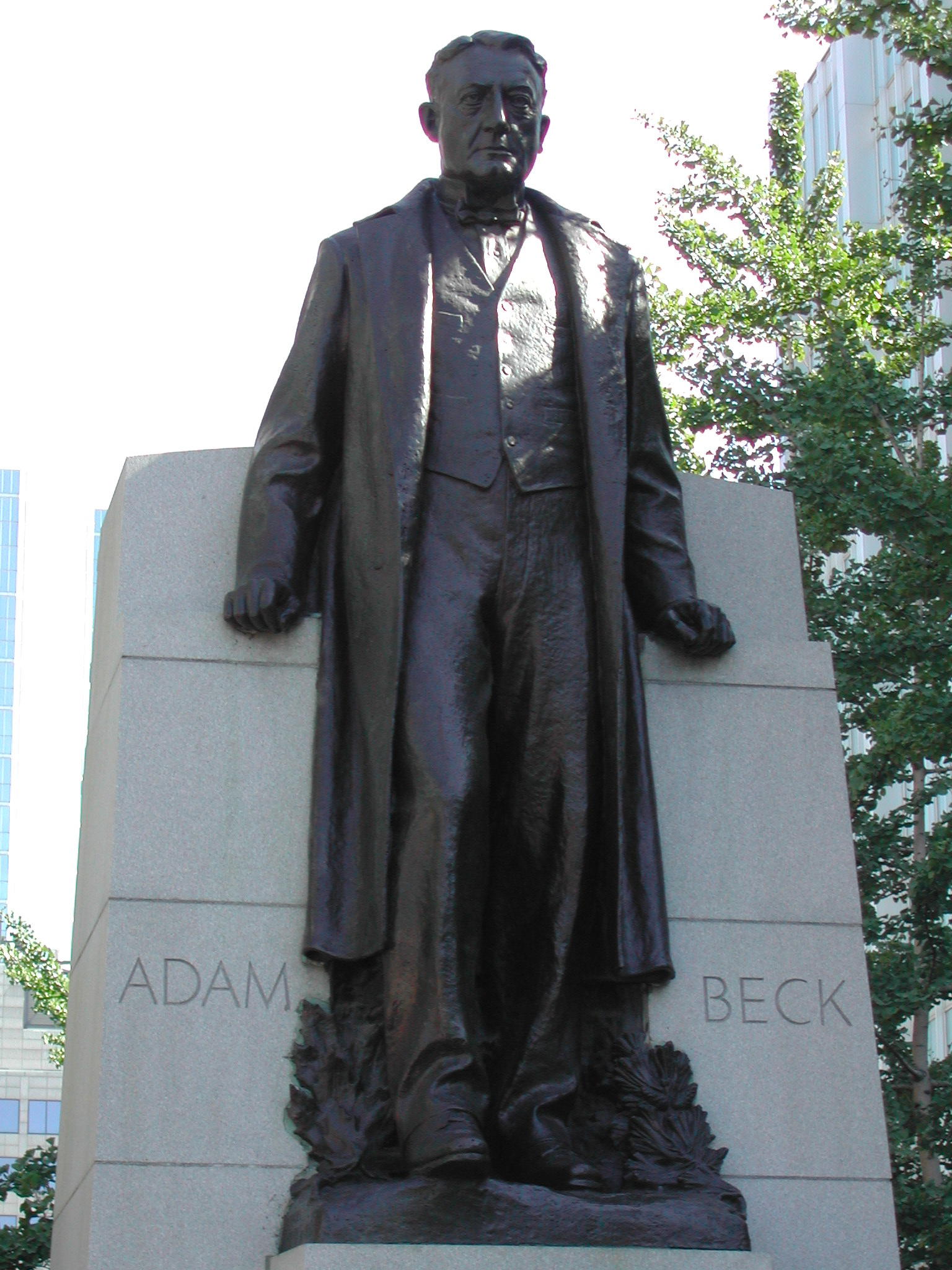
Denkmal für Adam Beck (1857–1925) in Toronto

Noch deutlicher wurde dies in der Power Bill von 1906, die ausdrücklich Landwirtschaft und Industrie fördern sollte. Unter Führung von Adam Beck aus London in Ontario, damals noch Berlin genannt, verbanden sich Industriegruppen und Provinzrechtsprechung, um ein öffentliches Monopol für Verteilung und Produktion von Strom zugunsten der Region zu sichern. Konsequent wehrte die Provinz den Versuch Ottawas ab, einen Kanal und ein Staudammsystem am Ottawa-Fluss, über den Lake Nipissing zum Oberen See zu bauen.

## Verbrennungsmotoren, Elektroindustrie, Kommunikationstechnik

### Autos und Wasserkraft

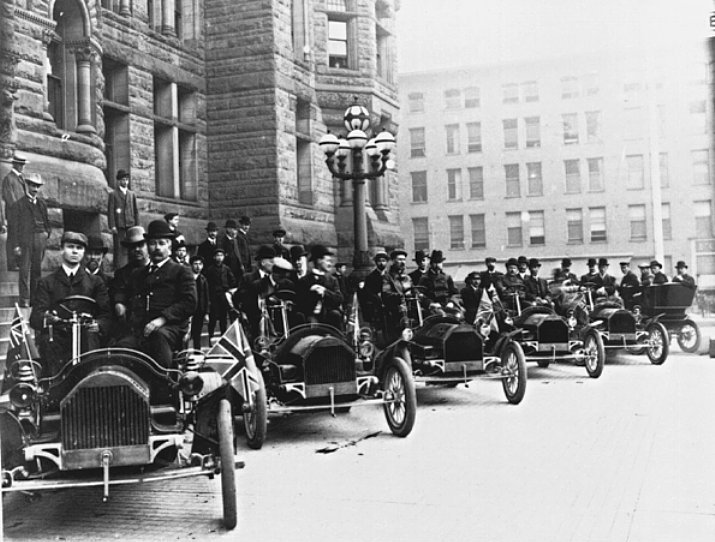
Autos der Russell Motor Car Company in Toronto, 1909

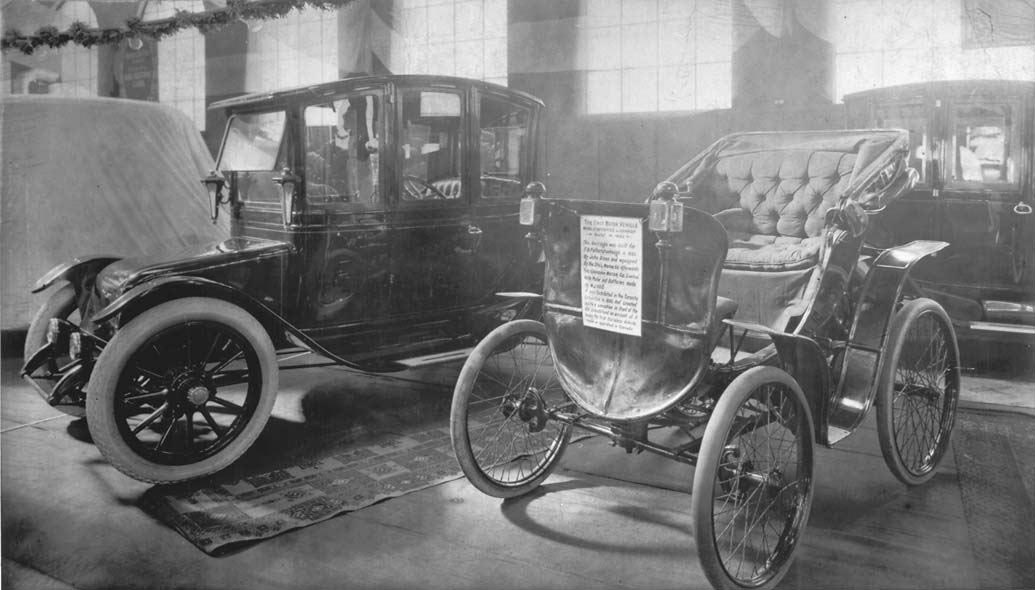
Elektroauto und Auto mit Verbrennungsmotor von 1893 bei einer Ausstellung in Toronto, 1912

Im Gegensatz zur Eisenbahn wurde die Entwicklung des Automobils, sieht man vom Straßenbau ab, von privater Initiative vorangetrieben. Von 1900 bis 1905 erfolgten 81 % der Investitionen im Transportbereich für die Eisenbahn, von 1925 bis 1930 nur noch 46,7 %. Stattdessen wurden 41,1 % in das Automobil und 11,3 % in Kanäle investiert.
Bei Beginn des Ersten Weltkriegs bestanden 32 kanadische Autounternehmen. Viele davon scheiterten an den hohen Investitionskosten und unterlagen übermächtiger Konkurrenz, wie General Motors. Auch Ford übernahm Firmen und gründete in Ontario eigene Produktionsstätten. Beide erkannten, dass man nur so innerhalb des von Zöllen umschlossenen Britischen Imperiums günstig handeln konnte. Folgerichtig exportierte Kanada bis weit in die 1930er Jahre mehr Autos, als es importierte. Anfang der 1920er Jahre entstand eine Zuliefererindustrie. Diese Unternehmen lieferten bald ganze Motoren, Achsen, Räder und Chassis. Sie brauchten große Mengen an Gummi und Metall sowie zahlreiche andere Rohstoffe.
Die notwendige Energie konnte, zumal Kanada bis in die 1920er Jahre kaum auf Kohle zurückgreifen konnte, mittels Hochspannungsleitungen kaum 100 km überwinden. So war die Energie weder zur Ausfuhr geeignet, wenn man von der Produktion an der Grenze zwischen New York und Ontario absah, noch stand sie ausreichend den industriellen Ballungsräumen zur Verfügung.
So entstanden Industrieanlagen dort, wo Strom produziert wurde. Dies zog zum einen Holz- und Zellstoffindustrie an, die ihren zweiten Rohstoff, Holz, ebenfalls dort vorfanden und energieaufwendige Industrien, wie die Aluminiumindustrie, die von niedrigen Sondertarifen profitierten.
Zunächst aber trennten sich räumlich die Orte der Industrie- von denen der Energieproduktion. Vor allem die Rohstoffindustrie, die ihre Gewinnungsorte nicht einfach an den Ort der Energiegewinnung verlagern konnte, profitierte von den Möglichkeiten des Energietransports durch Starkstromleitungen. Dies galt etwa im Sudbury-Becken, wo es ohne Strom nicht möglich war, die Erze zu trennen.

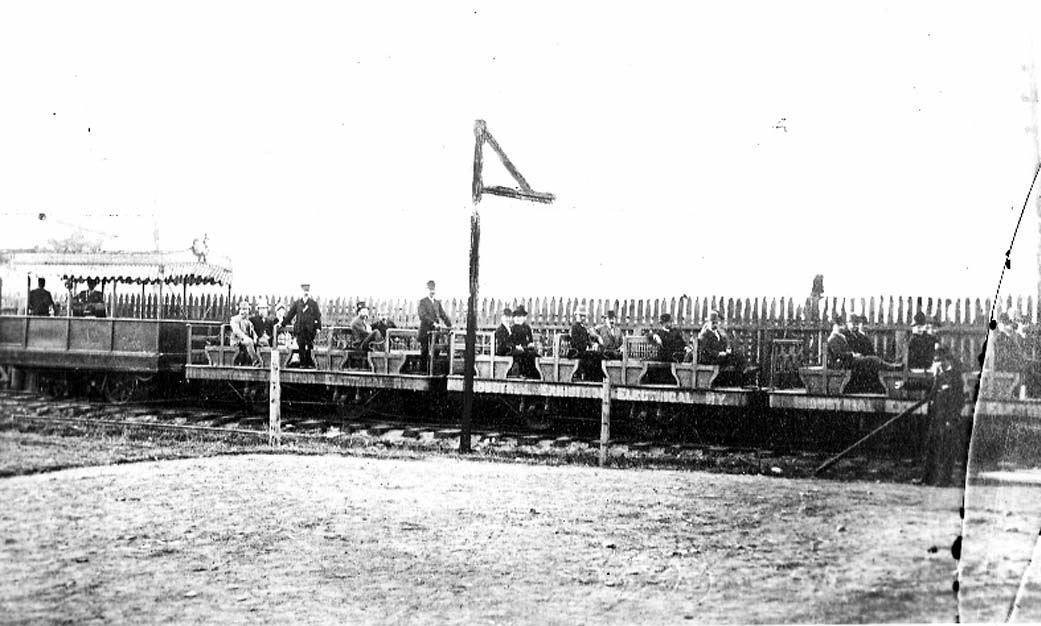
Erste elektrische Straßenbahn in Kanada, Toronto 1884

Insgesamt wurde die Stromwirtschaft zu einem Schlüsselbereich der Gesamtwirtschaft. 1908 wurde sie in Ontario verstaatlicht. Selbst die Eisenbahn versuchte davon zu profitieren, und sei es nur für Beleuchtungszwecke und für die von ihr abhängigen Industriebetriebe. Die Antriebstechnik berührte dies wenig, sieht man einmal von elektrischen Straßenbahnen ab.

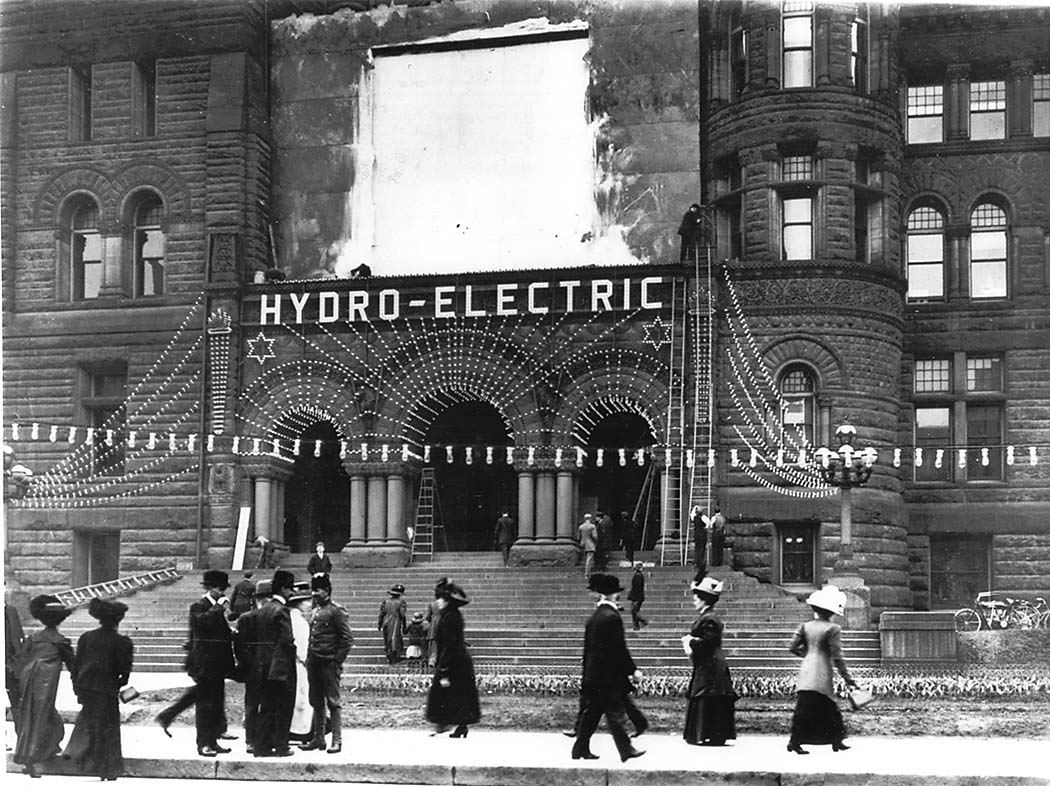
Einweihung von Hydro-Electric in Toronto, um 1912

Um 1900 versuchte ein Syndikat um Henry Pellatt die Region Toronto-Hamilton mit Strom zu versorgen. Vor allem am Westende des Ontariosees schlossen sich Gemeinden zusammen, um ein Monopol des Pellat-Syndikats zu verhindern. 1909 übernahm die Ontario Hydro Electric Power Commission die gesamte Energieversorgung. In den 1930er Jahren hatte die Stromproduktion die von Dampf bereits hinter sich gelassen, wodurch allerdings neue Abhängigkeiten entstanden.
Landwirtschaft, Bergbau und Forstwirtschaft fielen weiter zurück, und auch die eigentliche Industriefabrikation fiel von 24 auf 21 %. Hingegen stieg ihr Anteil in Ontario von 24 auf 28 %, während er in Québec von 28 auf 26 % fiel.
Neufundland blieb von dieser Entwicklung fast unberührt, musste in den 1930er Jahren nach dem Bankrott sogar einem Kommissar unterstellt werden. Der dortige Markt für Industrieprodukte war einfach zu klein, die Finanzinstitute fehlten, die die hohen Summen bereitstellen konnten.
Die Industrien im äußersten Westen hingen immer noch völlig von Rohstoffen ab. Der Agrarsektor war immer noch klein, doch seine Kapitalressourcen waren größer. Zudem profitierten Fisch- und Holzindustrie. Das Pro-Kopf-Einkommen lag 1910 bis 1911 bei 186 % des durchschnittlichen kanadischen Einkommens, und selbst in den Jahren 1920 bis 1926 lag es noch bei 121 %.
Die stärkere Abhängigkeit von privatem Kapital ergab sich in Québec wiederum aus der industriellen Struktur. Hier war man stärker auf billige Arbeitskraft in der Textilindustrie angewiesen sowie auf die Eisenbahnindustrie. Doch fehlte die Schwerindustrie, wie sie in Ontario konzentriert war. Während sich Ontario zusammen mit dem US-Mittelwesten entwickelt hatte, hatte Québec einen stärkeren kanadischen Akzent gesetzt, was sich in der Förderung der transkontinentalen Eisenbahnbauten – Schwerpunkt Montreal – widerspiegelte. Hier hing die Industrie an Eisenbahn und Weizenboom, während Ontario sich auf Maschinen und Motoren konzentrierte.
Dennoch verstädterte Québec zwischen 1900 und 1930. Dabei waren die meisten Zuwanderer katholisch, brachten Kinder mit und standen der industriellen Gesellschaft distanzierter gegenüber. Hinzu kam, dass sie nun mit der englischen Oberschicht konfrontiert wurden, die gute Kontakte zu den Kapitalzentren unterhielt. So machten sie die Erfahrung, dass katholisch zu sein und Französisch zu sprechen Ausgrenzung bedeutete. Dagegen wehrte sich die frankophone Elite, und sie errang die politische Vorherrschaft. Wirtschaftliche Intervention bedeutete nun immer auch soziale, wenn nicht „nationale“ Intervention.

### Erster Weltkrieg

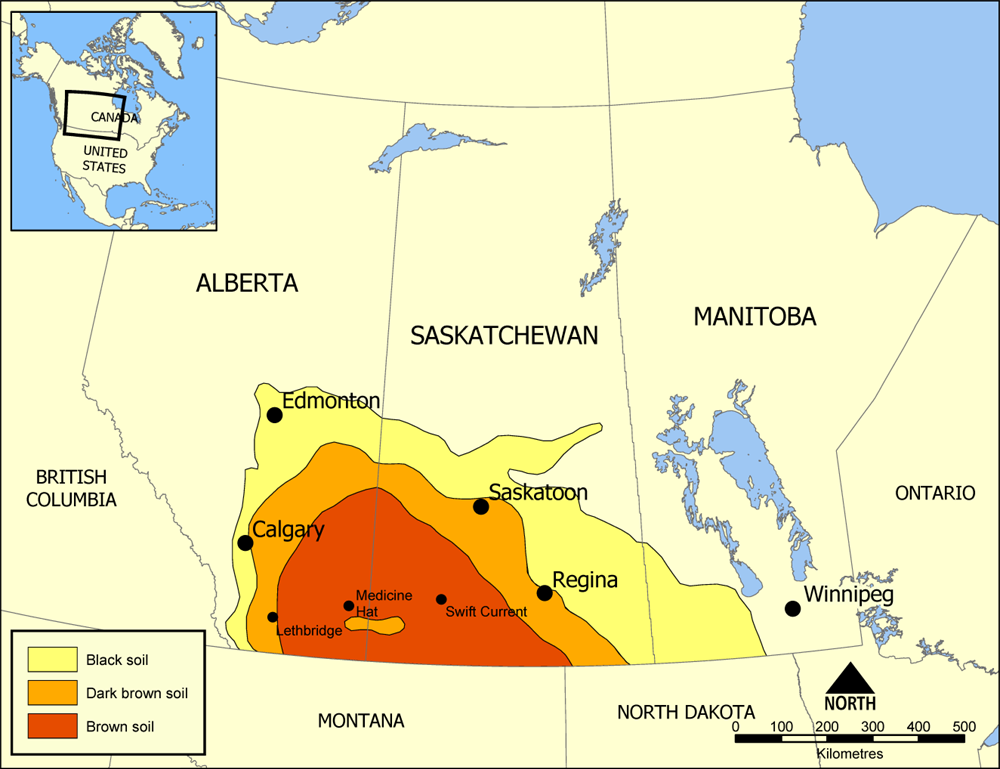
Palliser-Dreieck, das schwer von Dürren betroffene Gebiet

Zwischen 1907 und 1912 führten spekulative Landentwicklungsprojekte im Palliser-Dreieck in Saskatchewan und Alberta dazu, dass sich Siedler in äußerst trockenen Gebieten einfanden. 1913 kam es zu einer extremen Dürre. Die Regierung versuchte mit Krediten und Kreditmoratorien auszuhelfen. Doch als der Erste Weltkrieg ausbrach, schnellte der kanadische Export in die Höhe. Ein Federal Board of Grain Commissioners sorgte nun für eine weitere Expansion des Agrarlandes, für Investitionen in Maschinen, Traktoren und LKWs, die Pferd und Wagen verdrängten. Nach dem Krieg wurde der Weizen-Board aufgehoben, die Prärielandwirtschaft verlangsamte ihre Expansion, doch schon mit der Weltwirtschaftskrise wurde der staatliche Interventionismus wieder aufgelegt. Doch diesmal waren die Preise nicht kriegsbedingt hoch, und extreme Trockenheit ruinierte zahlreiche Farmer.
1915 rief Großbritannien nach militärischer Ausrüstung auch aus Kanada. Ein Imperial Munitions Board wurde eingerichtet, der die Produktion steuerte. 1918 waren 40 % der kanadischen Industrieproduktion Waffen und Munition.
1916 erhob die Bundesregierung eine Steuer auf Geschäftsgewinne, 1917 eine Einkommenskriegssteuer. Sie wurde, entgegen anfänglichen Plänen, nicht wieder abgeschafft. Auch wurden die Grand Trunk Pacific und die Canadian Northern Railways von der Regierung gekauft. Rationierung und Preiskontrollen sowie Kriegsanleihen waren kennzeichnend für die Kriegswirtschaft, doch zeigten letztere auch, dass große Kapitalmengen inzwischen in Kanada selbst zusammengetragen werden konnten.
Auch der Finanzmarkt wurde den Kriegszielen angepasst. So brauchten durch den Finance Act von 1914 Banken, die mehr Dominion Notes ausgaben, keine weiteren Goldreserven verfügbar gehalten zu werden. Die inflationären Tendenzen nahm man in Kauf. Diese Entwicklung mündete 1935 in die Gründung der Bank of Canada, die für eine bessere Steuerung sorgen sollte.
Die Zahl der Automobile stieg von 1918 bis 1929 von 275.000 auf 1,9 Millionen, von 1917 bis 1930 stieg die Stromproduktion von 5,5 Millionen Kilowattstunden auf 19,5. Dagegen fielen die Weizenpreise, die 1919 bei 2 Dollar pro Bushel gelegen hatten, auf fünfzig Cent.
Die Aufgaben der Provinzen, wie Bildung, Gesundheit, Wohlfahrt, Straßenbau, nahmen dabei zu, während vor allem die Einnahmen der Bundesregierung anstiegen. In Québec nahm die städtische Bevölkerung zwischen 1891 und 1931 von 29 auf 60 % zu, in Ontario von 35 auf 63, und selbst in Nova Scotia von 19 auf 47 %. Während für sie zunehmend ländliche Unterstützungen auf Gegenseitigkeit entfielen, belasteten sie, ob sie wollten oder nicht, die städtischen Hilfssysteme.
In British Columbia sah die Situation völlig anders aus. Die Öffnung des Panamakanals öffnete zwischen 1914 und 1920 erstmals die Ostküste den dortigen Produkten. Weizen aus Alberta war nun billiger über Vancouver zu transportieren als über Montreal. Vancouvers Einwohnerzahl stieg von 29.000 (1901) auf 247.000 (1931). Damit war sie die drittgrößte Stadt des dünn besiedelten Landes.
Kanada zerfiel damit wirtschaftlich und drohte auch politisch zunehmend auseinanderzudriften. Die Progressiven nahmen sich der Interessen der Prärieprovinzen an, und sie gewannen genügend Kraft auf Bundesebene, um eine Mehrheitsregierung zu verhindern. Das Maritimes Rights Movement verlangte nach weniger Bundesmacht, Québec wurde zu einer Hochburg des frankophonen Separatismus. Doch die Weltwirtschaftskrise änderte diese Richtung erneut.

## Dritte Nationale Politik
Die Phase der dritten Nationalpolitik wurde 1944 durch ein White Paper zu Arbeit und Einkommen eingeläutet, das die Regierung zusammen mit einem Green Book über die Wohlfahrtspolitik herausgebracht hatte. Hierin forderte sie eine freie Marktwirtschaft in einem Keynesianischen Rahmen ausgleichender Fiskal- und Geldpolitik. Dazu kam ein Vermögensausgleich durch eine progressive Einkommensteuer und ein entsprechendes soziales Wohlfahrtssystem. Darüber hinaus forderte es freien Außenhandel und flexible Wechselkurse.
Insgesamt war Kanada exportabhängig und hing zugleich von ausländischem Kapitalzufluss ab. Das galt vor allem für den wirtschaftlichen Kernraum Montreal-Toronto. Der Westen hingegen wurde wirtschaftlich zunehmend in den amerikanischen Mittleren Westen integriert. Einfache keynesianische Schlussfolgerungen dominierten jedoch die Tagespresse und die Öffentlichkeit. Sie fanden ihren Weg in die Politik der kanadischen Regierung.
Bis zu den 1930er Jahren hatten die Faktoren dominiert, die die Inseln der kanadischen Ökonomie zunehmend integrierten. Dies waren die Verkehrswege, allen voran die Flussläufe, die west-ostwärts flossen, die Eisenbahnen, die den Weizenexport und die Besiedlung stützten, die Telegraphenlinien, dazu die britische Struktur von Mentalität und Politik. Dazu kam die schiere Größe des britischen Imperiums mit seiner Kapitalkraft.
In Kanada, den USA und Großbritannien fielen Ende 1928 zunächst die Exporte, dann die Importe, die erst Ende 1929 folgten. In Kanada stand der Kapitalzufluss sogar erst 1930 auf dem Höhepunkt, ein bzw. zwei Jahre nach dem Einsetzen des Handelsrückgangs.
In der langen Sicht war es das Ende der Eisenbahnepoche, der Abzug der Überinvestitionen in diesen Bereich, der eine wichtige Ursache darstellt. Instrumente der Unterstützung und Integration mussten unter diesen Umständen abgewandelt werden. Verstädterung und Rückgang der Landwirtschaft zugunsten industrieller Produktion und Dienstleistung setzten die Menschen stärker den Risiken eines ungeschützten Marktes aus. War es leicht gegen den geschwächten Widerstand der Indianer die Menschen aufs Land zu bringen, so war es ohne entsprechende historische Erfahrung fast unmöglich, für tragfähige Bedingungen in den wuchernden Städten zu sorgen.
Das Nationaleinkommen fiel von 4,3 Milliarden Dollar 1929 auf 2,3 Milliarden 1933. Noch stärker war der Rückgang in den einst geförderten Agrarregionen, wo das Einkommen von 600 auf 200 Millionen von 1928 bis 1932 abstürzte.
Auch in Ontario und British Columbia waren die Einkommenseinbrüche stark, während Québec und vor allem die Ostküste weniger darunter litten. Sie hatten am wenigsten von der Eisenbahnepoche profitiert und litten dementsprechend am wenigsten unter dem Zusammenbruch dieses Systems nationaler Integrationsförderung.
Kanada war den Preisen am internationalen Rohstoffmarkt besonders wehrlos ausgesetzt. Der Boom der Forst- und Landwirtschaftsprodukte, und auch der der Metalle riss ab. Kanada hatte in diesen Sektor 1929 noch 24,6 % seiner öffentlichen und privaten Investitionen gelenkt, selbst die USA nur 18,7.
Die Provinzen waren durch den British North America Act (section 92 Nr. 7 und 93) für die Gesetzgebung bei Fragen der Gesundheit, Bildung und Wohlfahrt zuständig. So wurde 1914 in Ontario der Workmen’s Compensation Act erlassen, 1920 folgten Rentengesetze für Mütter, Rentengesetze 1920, 1921 und 1927. Zwischen 1871 und 1937 gab die Provinz für Soziales 14 Millionen aus, doch allein zwischen 1919 und 1937 193 Millionen.
Schon 1901 führte die Union of Canadian Municipalities for Municipal Ownership of Utilities eine Kampagne zur Kommunalisierung durch. Während solche Forderungen in Montreal als „Wasser- und Gas-Sozialismus“ abgewiesen wurden, setzte man andernorts Boards of Control ein mit leitenden „City Managern“. Die öffentlichen Einrichtungen wurden gleichsam zu Fördermitteln für die Privatindustrie. Während die Regierung lange Konglomerate bekämpft hatte, wie in Gesetzen von 1889, 1910 und 1919, wurden sie nun massiv gefördert.

### Langzeitanpassung: Die Zentralbank
Als die neue Politik 1944 angekündigt wurde, sollte die Bank of Canada kurzzeitige, antizyklische Aufgaben im Bereich der Zinsen und der Preisstabilität erhalten. Dennoch erhielt sie zusätzlich die Aufgabe, dem kanadischen Dollar einen stabilen Außenwert zu sichern.
Die Gründung stellt eine Reaktion auf das Ende des Goldstandards im internationalen Zahlungssystem dar. Kanada gab, wie andere Kriegsteilnehmer auch, die Golddeckung auf. Dies erlaubte die Aufblähung des Geldmarkts, trotz Goldabflusses. Dieser erhöhte Geldbestand ermöglichte spekulative Expansionsvorgänge.
Der Druck ging von den Prärieprovinzen aus, die auf eine Ausdehnung des Geldmarktes drängten. Eigentlich sollte die Zentralbank das Gleiche leisten, was der Goldstandard geleistet hatte, nämlich die Währung des Dollars gegenüber den wichtigsten Handelspartnern Großbritannien und USA stabil zu halten. Dies gelang auch, doch die Aufgabe antizyklischer Eingriffe führte zu einer Zentralisierung, und sie verlor ihre Kraft, sobald die äußere Bedrohung endete.
Dabei verlegte sich zwecks Regionalausgleich vom System des für Missbräuche anfälligen Per Capita Grant auf eine Regionalförderung. Dabei stiegen die Ausgleichszahlungen zwischen den Regionen (intergovernmental grants) und der Zentralregierung von 4 % im Jahr 1926 auf 20 % 1929, 1933 und 1936. Dazu kam ein komplexes System von Stützungsmaßnahmen im Bereich der niedrigen Löhne und benachteiligter Gruppen. Daraus entstand das Sozialsystem der Nachkriegszeit.
Folgte man den Keynesianern, so war die Krise durch Unterkonsum kurzfristig verschärft worden, wenn auch nicht langfristig verursacht. Niedriger Konsum verminderte die notwendigen Investitionen, was wiederum die Einkommen fallen ließ. So dachte man an Zinssenkungen, um Investitionen zu ermutigen. Zudem verlangte man mehr Investitionen durch den Staat. Sobald der Konsum wieder anzog, würde auch die Produktion wieder steigen.
Dagegen standen die Argumente, kurzfristige staatliche Eingriffe würden nur langfristig notwendige Anpassungen verzögern und letztlich die Dinge noch verschlimmern. Diese monetaristischen Ansichten setzen sich jedoch nicht durch, zumal auch sie nur auf kurzfristige Wirkung abzielten.

### Reaktionen der Provinzen auf die Weltwirtschaftskrise

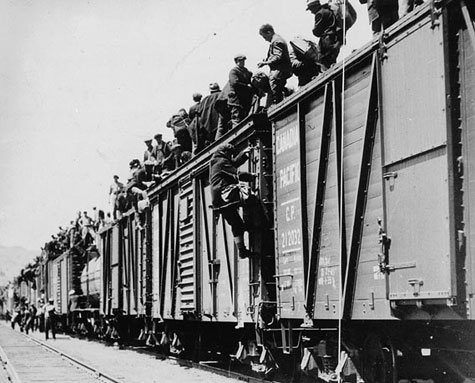
Streikende Arbeitslose aus Beschäftigungslagern fahren im April 1935 von Kamloops in die Hauptstadt Ottawa (On-to-Ottawa Trek)

Premier Pattullo kopierte in British Columbia den New Deal und wollte den „Kredit sozialisieren“, Wohlfahrtsprogramme durchführen, abgesehen von der Gesundheitsversorgung, die erst in den 60er Jahren auf Bundesebene verstaatlicht wurde. Er versuchte 1934 an der Spitze der westlichen Provinzen eine nationale Arbeitslosenversicherung einzurichten, forderte, den Zugriff der Provinzen auf die Einkommensteuer und den „rationalen Gebrauch des nationalen Kredits“ zu gewährleisten. Doch die anderen Premiers zogen nicht mit, und so setzte er einen Special Powers Act durch, der der Versammlung in Victoria die gleichen Rechte gab wie der in Ottawa. Als nach den Wahlen von 1935 Ottawa Sparmaßnahmen forderte, drohte Pattullo mit der Abspaltung British Columbias.
Zugleich forderte das Maritime Rights Movement an der Ostküste die Rechte, die 1926 abgelehnt worden waren. 1934 forderte die Nova Scotia Royal Commission of Economic Enquiry für die Ostküste die gleiche Hilfe wie einst für die Prärieprovinzen. Schließlich führte dies zur ehrgeizigeren Royal Commission on Dominion Provincial Relations von 1937 bis 1939, die zur "Dritten Nationalen Politik" führte.
Doch weder Ontario unter Mitchell Hepburn, der mit Premier King nicht zusammenarbeiten konnte und der höhere Abgaben für seine Provinz fürchtete, noch Québec unter Maurice Duplessis, der erstmals mit Separatismus spielte, arbeiteten mit der Kommission zusammen. Aber auch Alberta, das sich schlecht behandelt fühlte, zog sich aus den Beratungen zurück.
Folgerichtig kam die Kommission in die Hände einer föderalen, anglophonen Dienstleistungselite. Diese Ottawa Men folgten John Maynard Keynes. Sie betrieben maßgeblich die "Dritte Nationale Politik". Schutzzölle, gegenseitiges Unterbieten von Standards und Preisen, Abwertungen wurden die Regel. Dabei versuchten die Kanadier ihren Handel vor allem mit Großbritannien auszudehnen. US-Präsident Hoover bot hingegen günstige Agrarzölle gegen Stromlieferungen. Großbritannien vereinbarte durch die Imperial Trade Conference Zollsenkungen.
Mit der Wahl der Demokraten in den USA setzte der südliche Nachbar auf Expansion. Folgerichtig vereinbarten die beiden nordamerikanischen Nachbarn 1935 verstärkten Freihandel untereinander und wollten sich in Zukunft gegenseitig begünstigen. Die ökonomische Kontinentalisierung setzte sich damit durch.

### Zweiter Weltkrieg
Die Kriegsvorbereitungen verlangten 1938 eine Senkung der Zölle zwischen Großbritannien und den USA. Kanada setzte dabei Konzessionen beider Handelspartner durch. Für Kanada und Großbritannien begann der Krieg bereits 1939, doch vereinbarte man mit den USA 1940/41 eine Verteidigungsallianz. Die Kontinentalisierung wurde dadurch stark gefördert.
Hinzu kam, dass die Zentralisierungsbemühungen der politisch führenden Gruppe in Ottawa nun freie Bahn hatten, denn, wie es das Judicial Committee of the Privy Council festgelegt hatte, besaß die Regierung für die Dauer eines Krieges oder Aufstands, einer Invasion oder eines Notstands absolute Gewalt.
Der erste Effekt des Krieges war, dass die Depression sofort überwunden wurde und die Wirtschaft stark wuchs: Die Beschäftigung stieg um 12 %, die industrielle Produktion verdoppelte sich. Folgerichtig stieg der Anteil am GNP Kanadas, den Ontario beitrug, um 3,5 %, der von Québec und Saskatchewan fiel um 2,5 bzw. 3 %
Zugleich verzehnfachten sich die Ausgaben von 500 Millionen auf 5 Milliarden Dollar, die Steuereinnahmen stiegen von einer halben auf zweieinhalb Milliarden. Steuern und Abgaben fielen von 65 % der Gesamteinnahmen auf 18 %, die Einkommensteuer stieg von 21 auf 45 %. Die Zahl der im Bundesdienst Beschäftigten stieg von 45.000 auf 115.000. Preis- und Lohnkontrollen, Rationierung und zahlreiche Arbeitsregulierungen kennzeichneten die Kriegswirtschaft.
1939 empfahl die Royal Commission on Dominion-Provincial Relations, die gesamten Einkommensteuern an den Bund fließen zu lassen – die Provinzen sollten Distrikte in einem einheitlichen Staat werden –, und dass sich die Regierung im Gegenzug um die Arbeitslosigkeit kümmerte. 1943 empfahl Leonard Marsh der Regierung, Verantwortung für Gesundheit, Renten und Kinder zu übernehmen, Aufgaben, die bisher Zuständigkeiten der Provinzen waren. Die Dritte Nationale Politik nahm sowohl die Kommissionsempfehlungen als die von Marsh auf. Doch die Provinzen setzten sich zur Wehr. Québec fürchtete um seinen andersartigen Gesellschaftscharakter, um Sprache und Religion. Auch die Bank von Kanada wehrte sich gegen Keynesianische Geldpolitik.

### Die Rolle der USA
Doch bei diesen objektiven Kräften darf der Faktor der Werte nicht unterschlagen werden. Kanada pflegte und steigerte sein Eigenbewusstsein und investierte dazu auch in die Massenmedien, wie die CBC, förderte kanadische Literatur und Geschichtsforschung, holte das Archiv der Hudson’s Bay Company von London nach Kanada. Die Kanadier sahen sich als Gemeinschaft des Common Sense und die Amerikaner als Individualisten oder Egoisten an. Toleranz sollte den vereinheitlichenden Geist der egalitären Demokratie mildern. Als Protagonist dieser Philosophie galt Thomas D’Arcy McGee, einer der Väter der Konföderation.
Auch die Bewegung Canada First wurde herangezogen, die die Spaltungen überwinden wollte. Doch ihre Wirkung reichte kaum über Ontario hinaus.
Die Bank of Canada weigerte sich, über Zinsanpassungen auf die Wirtschaftskrise der späten 1950er Jahre zu reagieren. Sie hielt an einer 4 % Inflationsrate fest. Sie glaubte, dass nicht mangelnde Nachfrage, auf die man mit Zinssenkungen hätte reagieren können, die Ursache war, sondern die Schieflagen, die die Kontinentalisierung bewirkte. Der Erfolg blieb aus, der Leiter der Zentralbank musste gehen. Dennoch blieb die Zentralbank unter der Direktive der Regierung, die auf Ausweitung der Geldmenge setzte. Daraufhin fiel der Dollar im Wert, was den Ausfuhren bei der Erholung der US-Wirtschaft sehr förderlich war. Diese hatte hingegen ihre Wirtschaftserholung auf Steuersenkungen nach Keynes Lehre zurückgeführt, die eine erste Hochphase erlebte.
Sowohl die USA als auch Großbritannien gaben die keynesianische Fiskal- und Geldpolitik auf, Kanada folgte. Anfang der 1970er Jahre schienen Preis- und Lohnkontrollen der Königsweg zu sein 1975 nahm der Leiter der Bank of Canada im sogenannten Saskatoon Manifesto eine explizit monetaristische, Antiinflationshaltung ein. Kurzfristige Erfolge wurden spätestens 1980 durch eine zweistellige Inflationsrate und eine Arbeitslosenquote von nahezu 10 % zunichtegemacht. Dabei hatten die Ölpreiserhöhungen der 1970er Jahre einen starken Einfluss, und Ontario und Québec erlebten in deren Folge eine lange Phase der Deindustrialisierung, wenn auch die Computerindustrie neue Arbeitsplätze schuf.
Die Atlantikküste profitierte zunächst von der Erweiterung der Dreimeilenzone auf 200 Meilen vor der Küste. Auch wurde der dort gefangene Fisch nun besser vermarktet und wanderte überwiegend in die USA. Fischfabriken und neue Trawler erhöhten die Umsätze. Ontario profitierte hingegen von den separatistischen Tendenzen in Québec. Zahlreiche Unternehmen wanderten von dort ab und siedelten sich um Toronto an.
Der Kalte Krieg war vom Systemkonflikt unter ihren Führungsmächten USA und Sowjetunion beherrscht, während sich die europäischen Kolonialreiche auflösten. Kontinentale Handelsblöcke entstanden in Europa, in Osteuropa und Nordasien, in Lateinamerika, Nordamerika. Auto und Flugverkehr – letzteres in Händen der Regierung als Trans-Canada Air Lines – beherrschten die wirtschaftliche Expansion, die Basis war elektrische Energie für die industrielle Produktion, Erdölderivate für den Antrieb.
Die späte Phase des Kalten Krieges war von Computerisierung, von Satellitenkommunikation, aber auch von der beginnenden Industrialisierung der westpazifischen Anrainer Asiens gekennzeichnet. Das bis dahin gültige Finanzsystem wurde aufgegeben, darunter der Goldstandard.
Die USA konnten ihren technischen Vorsprung halten, doch schrumpfte der Vorsprung nach 1970. Multinationale Konzerne dominierten die Weltwirtschaft und mischten sich massiv in die Politik ein. Bereits 1970 exportierten diese „Multies“ 62 % der US-Waren und importierten 30 %. Weltweit waren die Zölle von durchschnittliche 25 auf 5 % gefallen, doch andere Barrieren wurden errichtet, unter ihnen Quoten, neue Zölle, bürokratische Prozeduren, Standards, Marktregulierungen, öffentliche Partnerschaften, Subventionen usw. Dazu trugen die zahlreichen Krisen vom Koreakonflikt bis zum Zusammenbruch der als Ostblock bezeichneten Wirtschaftsgruppe erheblich bei.
Während die Dominanz der USA im militärischen Bereich spätestens 1990 eindeutig war, wuchs die wirtschaftliche Konkurrenz. Der Anteil des transnationalen Handels am Welthandel verdoppelte sich von 12 auf 24 % allein von 1953 bis 1980. Dazu kam, dass die noch nicht ausgebeuteten Rohstoffe sich zunehmend in Ländern befanden, die versuchten, sich der US-Dominanz zu entziehen. Das galt vor allem für die wichtigsten Energielieferanten. Bis 1955 hatten diesen Markt private Unternehmen dominiert, doch nun traten die Öl-Staaten selbst als Händler auf. Bis 1985 steigerten sie ihren Anteil von beinahe 0 auf 55 %. Gegen die Euro- und Petrodollars konnte der Dollar kaum stabilisiert werden, und so wertete man ab. Bretton Woods wurde aufgegeben.
Zugleich vergrößerte und beschleunigte sich der Kapitalmarkt. Ende der 1980er Jahre entsprach das Tagesvolumen der Währungsmärkte dem GDP ganz Kanadas – für ein ganzes Jahr.
Aus den USA, die bis 1970 der Weltversorger für Industriegüter waren, wurde zunehmend ein Dienstleister, während die Industrien nach Asien, Lateinamerika und Europa auswanderten. Die USA erlebten von 1957 bis 1962 eine erste Nachkriegsrezession, bei der man versuchte, den Kapitalabfluss zu beschränken. Trotz eines Defizits senkte man unter Kennedy 1963 die Steuern. Die folgende Wachstumsphase drückte die Arbeitslosenquote unter 4 %, getrieben von aufnahmefähigeren Märkten und Kriegen.
Doch 1971 erlebten die USA die erste negative Handelsbilanz seit 1896. Der Dollar fiel, die Inflation stieg, auch um den Vietnamkrieg zu finanzieren. Hinzu kamen erste Ölkrisen. Zugleich änderte sich die Bevölkerungsstruktur. Die „Pille“ verkleinerte die Zahl der Kinder, der ökonomische Druck erlaubte beiden Eltern zu arbeiten, wodurch zunächst die Arbeitslosenquote anstieg.
Als 1982 der Ölpreis fiel und die FED sich entschied, die Inflation durch eine scharfe Reduzierung der Geldversorgung zu reduzieren, erlebten die USA eine schwere Wirtschaftskrise. Die Zinsen stiegen an, die Deindustrialisierung und Stagflation der 70er beschleunigte sich, die Arbeitslosenquote stieg auf über 10 %. Erstmals wurden Deregulierung, Privatisierung und Entstaatlichung zu Leitzielen. Die Nixonomics galten als überholt.
1983 bis 1988 folgte ein erneuter Boom, die Arbeitslosigkeit fiel auf 5 %, die Inflationsrate auf rund 4 %. Das GNP hing mittlerweile zu 22 % vom Welthandel ab, 1963 waren es noch 10 % gewesen. Aus den USA wurde der größte Schuldner der Welt, nachdem sie bis dahin der wichtigste Kreditgeber gewesen waren. Japan hatte sie hierin abgelöst.

### Nachkriegszeit in Kanada
In den zwanzig Jahren nach 1951 wuchs die Bevölkerung Kanadas von 14 auf 21,5 Millionen, zugleich vervierfachte sich das GNP von 21 auf 84,5 Milliarden Dollar, das Realeinkommen verdreifachte sich.

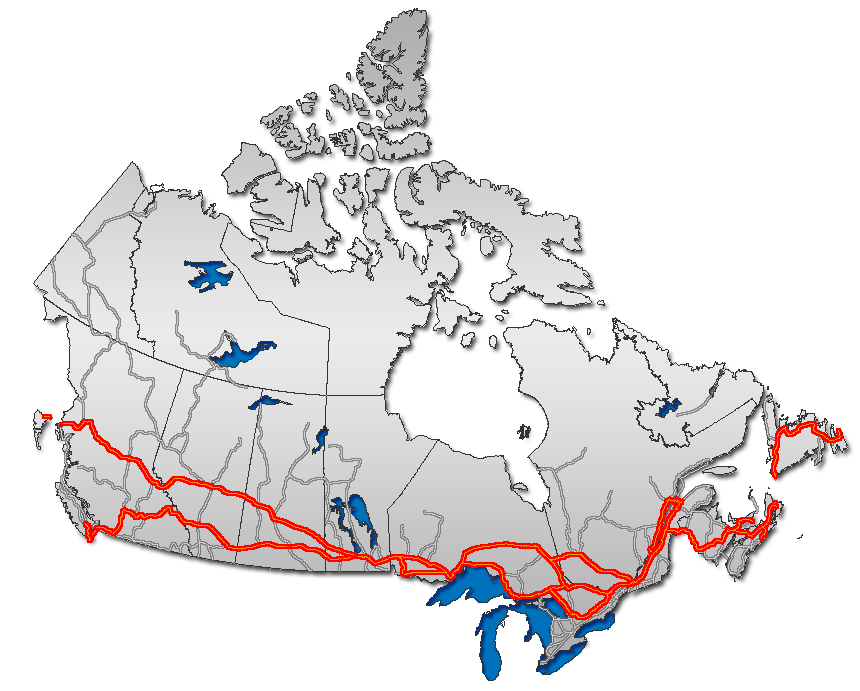
Verlauf des Trans-Canada Highway

Die Eisenbahnepoche wurde beendet. Noch zwischen 1948 und 1952 wurde der Trans-Canada Highway von Halifax und St. John’s nach Victoria erbaut, die Trans-Canada Air Lines, ein Staatsbetrieb, nahmen 1939 ihren Postbetrieb von Küste zu Küste auf. Trans Canada und Canadian Pacific fusionierten, lokale Carrier versorgten die Atlantikprovinzen, Québec, die Prärieprovinzen und die Nordwestterritorien. Hatten die Eisenbahnen 1951 noch 70 Millionen Passagierkilometer erbracht, so waren es 1959 nur noch 60. Die Fluggesellschaften brachten es 1951 auf über 700 Millionen Passagierkilometer, 1959 waren es bereits über 3 Milliarden. Waren 1950 noch 2,6 Millionen Autos registriert, so verdoppelte sich ihr Anteil bis 1959.
Ölfunde in Alberta und Saskatchewan verzehnfachten die Ölproduktion von 46,7 Millionen auf 455 Millionen Barrel in den Jahren von 1951 bis 1970. Sie brachten Exporteinnahmen von 500 Millionen Dollar, vor allem aus den USA. Erdgas stieg von 104 Millionen Dollar 1961 auf 350 Millionen 1970. Ähnlich sah es bei anderen Bodenschätzen aus. Dabei dominierten die USA die Exporte, die Kapitalversorgung, die Technologie.
Nach dem Krieg gelang eine erstaunlich schnelle Integration der Heimkehrer in den Arbeitsmarkt. Die Arbeiter kämpften um Verbesserung der Arbeitsbedingungen, wie in den Asbestminen Québecs, wo sie von April bis Juni 1949 streikten, wobei es zu schweren Ausschreitungen und Aussperrungen kam sowie zum Einsatz von Streikbrechern. Nur der Winnipeg-Generalstreik im Jahre 1919 fand mehr Beachtung.
John Diefenbakers Konservative versprachen 1957/58 Entwicklungsinitiativen für den Westen und den Osten. Doch die Ölpolitik spaltete das Land entlang des Ottawatals. Ontario erhielt eine petrochemische Industrie in Sarnia, während ab Montreal ostwärts die Abhängigkeit vom transatlantischen Öl fortbestand. Vor allem die pazifischen und atlantischen Küstenprovinzen litten unter der Krise in den USA.
Die Erholung von 1963 bis 1968 war bereits weitgehend von der Entwicklung in den USA abhängig. Kanada ließ den Dollar frei handeln, und er fiel zunächst. Der Auto Pact sorgte für eine gemeinsame Autoindustrieregion, so dass Kanada vom Autoboom profitierte.
Ein Bericht über ausländische Direktinvestitionen weckte alte Ängste von einer US-Invasion. So entstand 1973 der Federal Government’s Foreign Investment Review Board. Ab 1970 bemühte man sich durch ein Department of Regional Economic Expansion, die regionalen Unterschiede auszugleichen. Der Gegensatz zwischen Kontinentalisierung und Regionalisierung war jedoch nicht aufzuheben, sondern bildet geradezu ein Fundament der kanadischen Ökonomie.

### Die Regionen

#### British Columbia

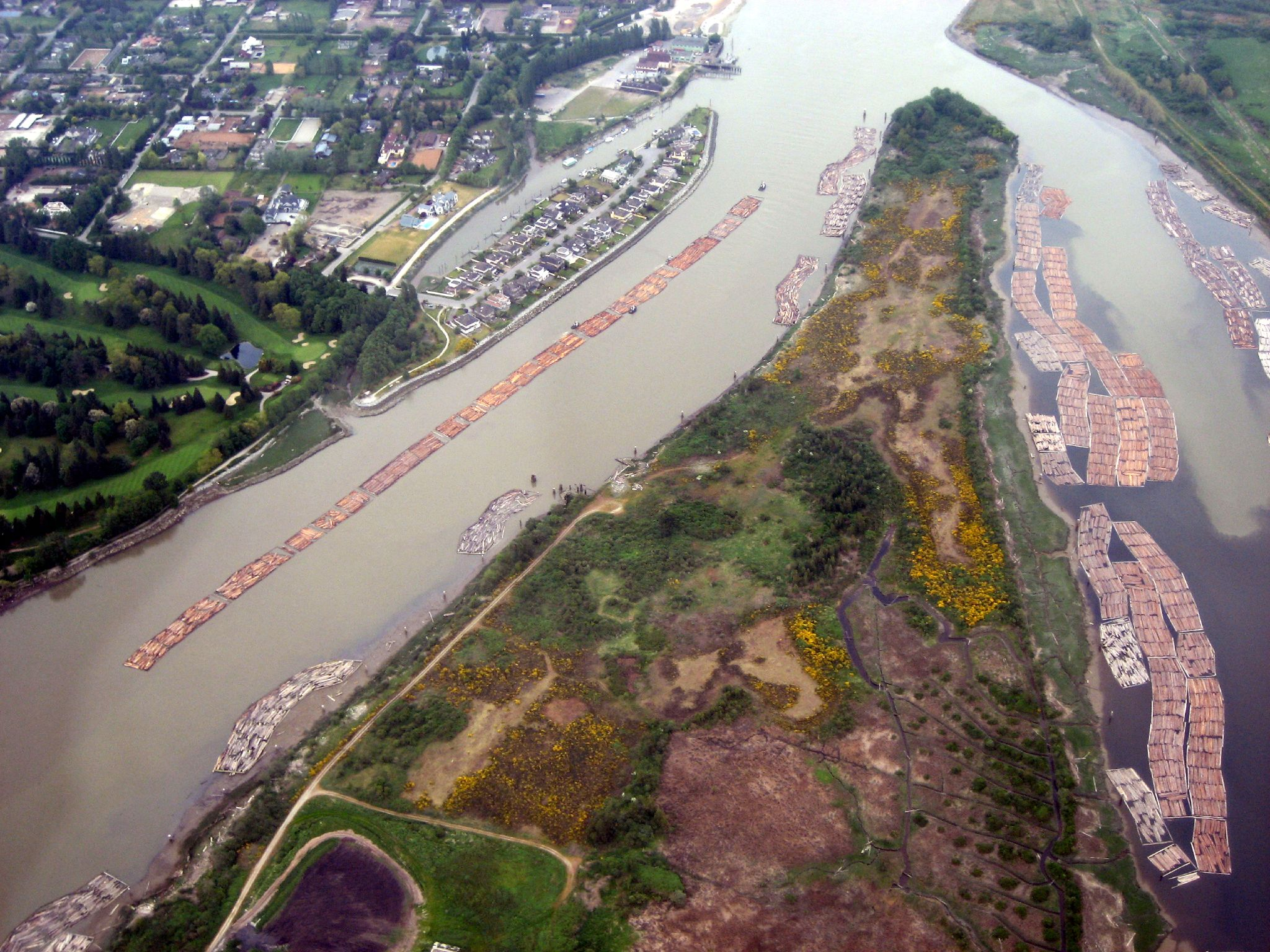
Boote ziehen riesige Holzflöße den Fraser abwärts nach Vancouver

British Columbias Exportraum waren Asien und die USA, doch seine Waren erstand es in Kanada. Seine Rohstoffe, vor allem Holz, gingen in den Süden und Westen, seine Fertigwaren kamen aus dem Osten. Vancouver wurde für den Weizen der Prärien bis nach Saskatchewan zur Handelsdrehscheibe. Seit den 1950er Jahren kam mit Fertigstellung der Trans Mountain Pipeline Erdöl nach Vancouver, das vor allem in Kalifornien nachgefragt wurde. Ähnliches galt für Schwefel, so dass sich die wirtschaftliche Bindung des Westens an den Osten und Europa lockerte.
1962 verließ die Hälfte der Getreideausfuhren der Prärien Kanada über Vancouver. Es war sogar billiger geworden, Weizen über Vancouver nach Europa zu schicken, als über die Häfen des Ostens.

#### Die Prärieprovinzen
Alberta band sich hingegen stärker an die USA. Seine Ölpipeline erreichte 1949 die Grenze zwischen Manitoba und Dakota, verlief südlich des Oberen Sees und erreichte Sarnia in Ontario 1953. Im Jahre 1958 erreichte die Trans Canada Pipeline für Erdgas, die den Oberen See nordwärts umging, Toronto und Montreal. Doch war seine Bedeutung vergleichsweise gering. Als US-Gruppen während der Krise von 1957 bis 1962 darauf drängten, Alberta-Ölzufuhren zu unterbinden, initiierte Kanada die National Oil Policy.
Manitoba partizipierte nur geringfügig an der Kontinentalisierung. Bestenfalls Holzprodukte, wie Papier und Zellstoff, spielten hier eine Rolle, sieht man von Nickel ab, wovon zwei Drittel nach Großbritannien gingen. Winnipeg geriet stärker in einen Schrumpfungsprozess als Albertas und Saskatchewans Metropolen.

#### Ontario und Québec
Montreal fiel gegenüber Toronto zurück, das seine eigene Handels- und Finanzstruktur aufbaute. Seit den 1950er Jahren konnten Schiffe vom Atlantik die Hauptstadt Ontarios unter Umgehung Montreals erreichen. Auch die Stromversorgung machte sich von Québec unabhängiger. Der Niedergang von Thunder Bay als östliche Drehscheibe des Transatlantikhandels rundet das Bild von einer auf die selbst ökonomisch gespaltenen USA ausgerichteten Ökonomie Kanadas ab.
Das industrielle Zentrum des heutigen Kanada liegt in der Oshawa-Sarnia-Tangente und im Golden Horse Shoe, ersteres ist auf Detroit und Chicago ausgerichtet, letzteres auf den Raum New York. Toronto und seine Satellitenstädte lagen im Zentrum, Montreal, die Handelsmetropole, bildete kein System von Satellitenstädten. Doch saßen die Zentralen der Canadian Pacific Railway, der Canadian National Railway, von Air Canada, Bell Canada und der Bank of Montreal. Es waren transkontinentale Institutionen des 19. Jahrhunderts.

#### Ostküste
Die Ostküste blieb nach dem Krieg weiterhin relativ isoliert, auch wenn sich die Lebensverhältnisse denen des übrigen Landes annäherten.

## Politik und institutionelle Desintegration
Zunächst erreichte die Dritte Nationale Politik ein erhöhtes Maß an Zentralisierung, doch um 1970 zogen die Provinzen die Initiative wieder stärker an sich. Ähnlich wie zwischen 1880 und 1920 unter der Ägide des Judicial Committee of the Privy Council wurden die desintegrierenden Kräfte gestärkt.
Von 1952 bis Ende der 70er Jahre herrschte in British Columbia W. A. C. Bennetts Social Credit Party. Sie brachte die Stromversorgung in der Folge von McBride und Pattullo unter die Kontrolle der Provinz (Columbia Power Authority) und nutzte Strom als Mittel der Entwicklungspolitik. Die Pacific Great Eastern Railway wurde bis in den Peace River District ausgebaut und diente dem Rohstofftransport. 1961 schloss die Provinz einen Vertrag mit Oregon über den Bau von Staudämmen am Columbia River. Auch wenn die Bundesregierung einbezogen wurde, ebenso wie in den USA, so steuerten doch die regionalen Instanzen den Prozess.
In Alberta unterlag die Social Credit Party unter Ernest Manning den verbundenen Kräften Ottawas und Washingtons bei der Ausbeutung von Öl und Gas. Dies erlaubte vor allem der verschärfte Bedarf durch den Koreakrieg.
Saskatchewan wurde von der eher sozialdemokratisch orientierten Co-operative Commonwealth Federation beherrscht, die kurz vor Kriegsende die Regierung übernahm. Die Regierung initiierte bis 1946 Ziegel- und Schuhfabriken, eine Fischverarbeitungsindustrie, Boards fürs Marketing, für Holz und Pelze, eine Busgesellschaft. Später kam eine Fluggesellschaft, ein Kronmonopol auf Telefondienste, die Inter Provincial Steel Corporation, eine Autoversicherung und die Saskatchewan Power Corporation hinzu. Sie waren nicht alle erfolgreich, doch die Provinz dominierte die Wirtschaft.
Selbst Manitoba, das eher ostwärts orientiert war und weniger südwärts, etablierte 1964 eine fünfköpfige Development Authority, die wirtschaftliche Initiativen initiieren und steuern sollte.
Ontario wurde 1946 in dreißig Planungsdistrikte aufgeteilt. Deren Entwicklung sollte mit der der jeweils anderen koordiniert werden. Dabei sollte vor allem die Industrie gefördert werden, aber auch die Einwanderung vor allem britischer Unternehmer, Kapitalgeber und ausgebildeter Arbeiter.
Québec dagegen widersetzte sich massiv dem Zentralisierungsdrang der Dritten Nationalen Politik, denn die Frankokanadier sahen sich von der anglophonen Mehrheit bedroht. Erst unter Jean Lesage kam es zur Stillen Revolution. Eine Wasserkraftkommission entstand in den 40er Jahren, die dafür sorgte, dass alle Stromgeneratoren und die Verteilung des Stroms der Provinz gehörten. Auch ein Stahl- und Eisenkomplex (Sidérurie d’État du Québec), eine Bergbaugesellschaft, die Société Québecois d’Exploration Minière, und eine Ölgesellschaft, die Société Québecoise d’Initiatives Pétrolière. 1968 war René Lévesque Führer der Parti Québécois, die vor allem die Unabhängigkeit der Provinz wünschte.
Ostkanada reagierte durch eine Royal Commission on Provincial Development and Rehabilitation auf die Forderungen der Dritten Nationalen Politik. Sie hielt nichts von Transferleistungen, sondern schlug Neuverteilungen in der Industrieaktivität vor. 1954 entstand der Atlantic Provinces Economic Council als eine freiwillige Planungsgruppe. Dieses Aufstreben der Provinzengruppe gipfelte in der Bildung des Department of Regional Economic Expansion 1969 und im folgenden Jahr der Atlantic Provinces Royal Commission on Maritime Union.

### Die Schwächung der Bundesregierung
Schon Ende der 1950er Jahre meinte der Leiter der Bank of Canada, ausgleichende Geldpolitik sei einer offenen, regionalisierten Ökonomie nicht angemessen. Die Bank konzentrierte sich fortan auf die Stabilisierung der Währung, vor allem mit Blick auf den US-Dollar. Die Wirklichkeit hatte sowieso so ausgesehen, dass die Bundesregierung nach Kriegsende ihre Zentralisierungskräfte nach und nach verlor. Sie hatte keine Jurisdiktionsgewalt in Fragen der Gesundheit, der Bildung oder der Wohlfahrt. Es gab gar kein Mittel, diese Kompetenzen an Ottawa zu übertragen, denn es war kein Prozess vorgesehen, der die Verfassungsänderungen, die dazu nötig gewesen wären, ermöglicht hätte. Die Provinzen investierten inzwischen mehr in Verwaltung und Steuerung als die Bundesregierung, die 1952 noch 63 % aller Regierungsausgaben verantwortete. 1965 lag dieser Anteil nur noch bei 47 %, doch die Bundesregierung beanspruchte nach wie vor den Löwenanteil der Steuereinnahmen.
Nun versuchte Ottawa mit Geldzuflüssen, die an Bedingungen gebunden waren, seine Politik mittelbar durchzusetzen. So stieg der Anteil der von Ottawa finanzierten Provinzausgaben von 9,75 % im Jahr 1956 auf knapp 27 % im Jahr 1960. Die Mitfinanzierung der Krankheitskosten (50 %) steigerte diesen Anteil weiter.
Québec wehrte sich gegen diese als Einmischung empfundenen Vorgaben. Es blockierte ein Bundesprogramm für Bildung, Wohlfahrt und Gesundheit. Schon 1951–52 zahlte Ottawa, ohne Bedingungen zu stellen. 1960 scherte Québec dennoch aus, wollte die Kosten und die Verwaltung selbst übernehmen, verlangte jedoch einen höheren Anteil an den Einkommensteuern der Provinz.

### Das erste Öljahrzehnt

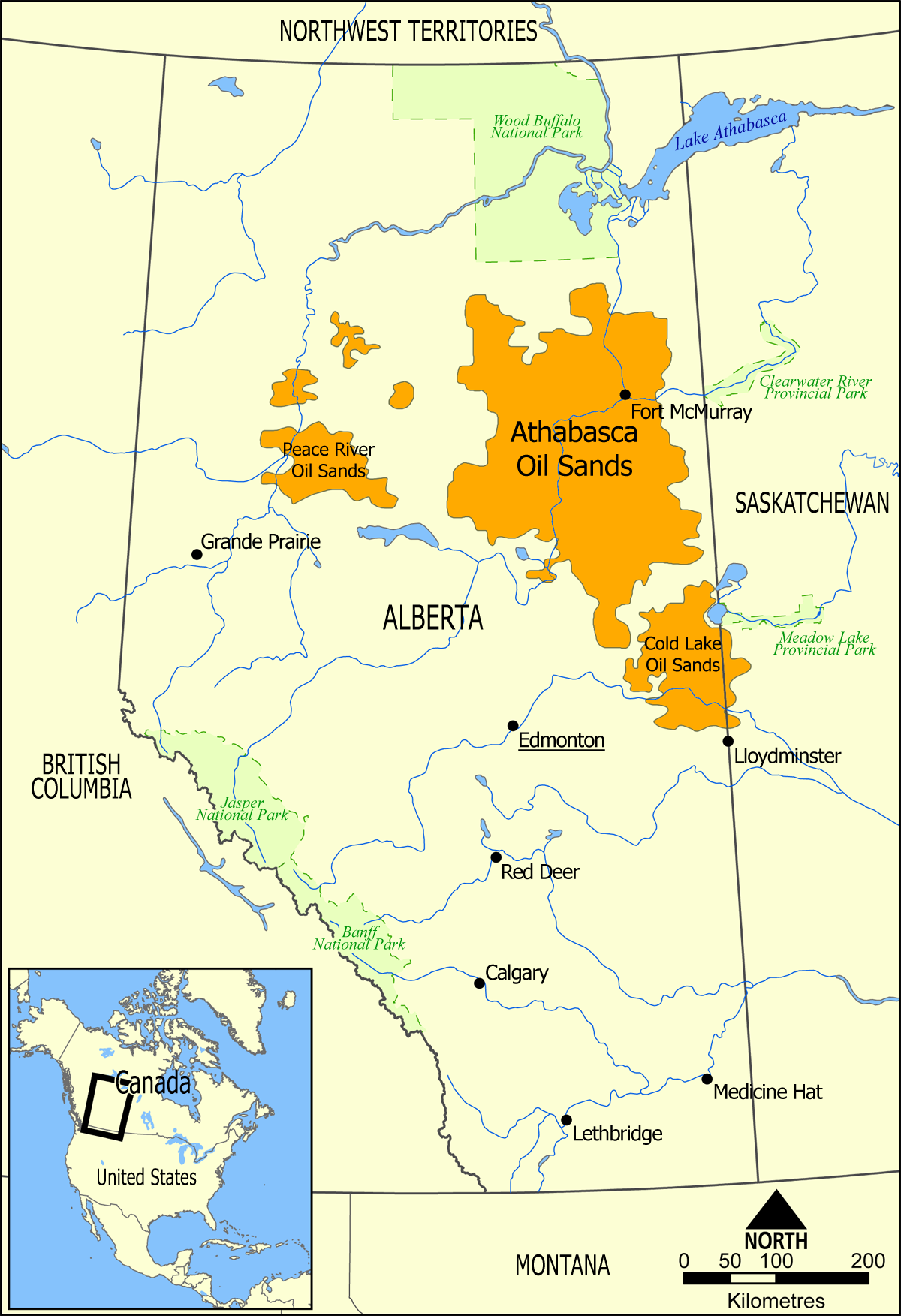
Bei den Athabasca-Ölfeldern handelt es sich um die Athabasca Oil Sands, die Cold Lake und die Peace River Oil Sands

Die Erhöhungen des Ölpreises brachten den Prärieprovinzen einen neuen Boom. 1970 steuerte Ontario 35 % zum GDP bei, Alberta 8 %. 1980 waren es nur noch 30 % aus Ontario, jedoch 14 % aus Alberta. Ähnlich sah es bei den Investitionen aus, vor allem aber bei der Bevölkerungszahl. Während Kanadas Einwohnerzahl von 1971 bis 1981 um 12 % anstieg, stieg die von Alberta um 38, die von British Columbia um 28 %.
Der Anteil der Investitionen in die Ölindustrie stand der einstigen Eisenbahninvestition kaum nach. Rund 2,5 bzw. 2,4 % des GNP wurden in Öl bzw. Eisenbahnbauten (von 1849 bis 1859) investiert. Waren es einst die Grand Trunk Railway und die Grand Trunk Pacific Railway, so waren es in den 70er Jahren Dome Petroleum und Petro-Canada. Damit erhielt der Bund wieder Zugriff auf die Provinzen.
Die Ölengpässe, in deren Folge die Bank of Canada versuchte, die Inflation zu bekämpfen, führten zum Zusammenbruch zweiter kanadischer Banken, der Canadian Commercial Bank und der Northland Bank. Dies hing allerdings auch damit zusammen, dass die Provinzen ihre Banken förderten, neue Institute entstanden und das „leichte“ Ölgeld zu einer schnellen Prosperität der westlichen Banken führte.
Die Grundidee der Ölökonomie war die Autarkie. Man hoffte, im Westen die Einkommen und im Osten die Preise niedrig halten zu können. Hohe Ausfuhrzölle erzeugten Marktlagengewinne aus dem Westen, während die Ölkäufe ostwärts der National Oil Policy Line subventioniert wurden. Da man annahm, dass in kurzer Zeit die Weltölvorräte ausgehen würden, was mit enormen Preissteigerungen einhergehen würde – die erst 2007 erstmals eintraten –, investierte man verstärkt in Explorationen im arktischen Gebiet und vor der Ostküste.
Die Investitionen in die schwierig zu erschließenden Ölschiefer Albertas erwiesen sich als überteuert, die Preise fielen, statt zu steigen. In den 80er Jahren brachen zudem im Osten die Fischpopulationen zusammen, wie Ende des Jahrhunderts die Lachspopulationen im Westen.

### Die Hinwendung zur US-Wirtschaft
Erstmals 1969 – sieht man von wenigen Jahren ab – konnte Kanada mehr Rohstoffe in die USA aus- als einführen. Von 1764 bis 1913 konnte Kanada seine negative Handelsbilanz mit den USA nur durch britischen Kapitalzufluss ausgleichen.
Zwischen 1983 und 1993 fielen die Direktinvestitionen in Kanada von 35 % auf 25 %. Hatten die USA 1967 noch einen Anteil von 80 %, fiel dieser bis 1992 auf 64 %. 1967 kamen 8 % der Auslandsinvestitionen aus Großbritannien, aus Japan 12 %. Bis 1992 stieg der britische Anteil auf 13, der japanische auf 9 %, doch andere europäische Länder erreichten nun 10 % – die verbleibenden 4 % verteilten sich auf den Rest der Welt.
Die Regierung verlagerte ihre Aktivitäten weg von den Provinzen hin zu zwischenstaatlichen. Gleichzeitig bedeuteten Deregulierung und schlanker Staat in Kanada immer mehr Bundesregierung, nicht Provinzregierung. Währenddessen wurde die US-Politik verbal immer mehr freihändlerisch, protegierte aber auch immer deutlicher mit anderen Mitteln ihre Industrien.
Das war für Kanada äußerst bedrohlich, denn es war zu 30 bis 40 % vom Außenhandel abhängig, von dem rund 70 % mit den USA abgewickelt wurden. Anfang 1989 begannen die ersten Schritte zu einem Freihandelsabkommen mit den USA, Abgaben wurden reduziert, vor allem aber wurde ein Schlichtungsprozess implementiert, wodurch Kanada sich in informelle Beschränkungen des Handels einmischen konnte. So konnte Kanada versuchen, eine gemeinsame Management- und Restrukturierungsstrategie zu entwickeln. Die national ausgerichteten Politiken von 1876, 1896 und 1945 waren obsolet.

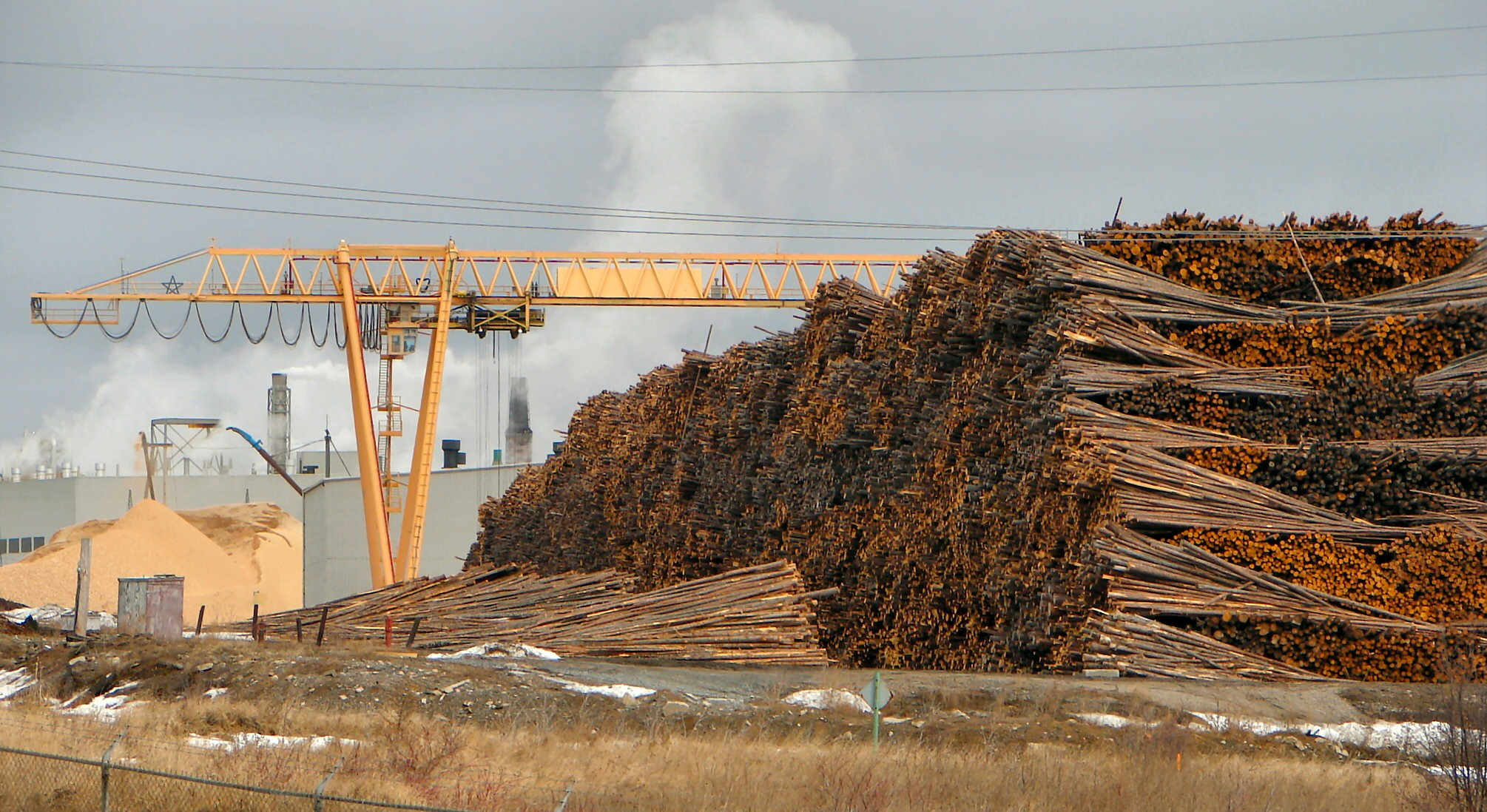
Holzverarbeitung bei Iroquois Falls in Ontario

1994 unterzeichnete die kanadische Regierung das North American Free Trade Agreement (NAFTA), das es zusammen mit den USA und Mexiko abschloss. In den nächsten Jahren profitierte die kanadische Exportwirtschaft von dem Abkommen, doch drohte etwa der Holzindustrie eine Reduzierung auf Rohholzexporte statt verarbeiteter Produkte. Auch lieferte Kanada zunehmend Strom nach Süden, der zum Teil unter hohen ökologischen Kosten gewonnen wurde, ohne der heimischen Industrie zu nutzen.

## Zweite Weltwirtschaftskrise
In British Columbia zeichnete sich bereits 2006 ein Handelsbilanzdefizit ab, ähnlich wie in den industriellen Ballungsräumen Ontarios und Québecs, die etwa ab 2003 mehr im- als exportierten. Dabei bestand ein enger Zusammenhang zum Wechselkurs zwischen kanadischem und US-Dollar, denn der kanadische gewann stetig an Wert. Nur die Prärieprovinzen hatten einen deutlichen Exportüberschuss, der jedoch überwiegend auf der Ausfuhr von Öl basierte. Dahinter stand auch die Absicht der USA, den Anteil des Öls aus dem Nahen Osten zu reduzieren. Hingegen konnten die Atlantikprovinzen ihren Überschuss erheblich ausbauen, wenn sie auch für die Wirtschaft ganz Kanadas nur von geringer Bedeutung sind.
Im Gegensatz zu den USA, wo im Sommer 2007 die sogenannte Subprimekrise Immobilien- und Kreditunternehmen traf, zeigten sich Kanadas Immobilienmarkt und die Bankenbranche zunächst weniger anfällig. Da die Exportwirtschaft jedoch von der US-Wirtschaft abhängt, senkte die Bank of Canada den Leitzins von 2,25 auf 1,5 %. Dennoch rechnet sie für 2009 mit einem Rückgang der Wirtschaft um 1,2 %. Am 3. März 2009 senkte sie den Leitzins auf 0,5 %.
Im Jahr 2007 war der Ölpreis noch auf rund 150 US-Dollar je Barrel gestiegen. Wie alle Rohstoffländer, so profitierte auch Kanada zunächst von den gewaltigen Einnahmen, doch wurde das Land umso härter vom Preiszusammenbruch getroffen, der den Barrelpreis bis auf rund 35 Dollar stürzen ließ. Zahlreiche Projekte, wie der Abbau der Ölsande in Albertas Athabasca-Gebiet wurden gestoppt. Im 4. Quartal 2008 gingen die Exporte Kanadas um 17,5 % zurück.
Die Umsätze an der Börse von Toronto schnellten in die Höhe, die Kurse für Rohstoffunternehmen fielen drastisch, ebenso wie die von Banken. Als Nächstes wurde der Immobilienmarkt erreicht. Die Genehmigungen für Hausbauten fielen im Oktober 2008 um 15,7 % des Vormonatswertes, die Baubeginne im November um 18,8 %. Hinzu kommt, dass der Tourismus unter dem schwachen US-Dollar bereits 2007 gelitten hat.
Der Arbeitsmarkt war Ende 2008 nur leicht betroffen, die Arbeitslosenquote stieg auf 6,6 %. Doch stieg sie im Januar 2009 bereits auf 7,2, im Februar auf 7,7, im März auf 8,0 und im August auf 8,7 %, wobei Saskatchewan im Januar nur 4,1, Neufundland hingegen 14,3 % aufwies. Ontario verlor dabei im Februar 35.000, Alberta 24.000 Vollzeitarbeitsplätze. Bis November 2009 sank die Quote leicht auf 8,5 %.